# Architecture australienne

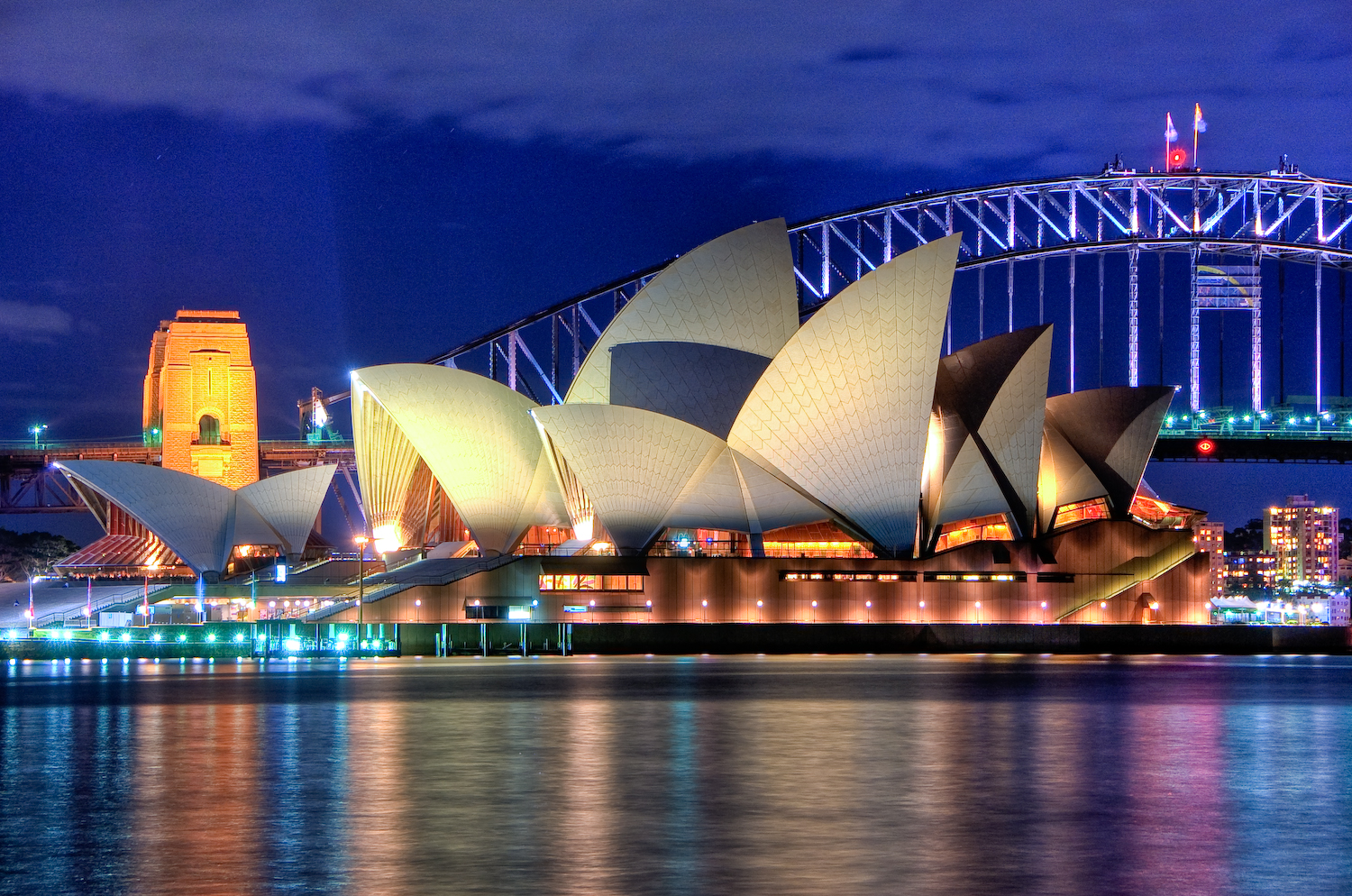
L'Opera de Sydney et Sydney Harbour Bridge.

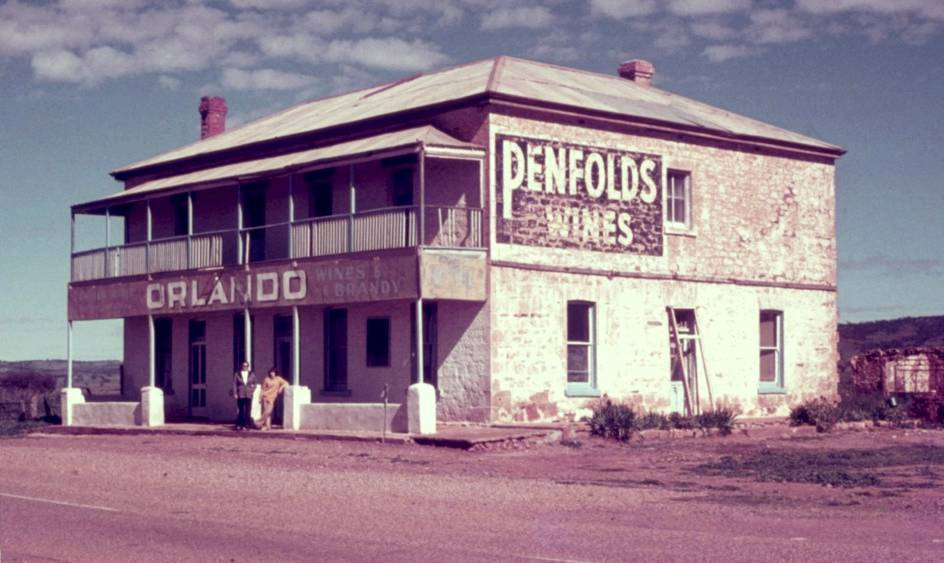
Un Pub australien - le Yatina Hotel en Australie-Méridionale en 1974.

L’architecture australienne, au moins au début de l'histoire du pays, fut influencée par les architectures anglaise et américaine. Au mieux, les architectes australiens cherchaient à être les premiers à importer les nouveaux styles et essayaient de leur donner des caractères locaux. L'architecture australienne contemporaine post-seconde Guerre mondiale reflète le multiculturalisme de la société australienne et lui donne une identité émergente multifactorielle.

## Histoire

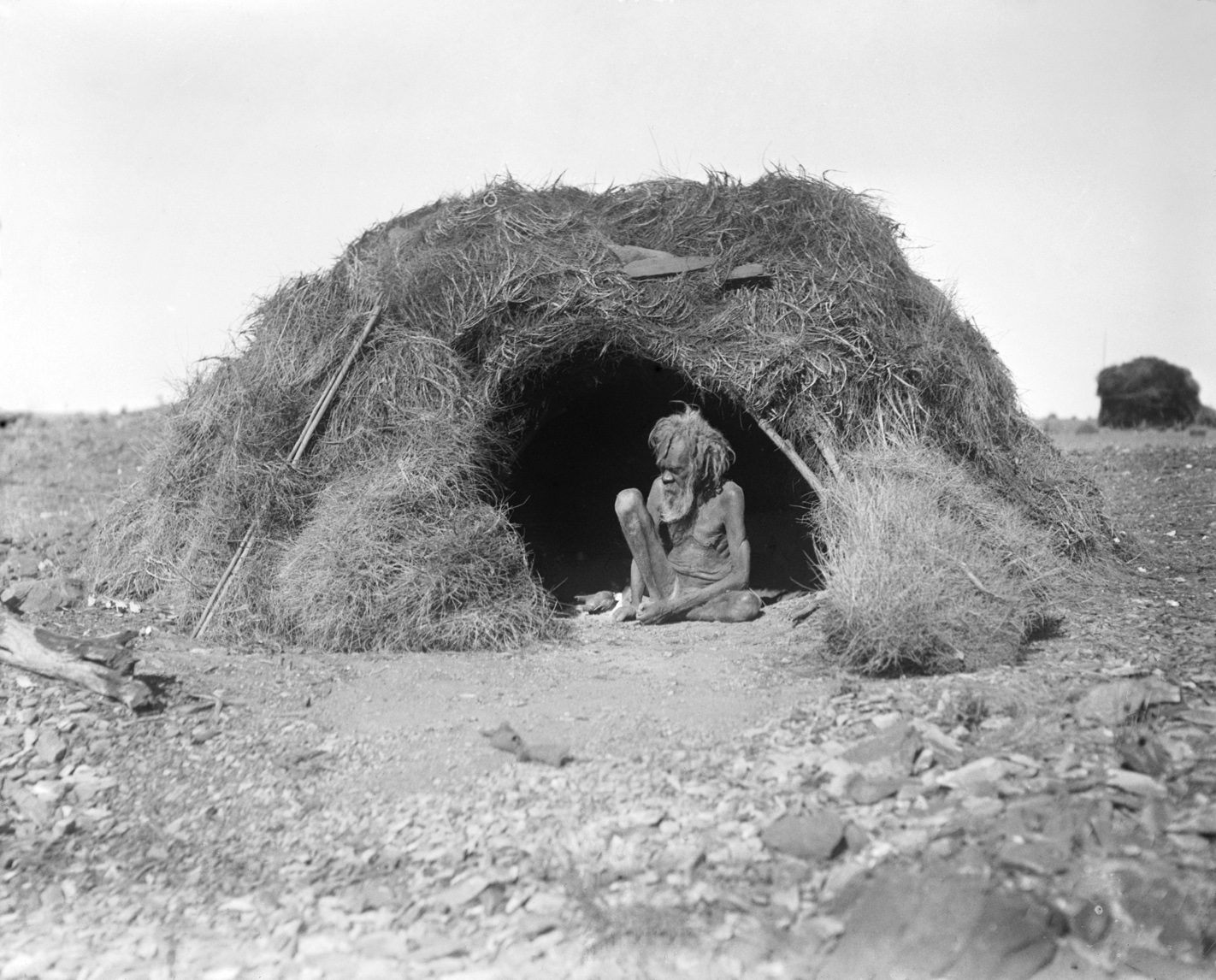
Un homme Arrernte du Territoire du Nord et une hutte traditionnelle en 1920.

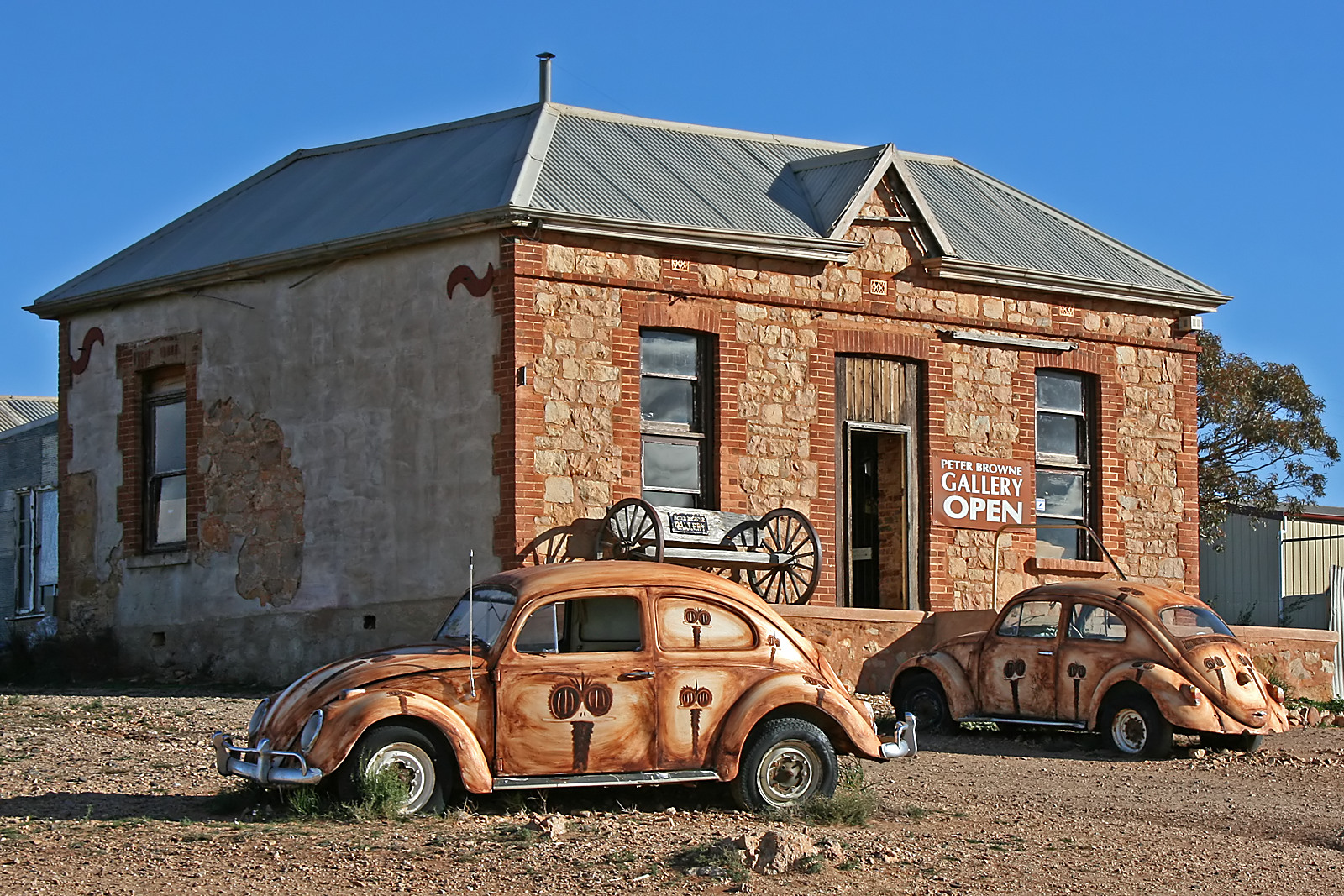
Un galerie d'art dans l'outback, à Silverton en Nouvelle Galles du Sud.

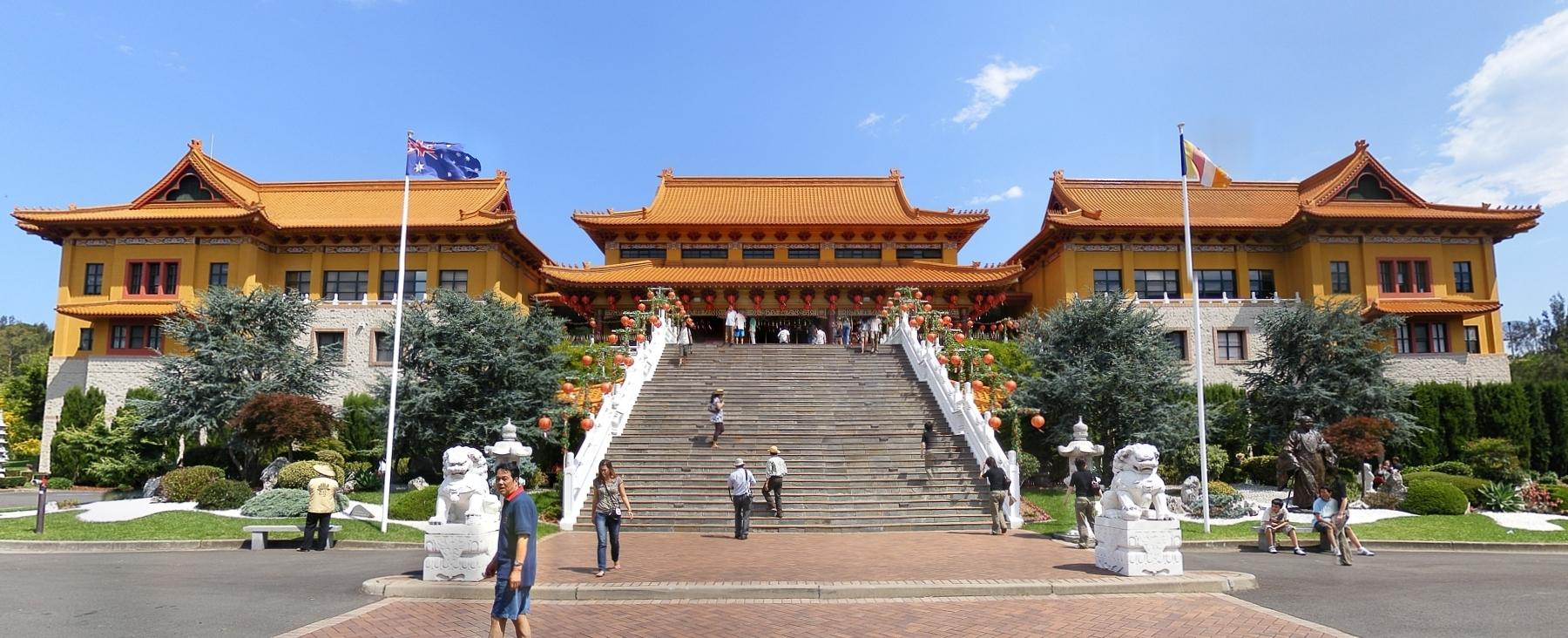
Le temple bouddhiste Nan Tien à Wollongong est le plus grand temple bouddhiste de l’hémisphère sud. L'architecture australienne contemporaine reflète le multiculturalisme du pays.

Avant l'arrivée des Anglais en 1788, les Aborigènes n'ont construit que des logements en semi-dur. L'architecture indigène traditionnelle était domestique. Des abris, camps résidentiels et pièges de poissons, ont été construits des matériaux normaux comprenant : herbes, boue, écorce et, dans quelques régions, de pierre. 
L'histoire de l'architecture complexe en Australie commence à la fin du XVIIIe siècle. Elle a été fortement influencée par les modèles britanniques. Sydney a été fondé en 1788, et Hobart en 1803 - tous les deux comme colonies pénitentiaires. Les exemples les plus anciens de l'architecture européenne sont donc situés près de ces villes et souvent il a été construit par des prisonniers - dont Port Arthur en Tasmanie reste peut-être l'exemple existant le plus impressionnant. Un ex-prisonnier, Francis Greenway (1777-1837), est devenu le premier architecte notable à Sydney et un certain nombre de ses conceptions existent toujours - dont Hyde Park Barracks. Les ruées vers l'or au XIXe siècle a apporté la grande prospérité aux colonies, et a placé la construction de beaucoup de bâtiments publics fins en Australie - en particulier dans Victoria. Les villes de Ballarat, de Bendigo, de Geelong et de Melbourne maintiennent beaucoup de bâtiments de cette époque. L'architecture européenne a commencé à être adaptée au climat australien, et les modèles locaux distinctifs ont émergé - les maisons Queenslander dans les tropiques, les Woolsheds de l'Australie rurale et les maisons de plage omniprésentes de la côte - sans oublier les Pubs australien comme cela de l'hôtel célèbre de Birdsville, en Queensland. En 1927, le capital national a été fondé à Canberra, par une conception par l'architecte Walter Burley Griffin. La ville inclut maintenant beaucoup de constructions intéressantes, y compris la Mémorial australien de la guerre et le Parlement d'Australie. Le XXe siècle a vu des gratte-ciel construits dans la plupart des capitales australiennes. Certains des accomplissements architecturaux les plus créateurs du XXe siècle ont été construits en Australie - comprenant l'incomparable opéra de Sydney de Joern Utzon. L'architecture australienne contemporaine reflète le multiculturalisme de la société australienne et lui donne une identité émergente multifactorielle.
Deux sites australiens sont inscrits sur la liste du patrimoine mondial de l'UNESCO : l'opéra de Sydney (conçu par Jørn Utzon et inauguré en 1973) et le Palais royal des expositions à Melbourne. Sur la liste indicative figurent des sites de l'époque des colonies pénitentiaires, comme Hyde Park Barracks à Sydney; Port Arthur en Tasmanie et la prison de Fremantle en Australie-Occidentale. Le National Trust of Australia est une organisation non-gouvernementale, chargée de la conservation de l'héritage historique de l'Australie. Elle possède ou contrôle plus de 300 lieux classés comme: l’Old Government House à Parramatta, le plus ancien édifice public d'Australie (1799) et l’Old Melbourne Gaol.
Dans le domaine de l'architecture religieuse, toutes les capitales abritent un certain nombre de cathédrales remarquables : on peut citer la cathédrale Sainte-Marie et la cathédrale Saint-Patrick par William Wardell. Des exemples intéressants de l'ère des missions religieuses peuvent également être trouvés dans l'intérieur - notamment ce de Hermannsburg dans le territoire du nord. À proximité de la ville de Wollongong, sur l'escarpement rocheux surplombant la ville se trouve l'abbaye bénédictine de Jamberoo, construite avec des matériaux de la région qui s'harmonisent avec l'environnement et pas très loin, on trouve le plus grand temple bouddhiste de l'hémisphère sud : le temple de Nan Tien.
On peut citer comme architectes célèbres ayant travaillé en Australie : Francis Greenway (période coloniale), William Wardell (Architecture ecclésiastique) Harry Seidler, Joern Utzon (Opéra de Sydney), Walter Burley Griffin (ville de Canberra), Romaldo Giurgola ( nouveau Parlement australien); Dorman Long & Co. Ltd. (Harbour Bridge à Sydney) PTW Architects (ancienne firme australienne qui a conçu le Centre national de natation de Pékin).

## Styles architecturaux en Australie
Il y a divers exemples d'architecture, comme l'architecture georgienne ; l'architecture victorienne, l'architecture gothique, l'architecture de la Fédération, et l'architecture contemporaine ; et le style résidentiel Queenslander sous les tropiques. Sydney est connu pour ses tours gigantesques, le Victoria pour son architecture coloniale élégante et Adélaïde s'appelle la ville des églises.

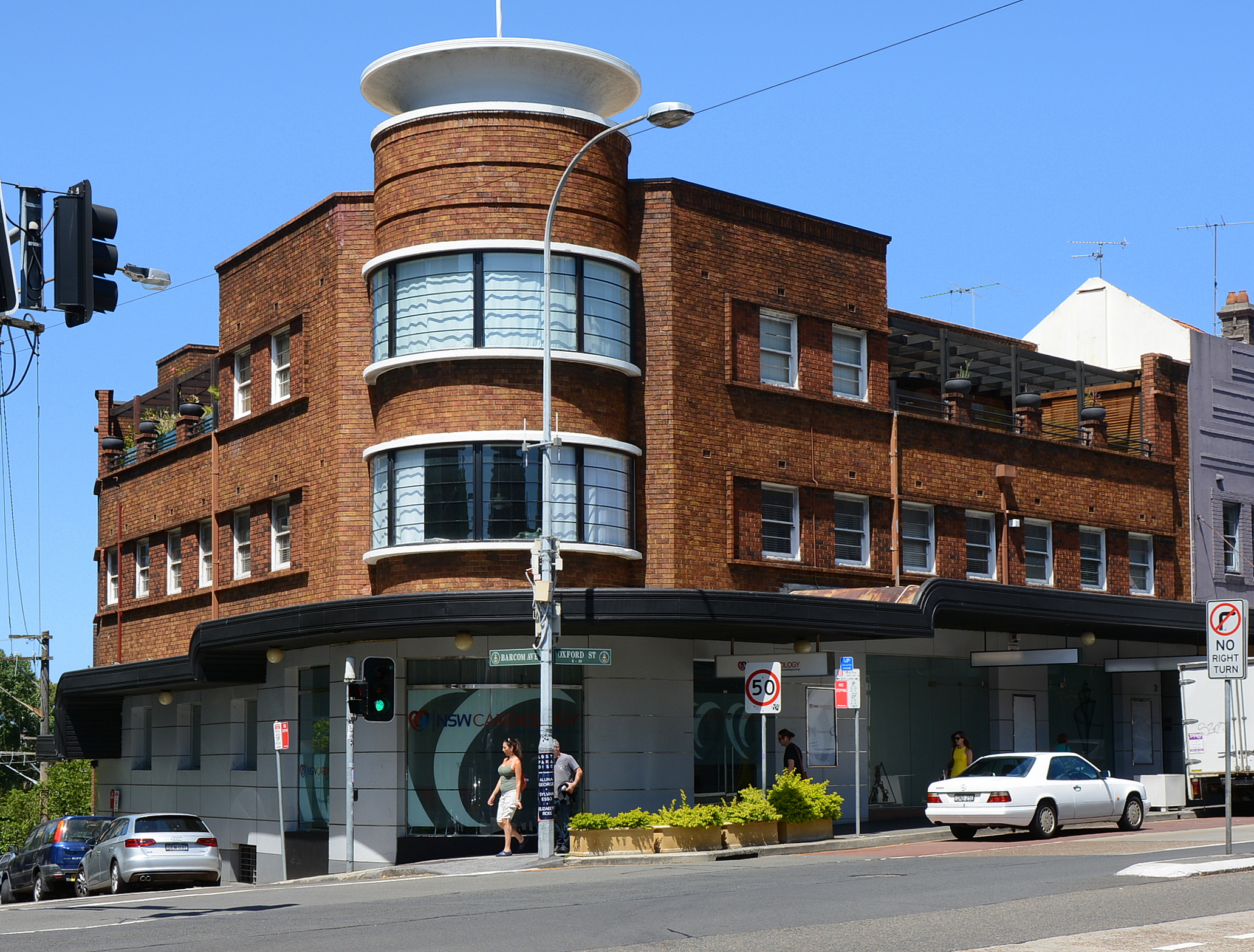
Sydney, Darlinghurst, Oxford street.

## Australie-Méridionale

### Adélaïde

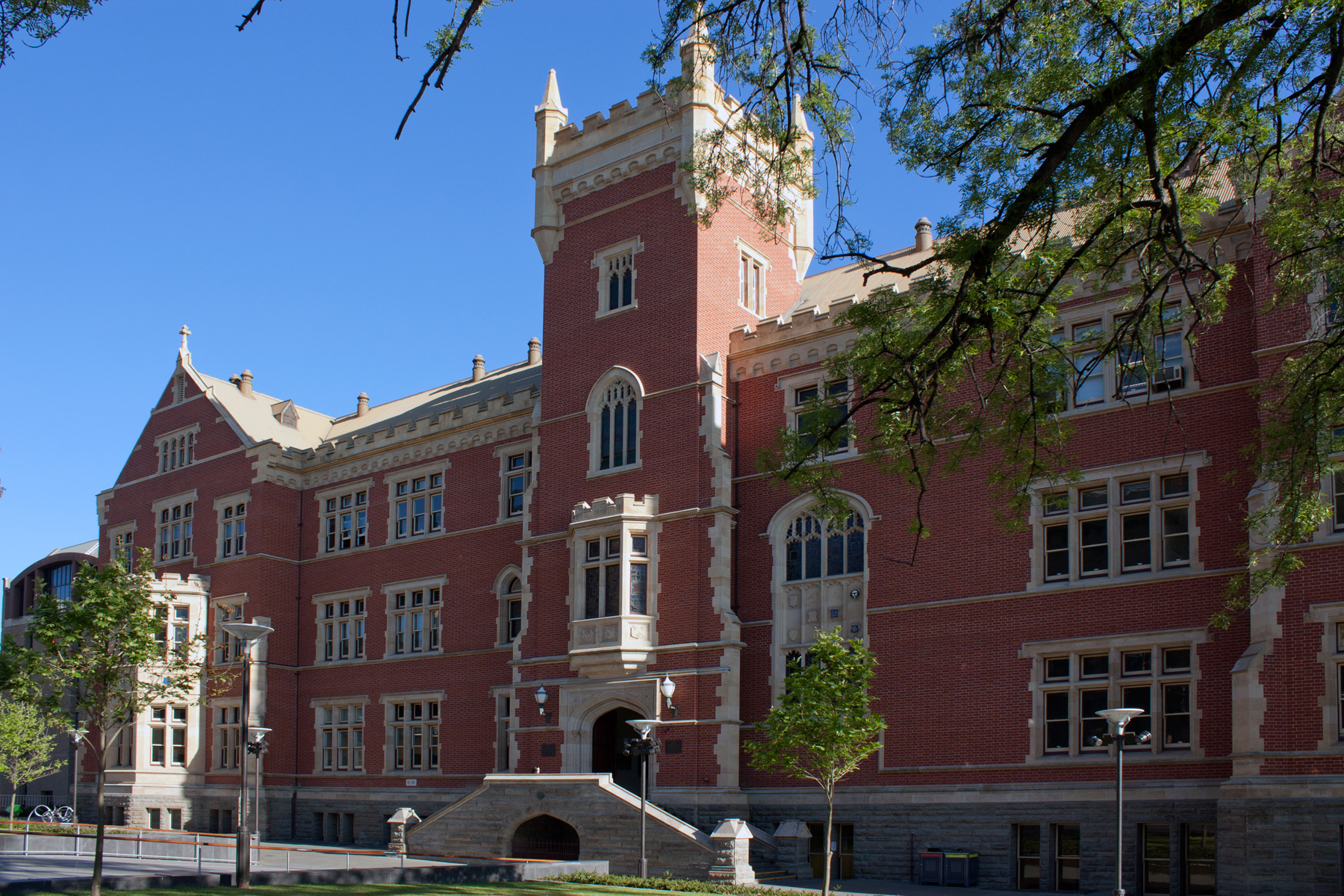
Brookman bâtiment
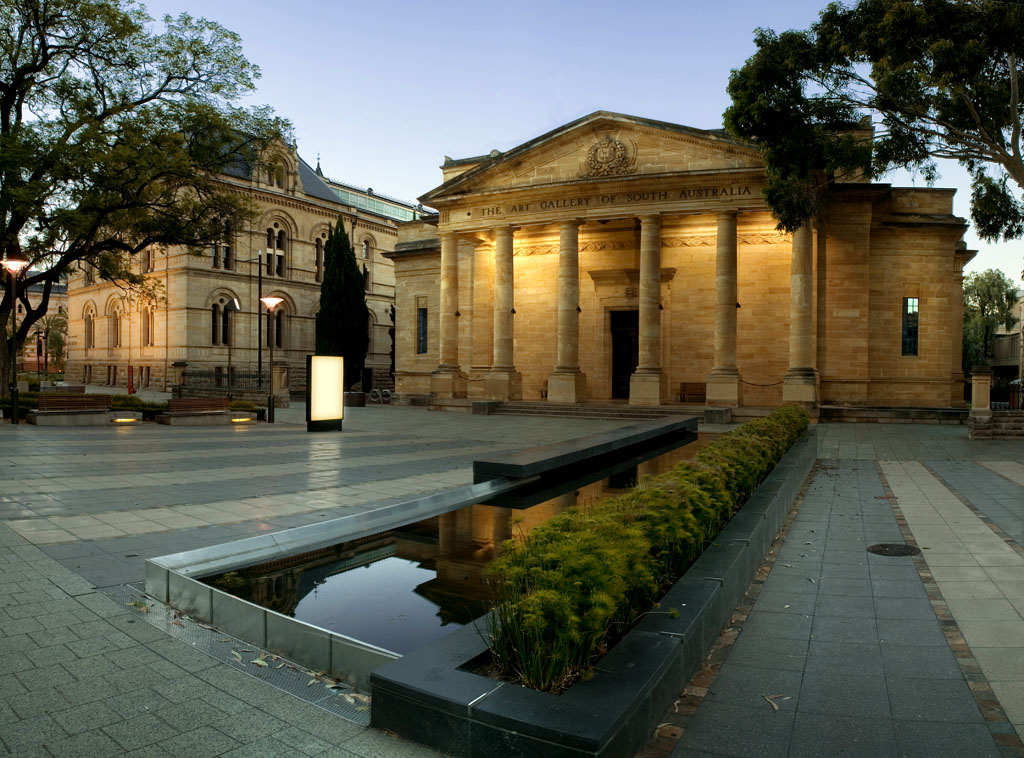
Galerie d'art d'Australie-Méridionale
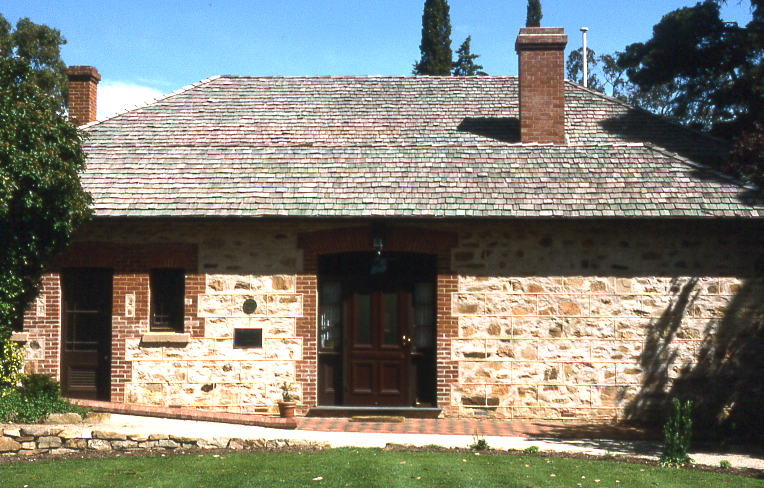
Old Government House, Bel Air Park
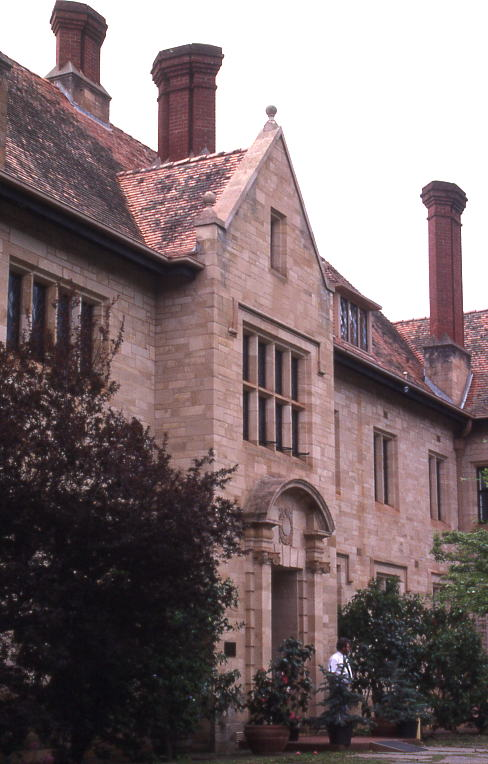
Carrick Hill
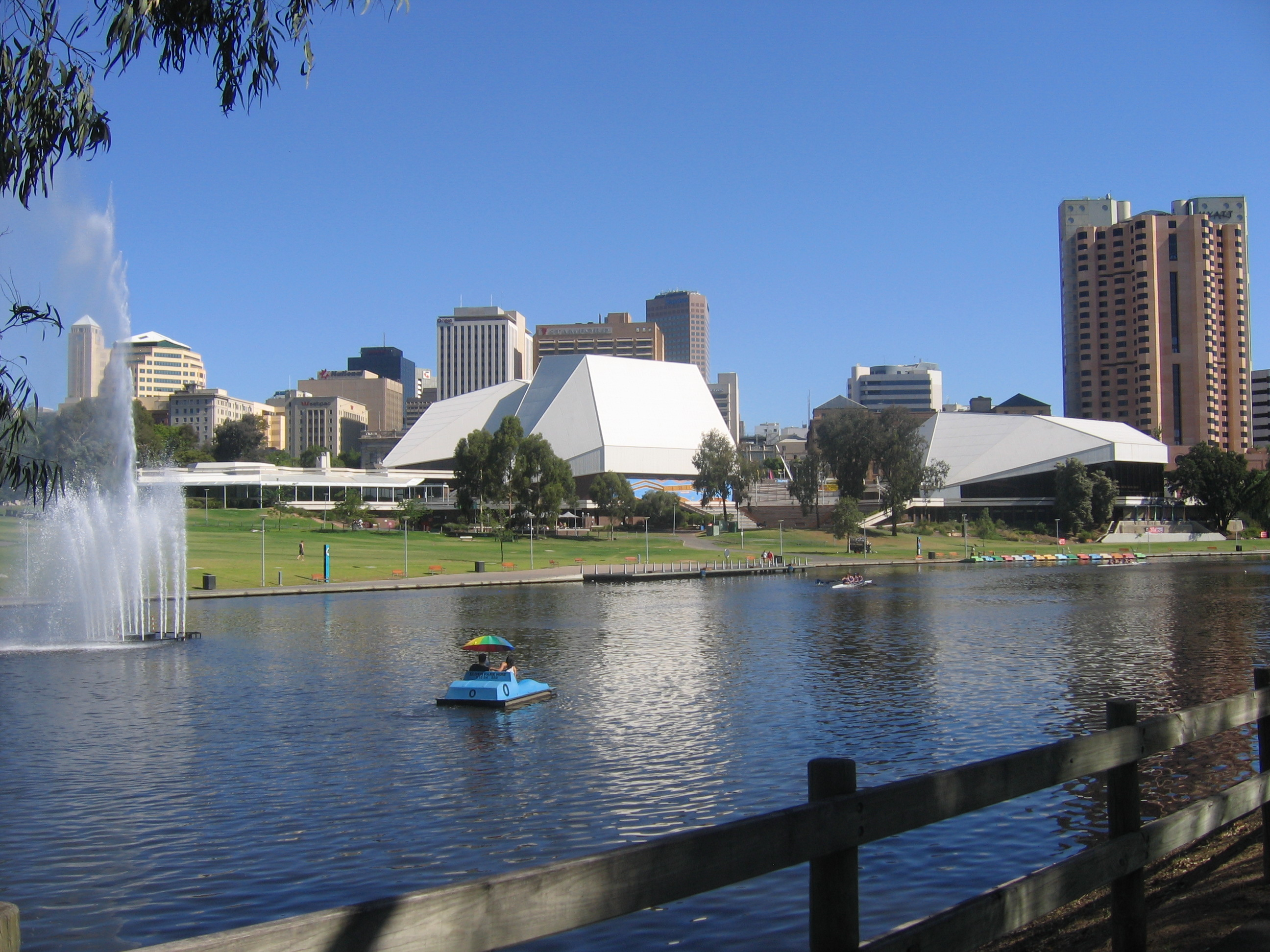
Festival Centre
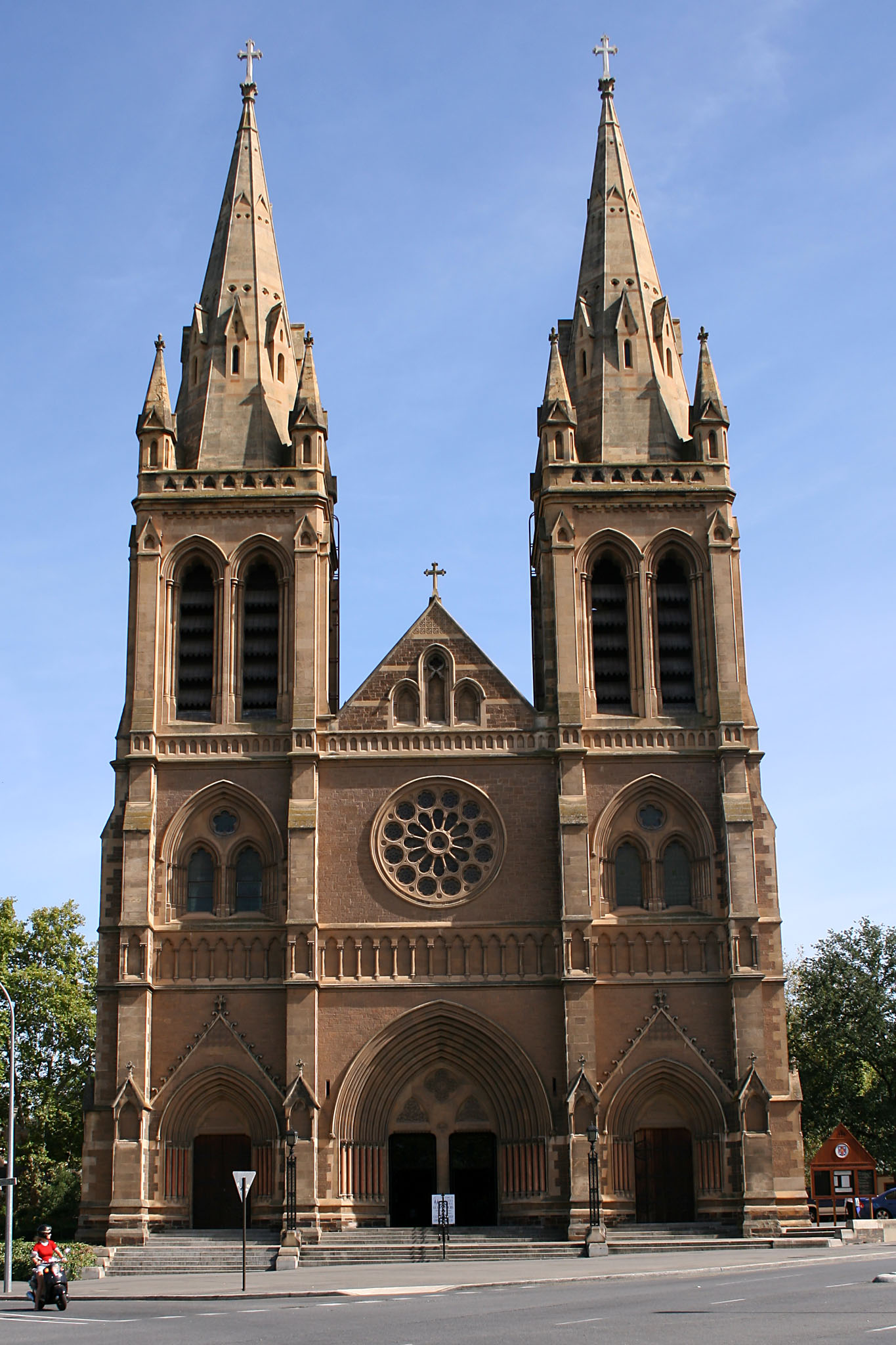
Cathédrale Saint-Pierre d'Adélaïde
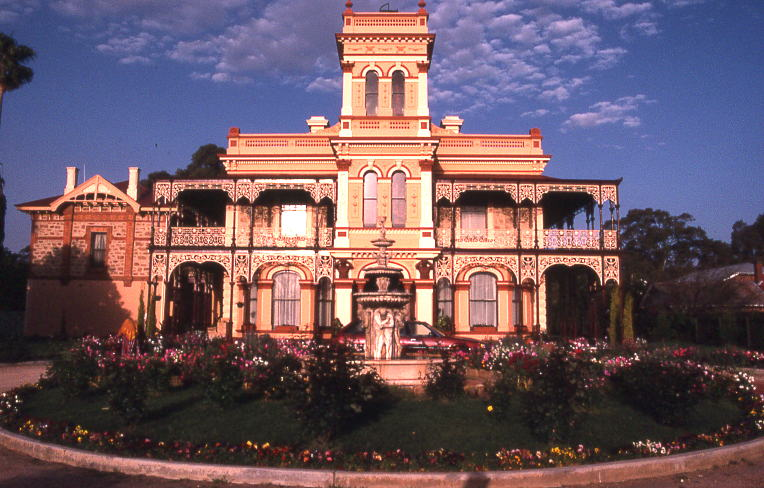
Eynesbury House
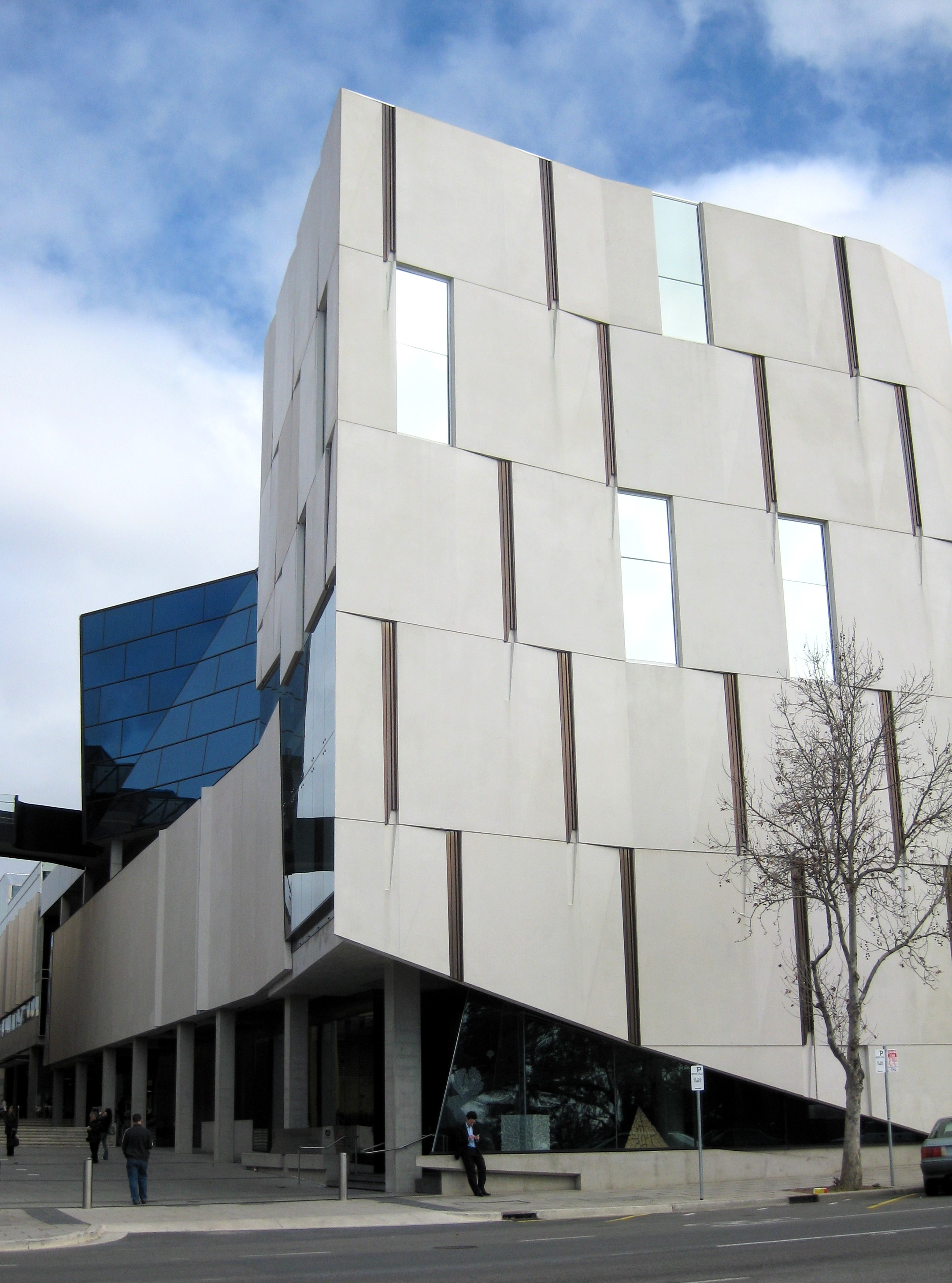
Hawke Building, Université d'Australie-Méridionale
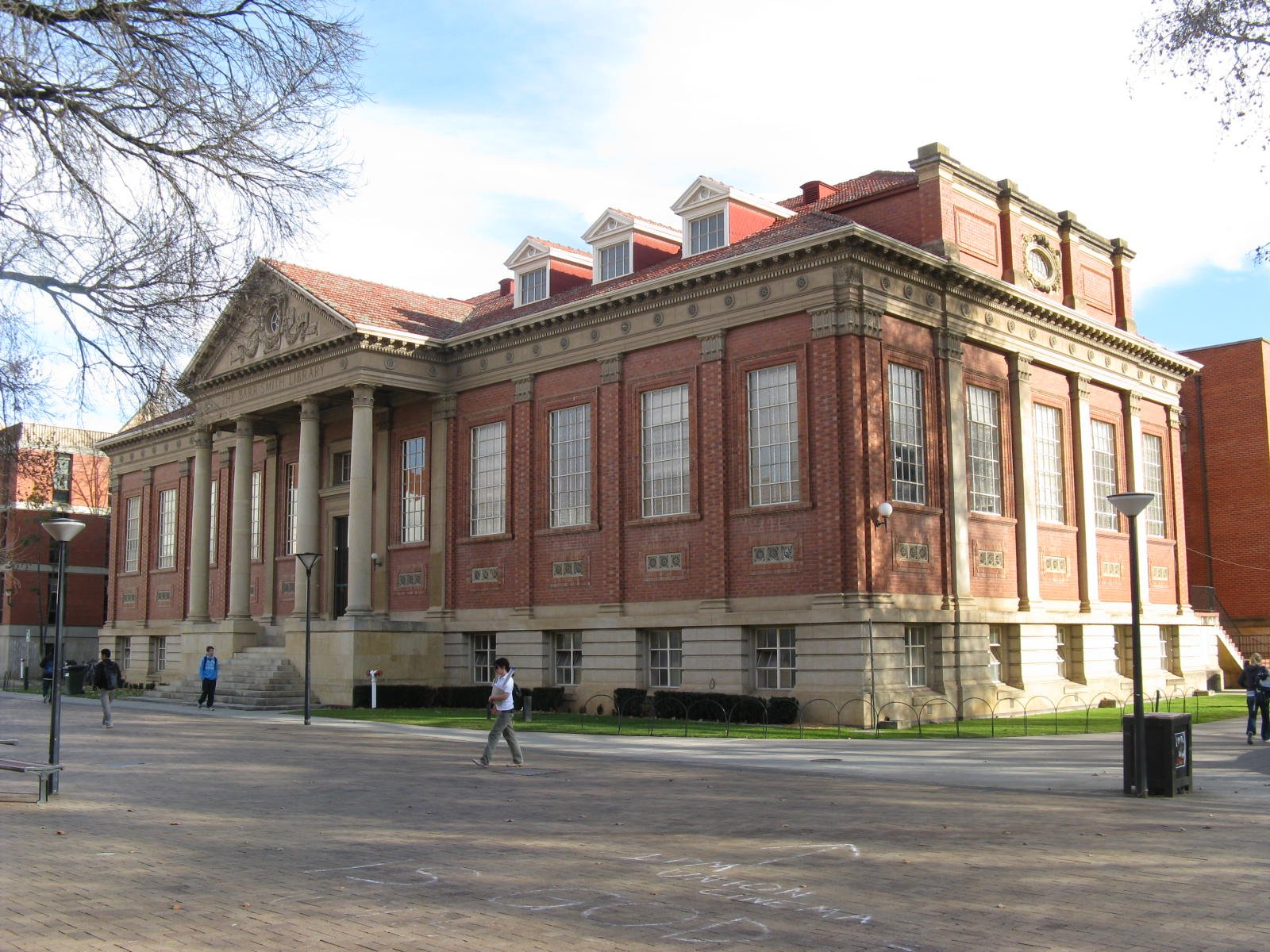
Barr Smith Library

### En dehors d'Adélaïde

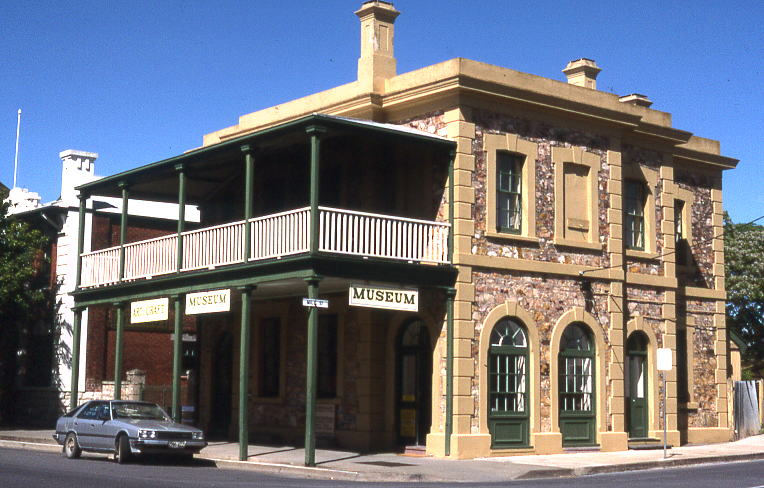
Arts and Crafts Museum, Tanunda
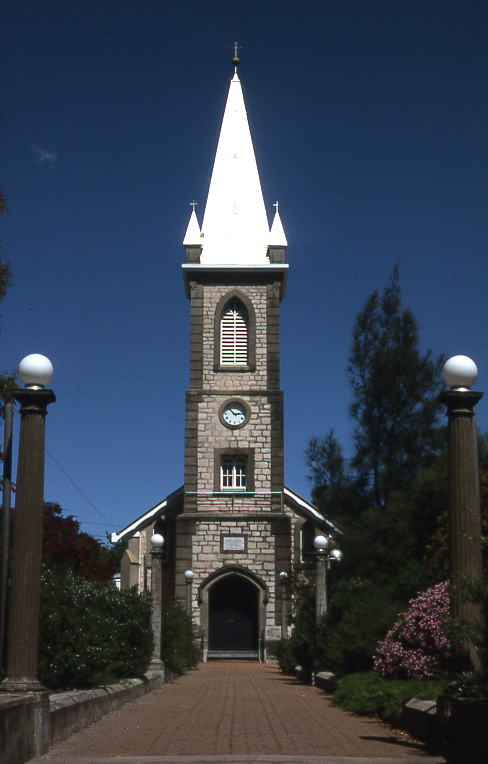
Église luthérienne, Tanunda
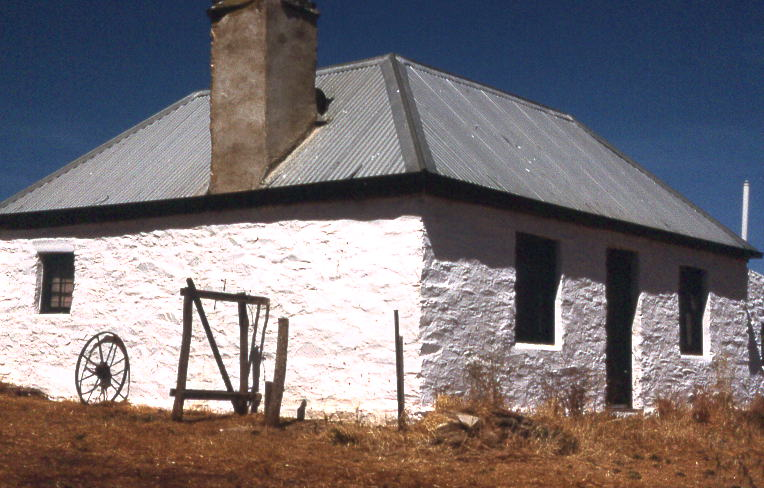
Home, Penneshaw, Kangaroo Island
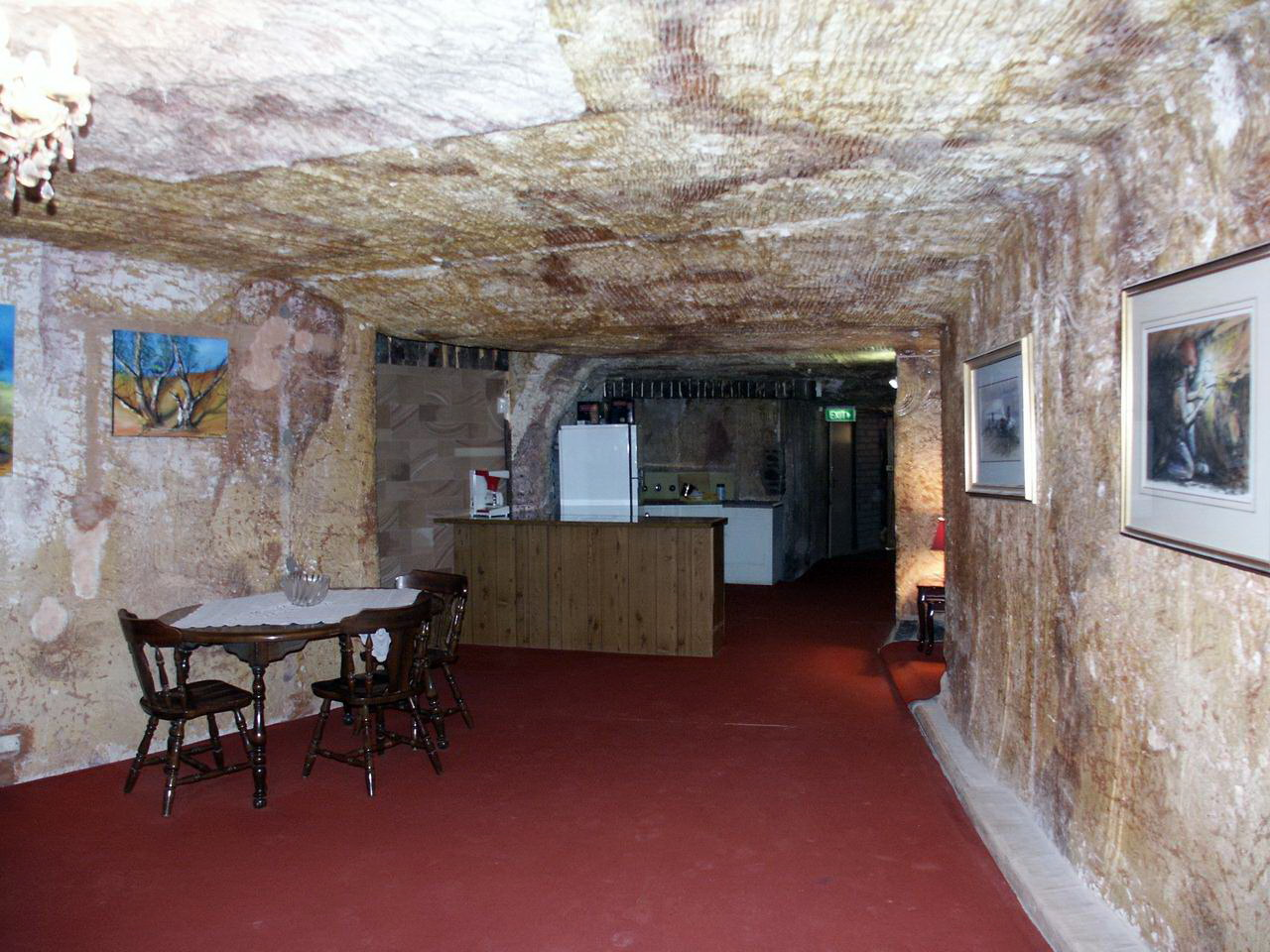
Une maison troglodyte à Coober Pedy

## Australie-Occidentale

### Perth

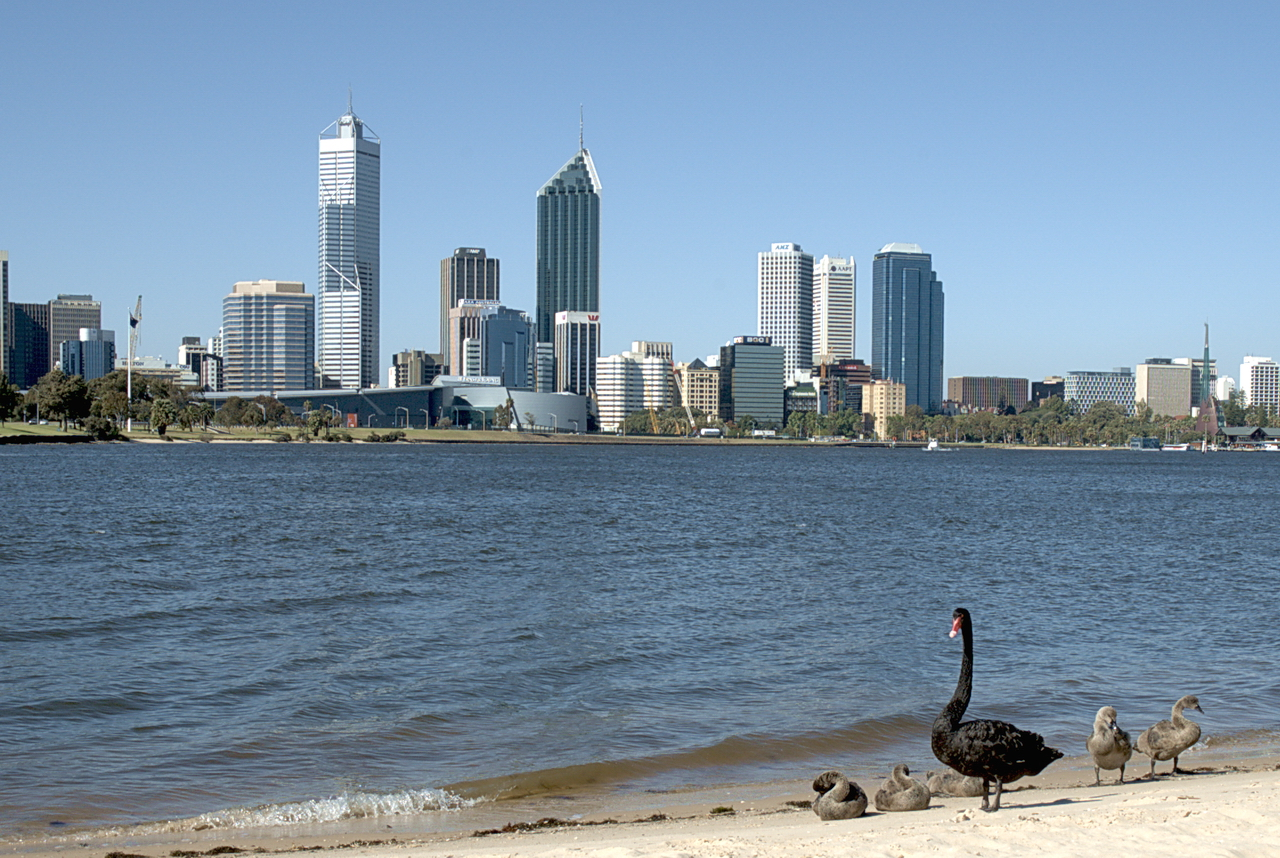
Le centre-ville de Perth
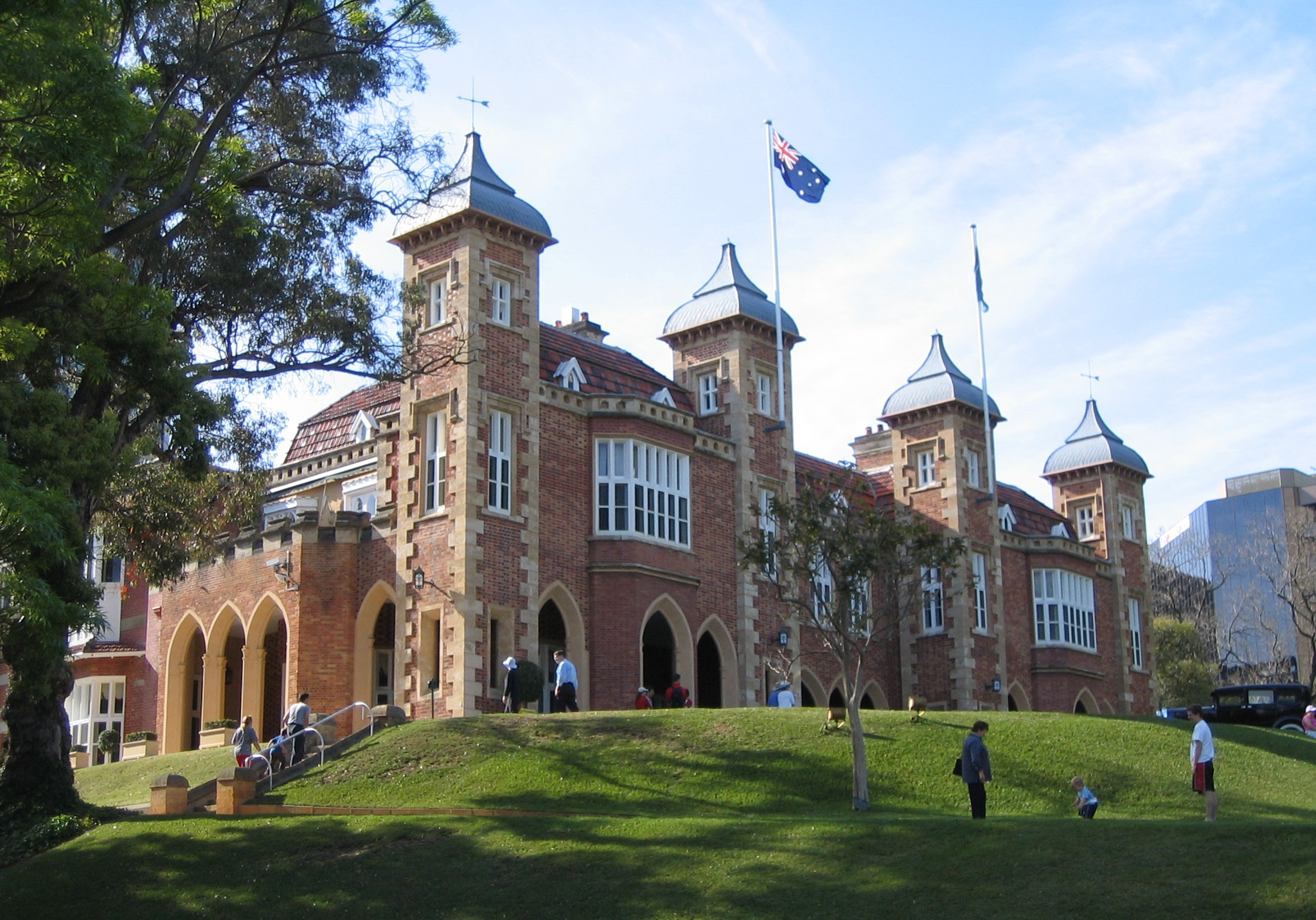
Government House
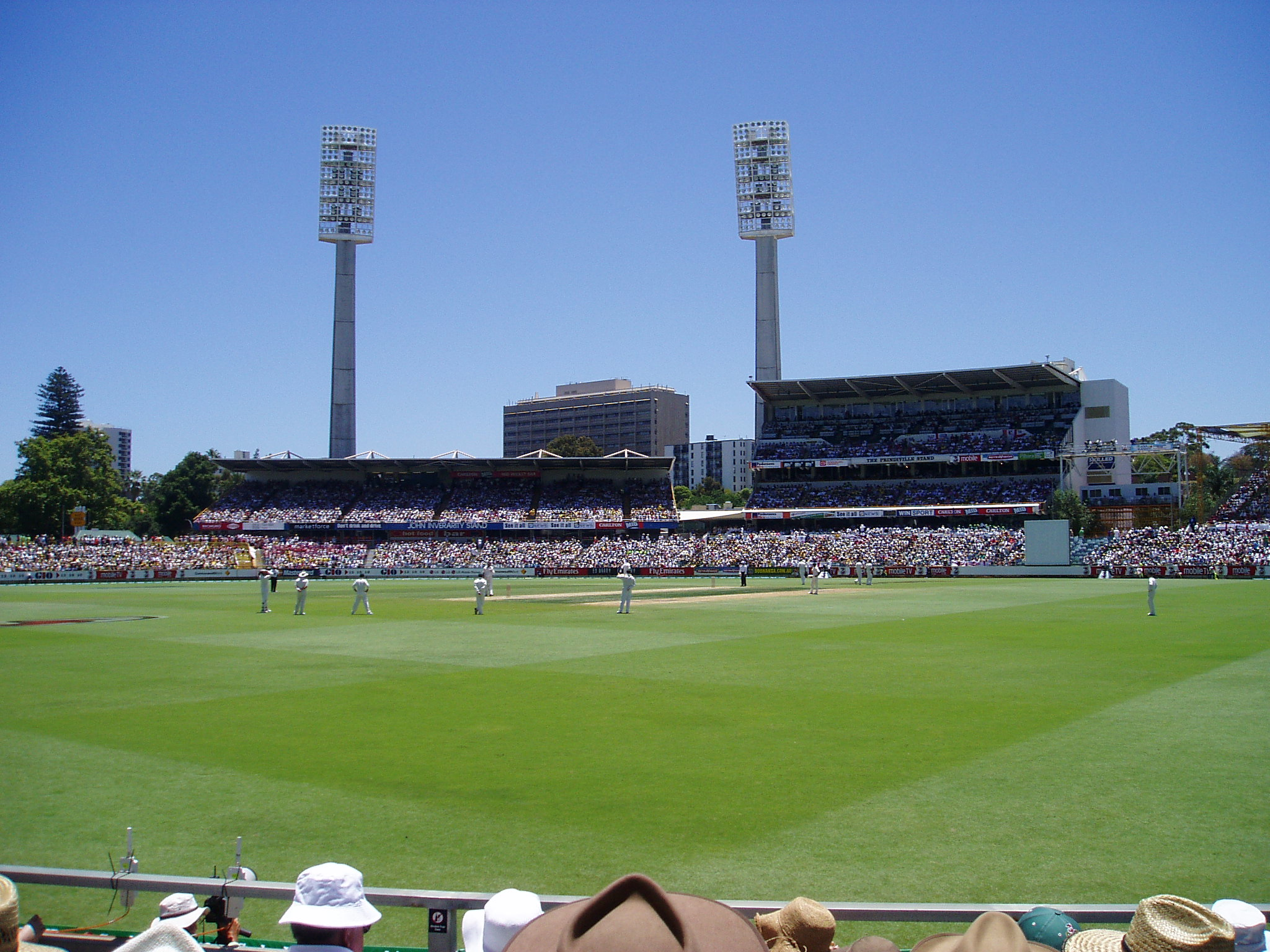
The WACA Ground
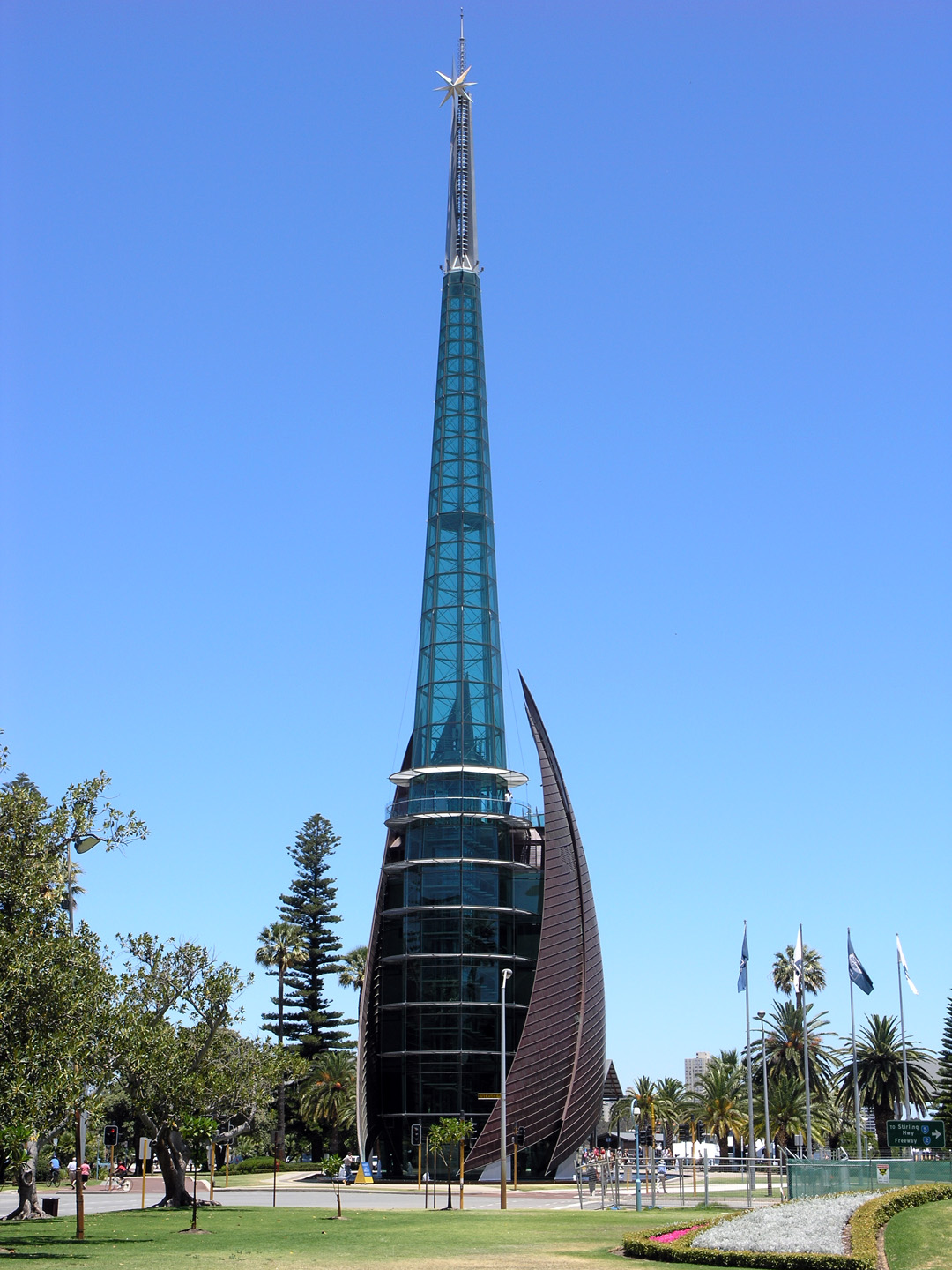
The Swan Bells

### En dehors de Perth

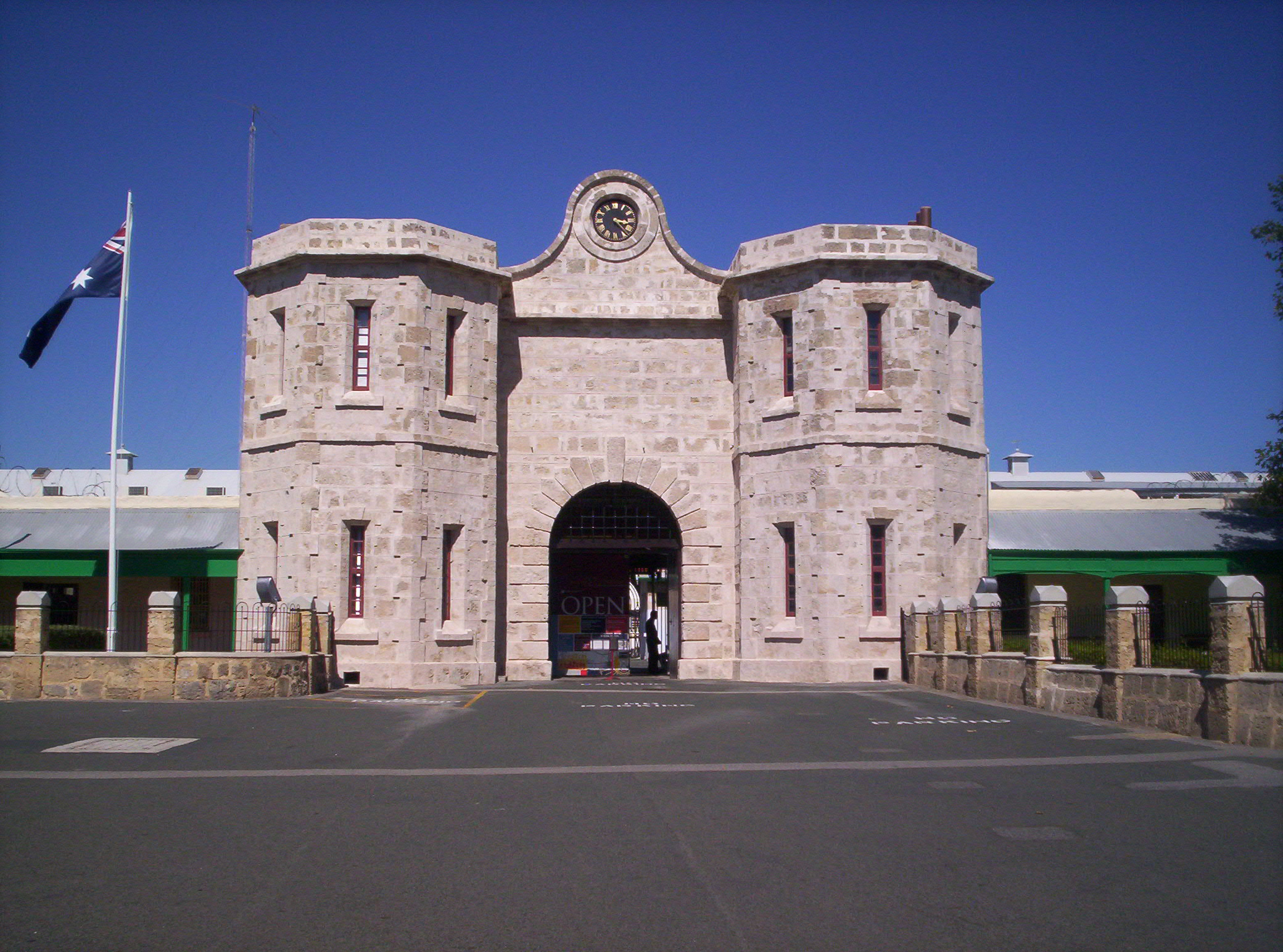
Prison de Fremantle
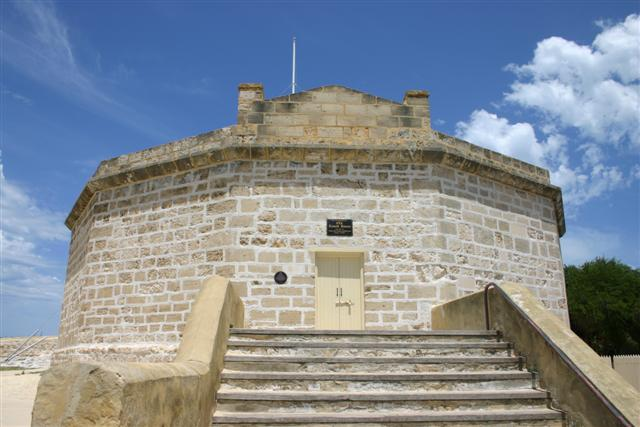
Maison ronde de Fremantle
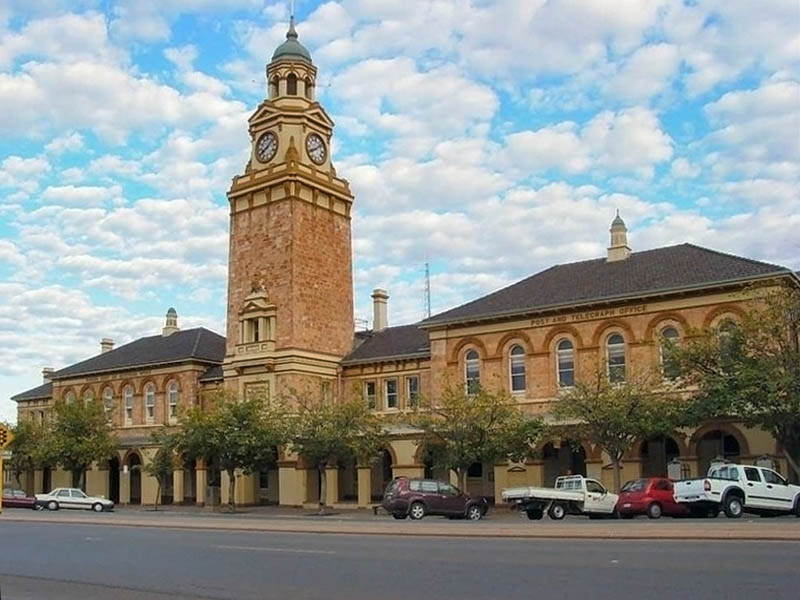
La Poste de Kalgoorlie

## Nouvelle-Galles du Sud

### Sydney

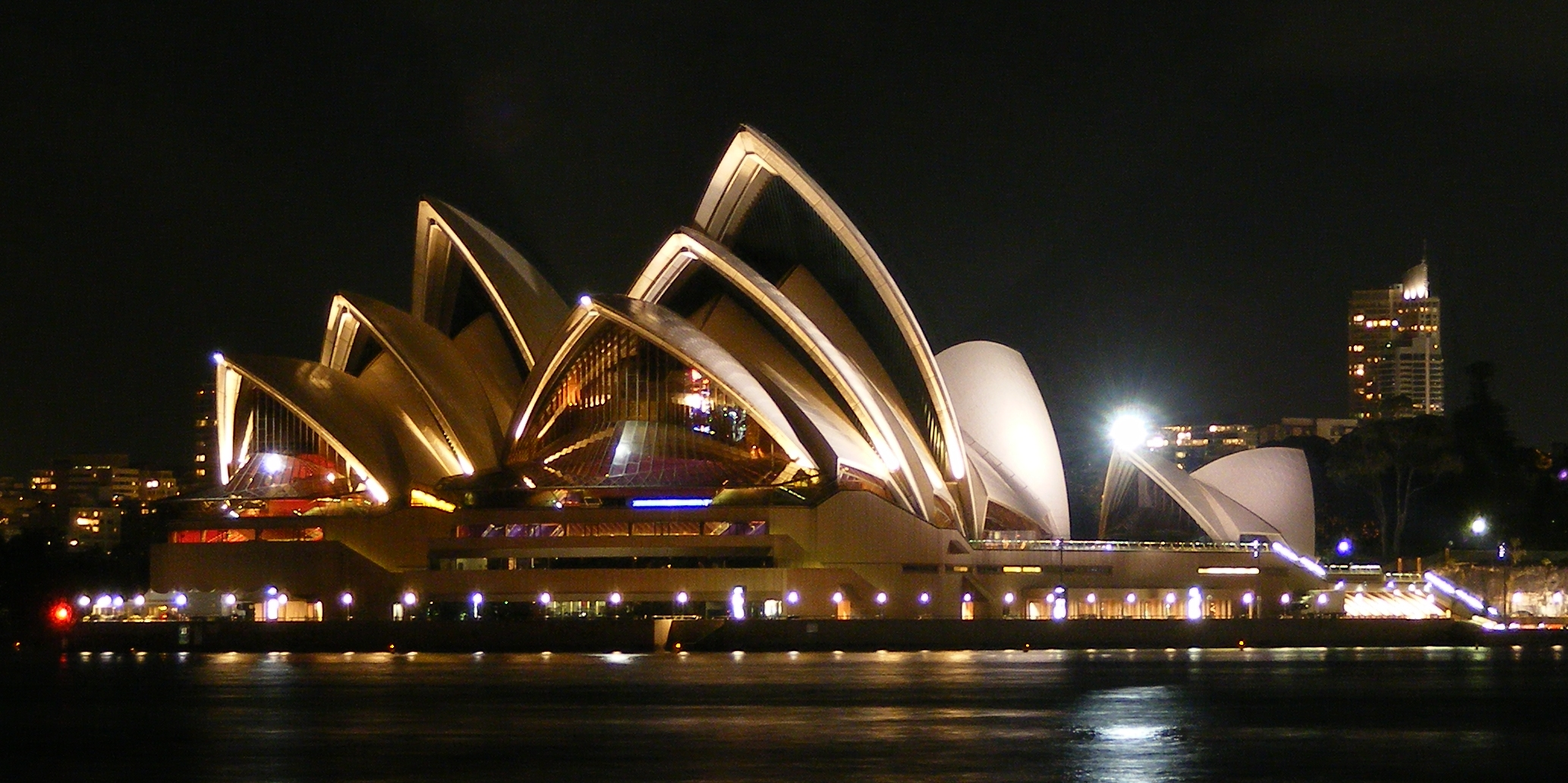
L'Opéra de Sydney
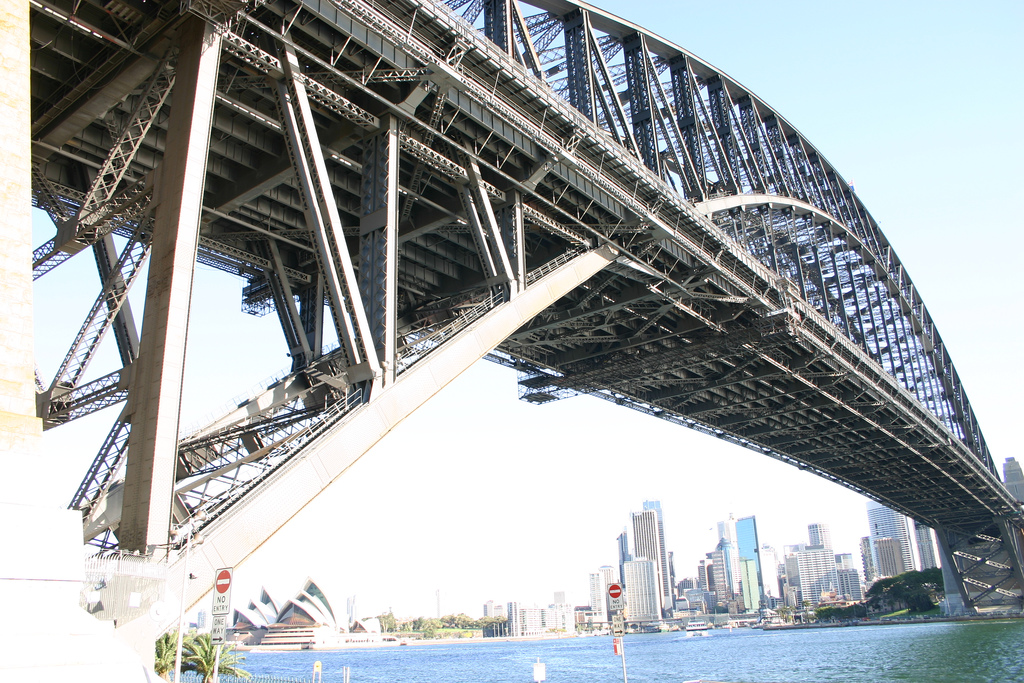
Harbour Bridge
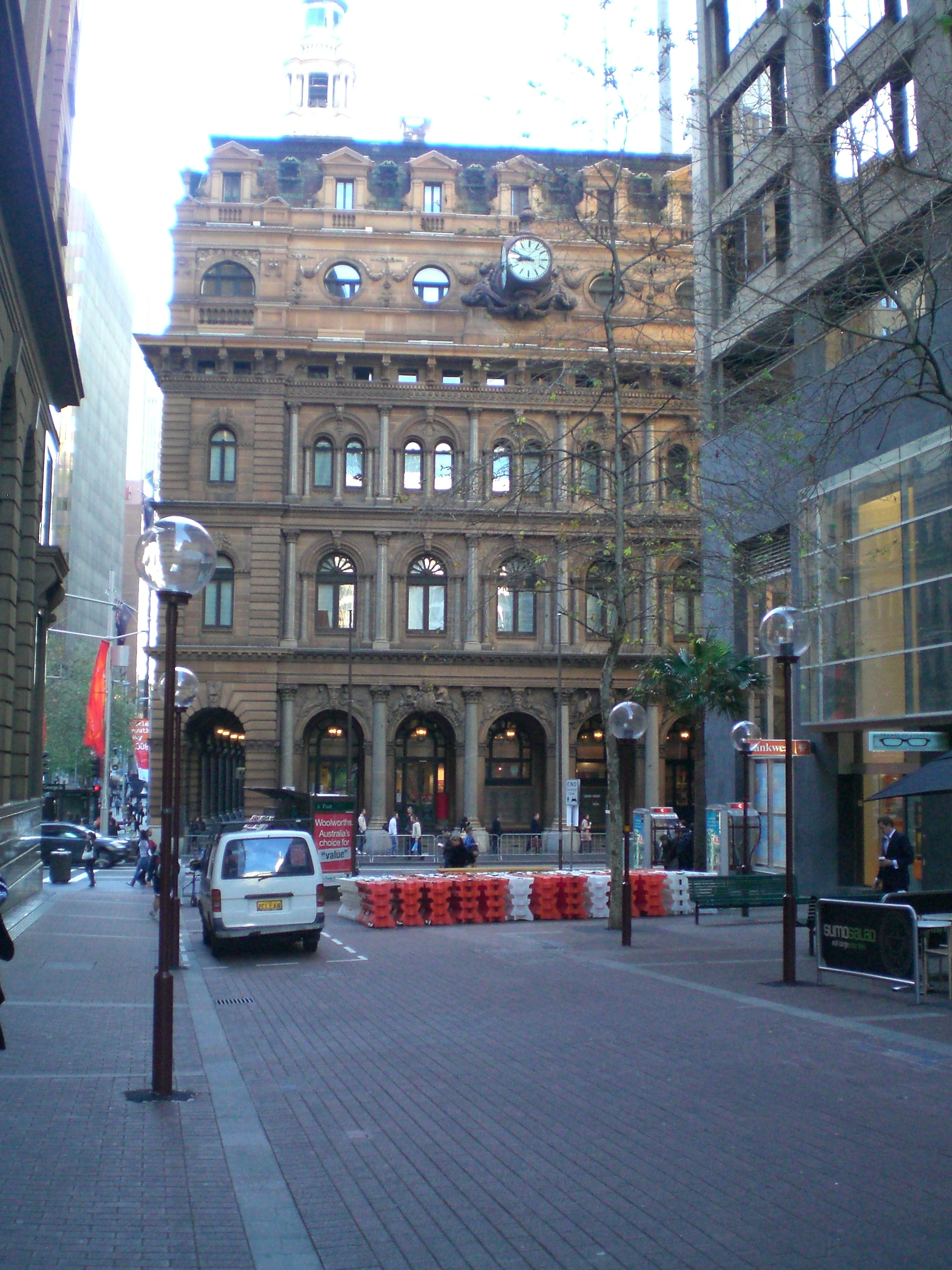
Bureau de poste général
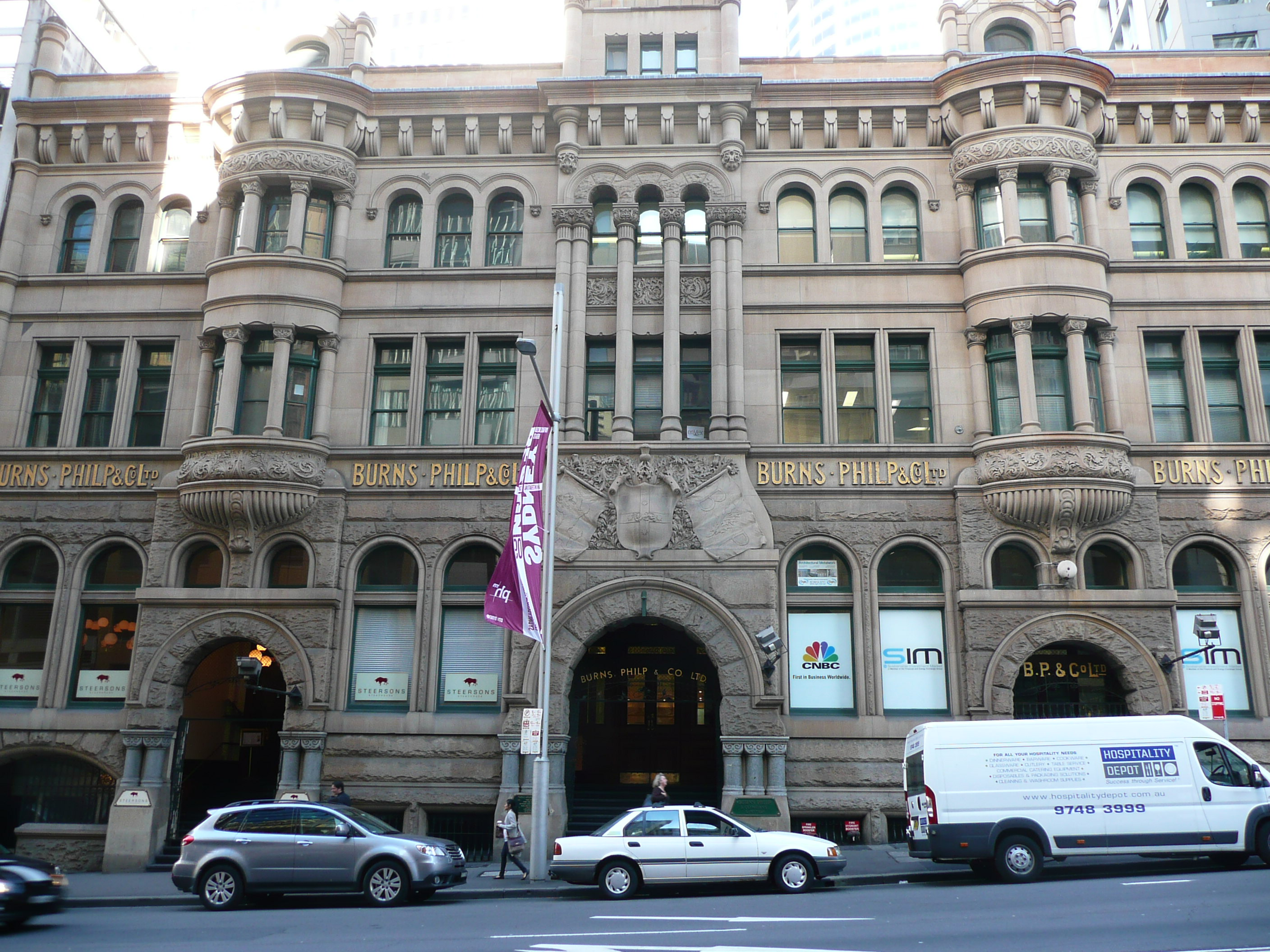
Brûlures Philp bâtiment
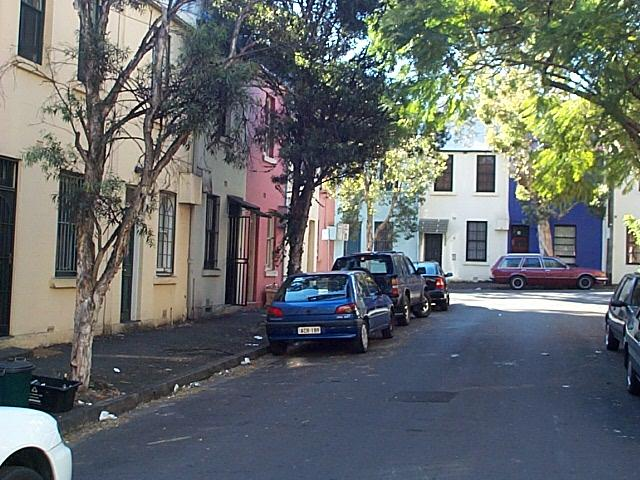
La classe ouvrière maisons de terrace
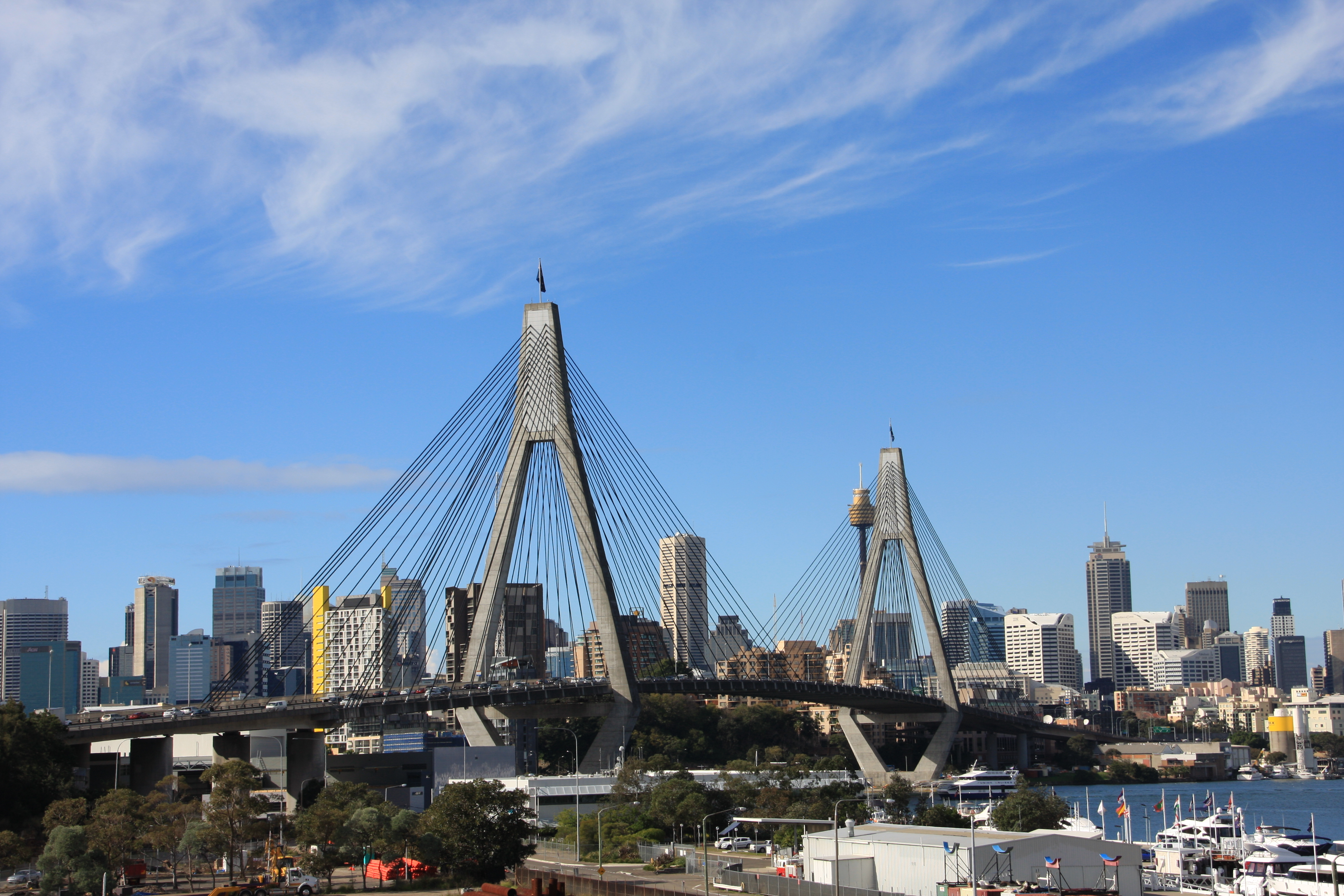
ANZAC Bridge
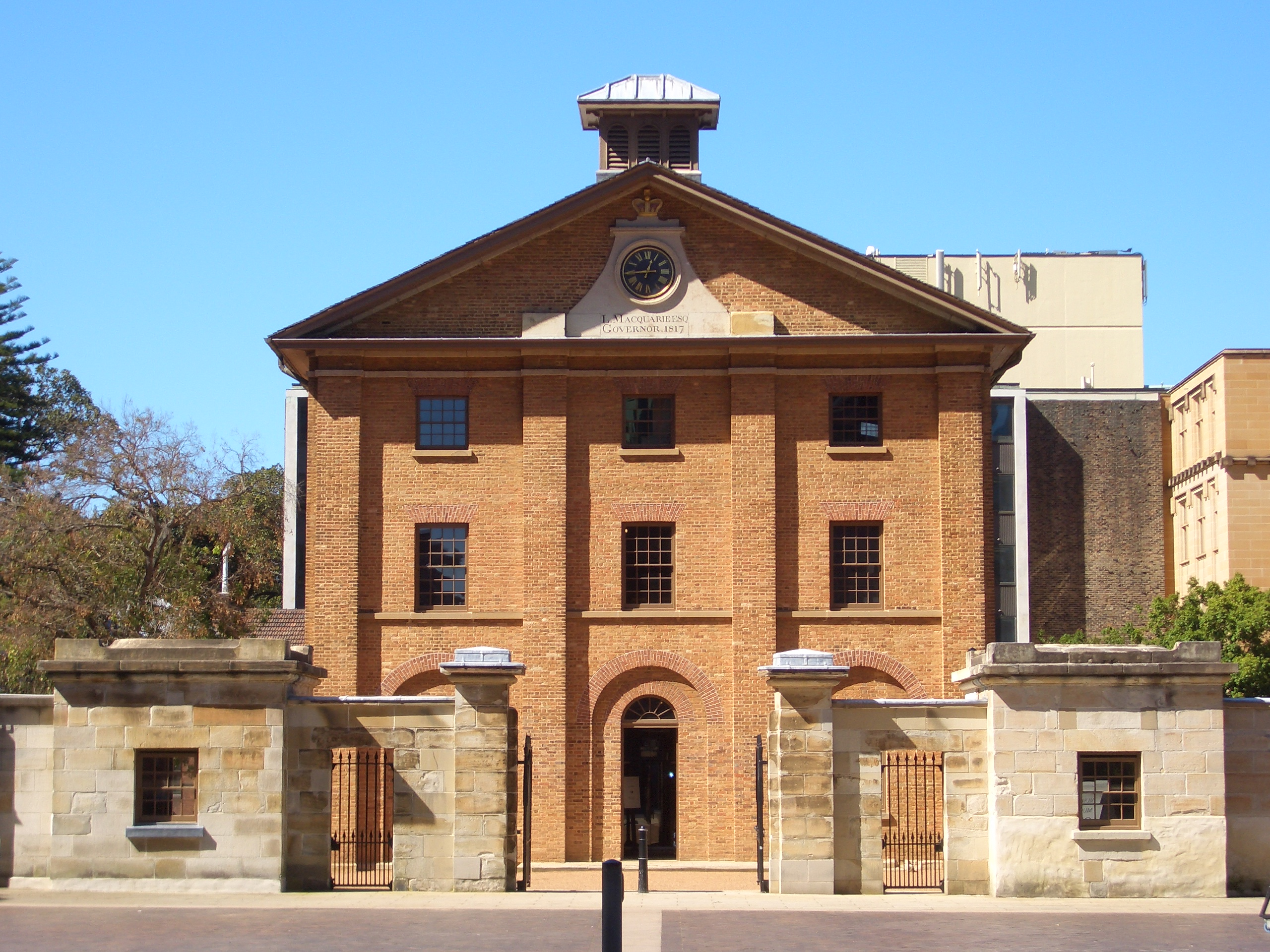
Hyde Park Barracks à Sydney
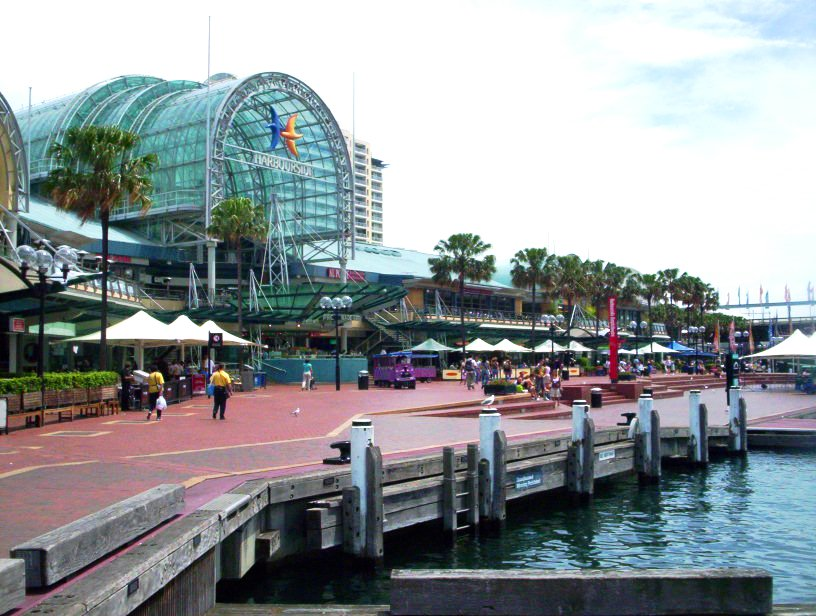
Darling Harbour
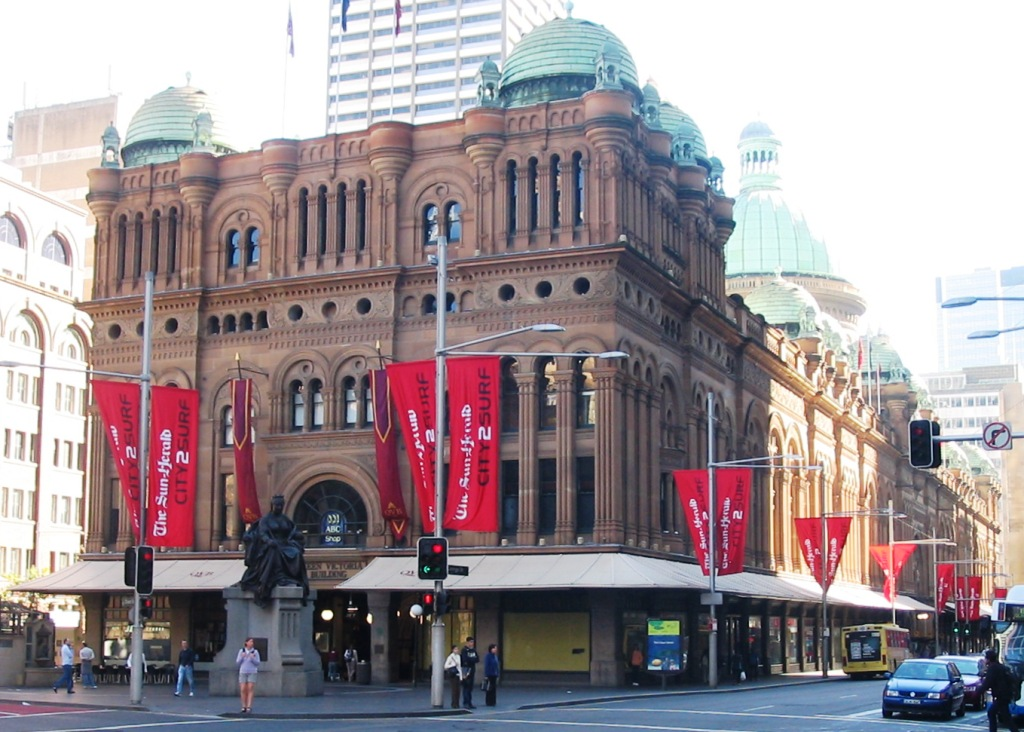
Queen Victoria Building
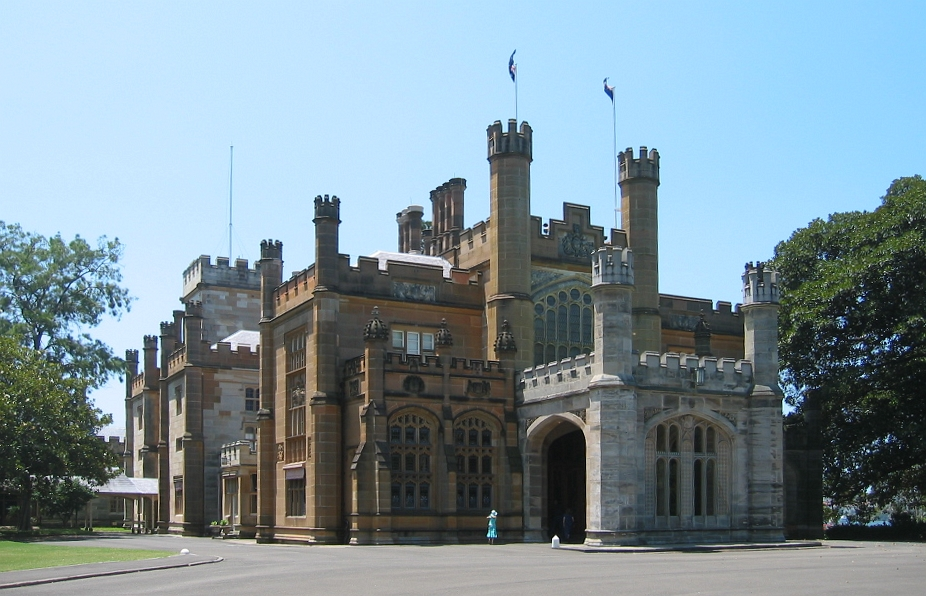
Government House
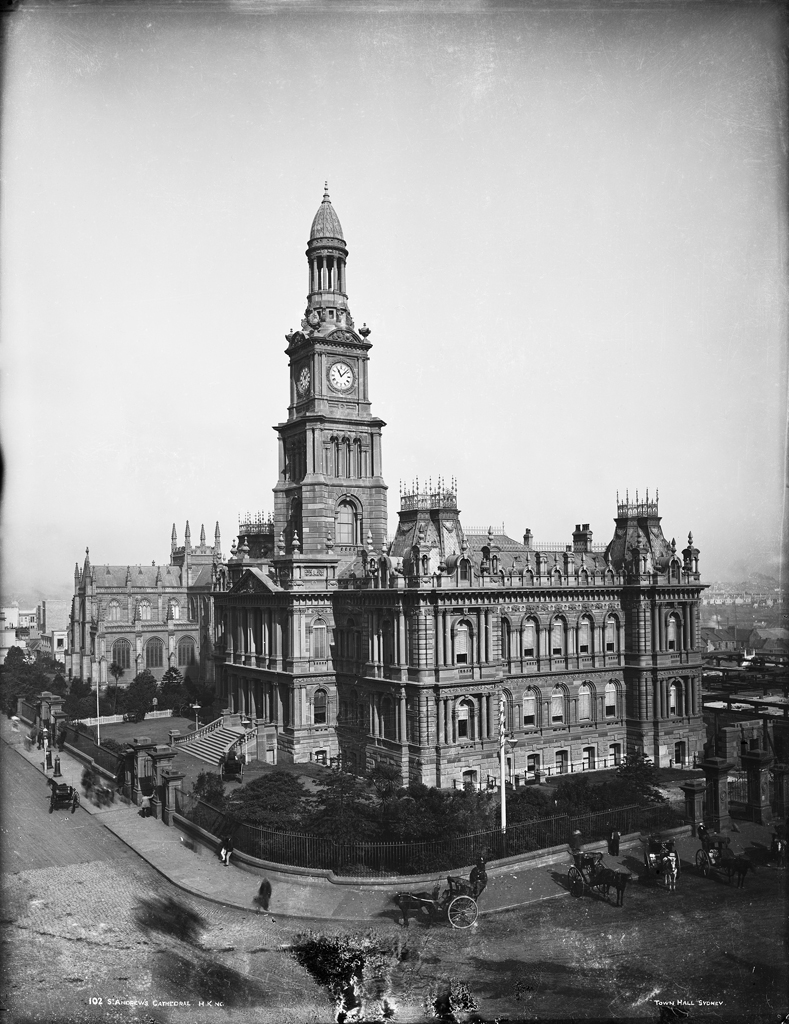
Hôtel de ville
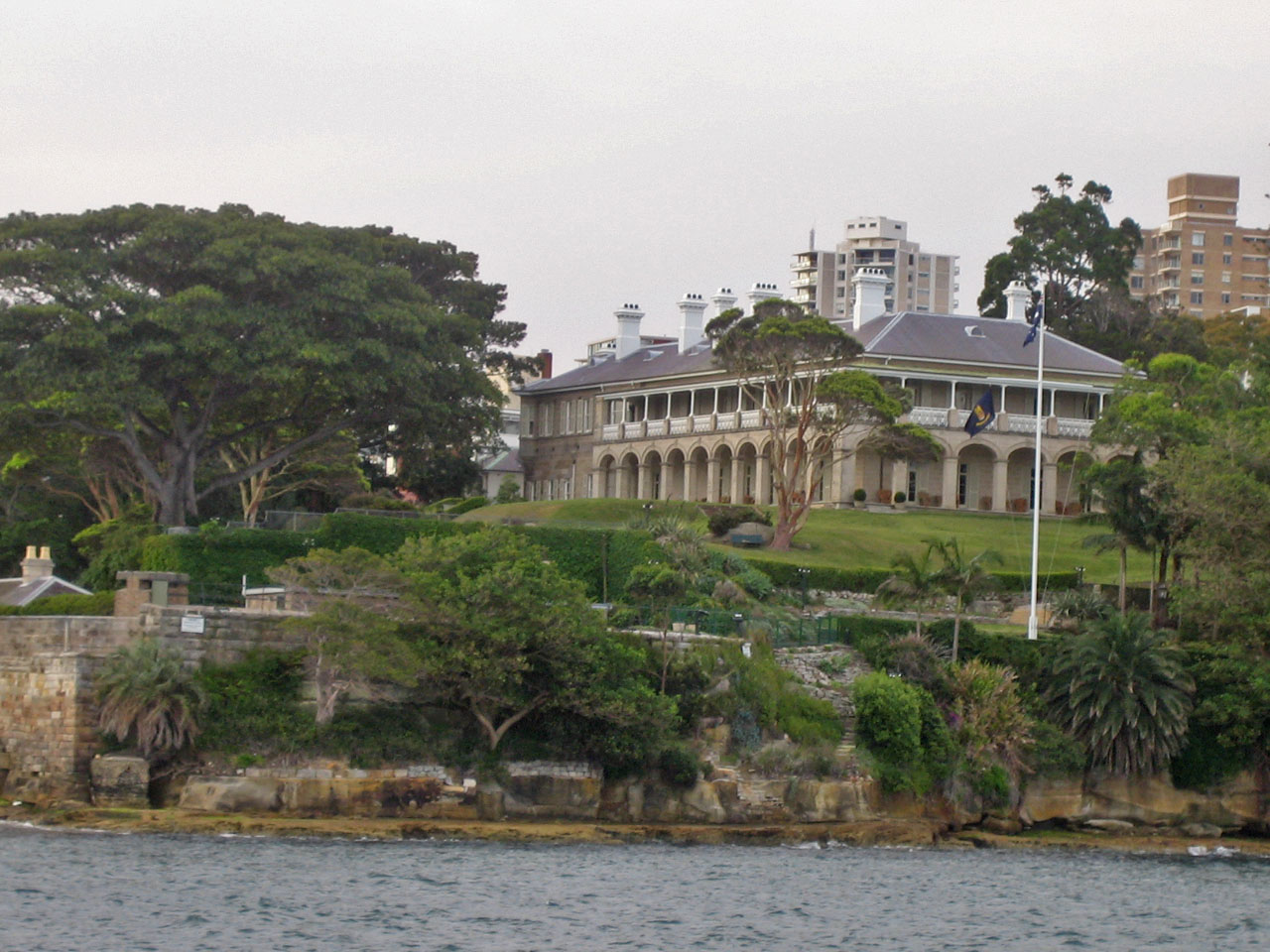
Admiralty House, residence du  gouverneur général d'Australie à Kirribili
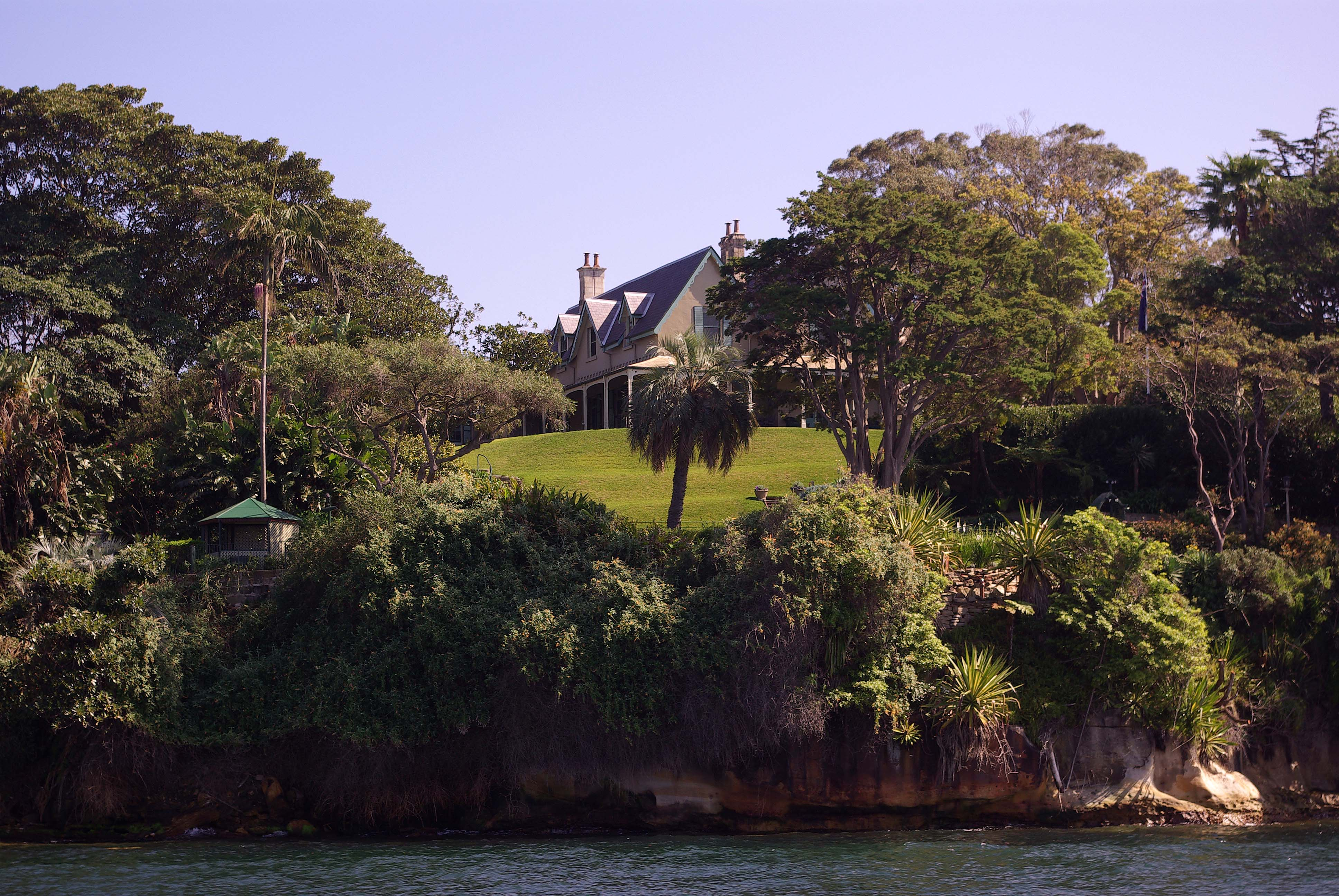
Kirribilli House, residence du premier ministre d'Australie
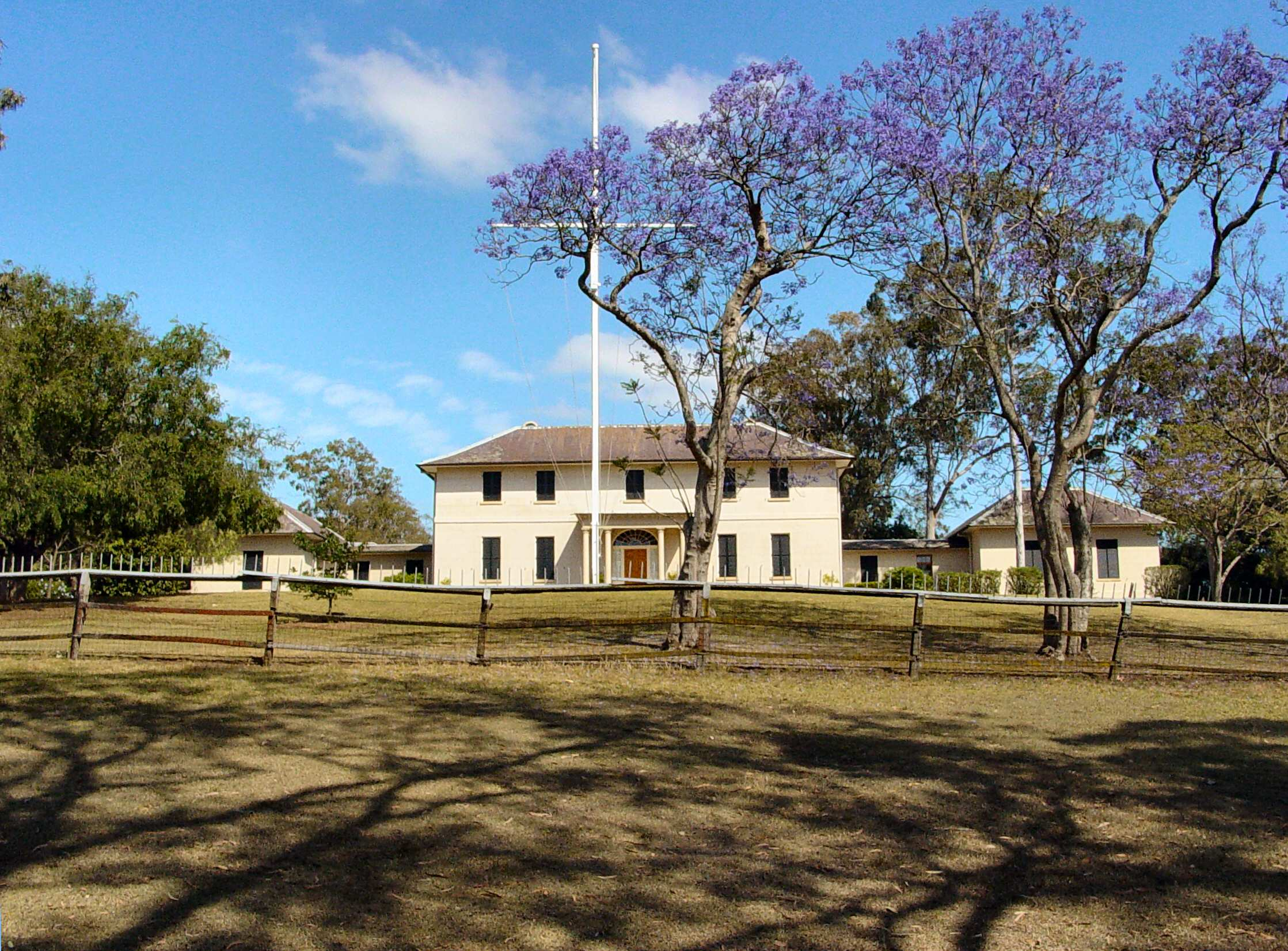
Old Government House, Parramatta
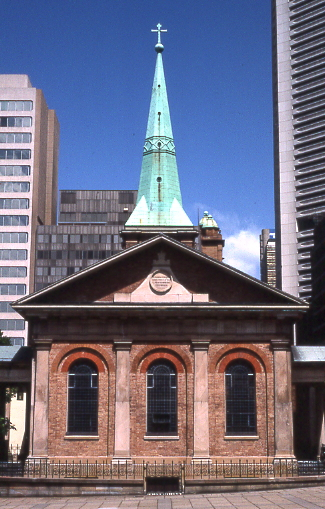
St James Church
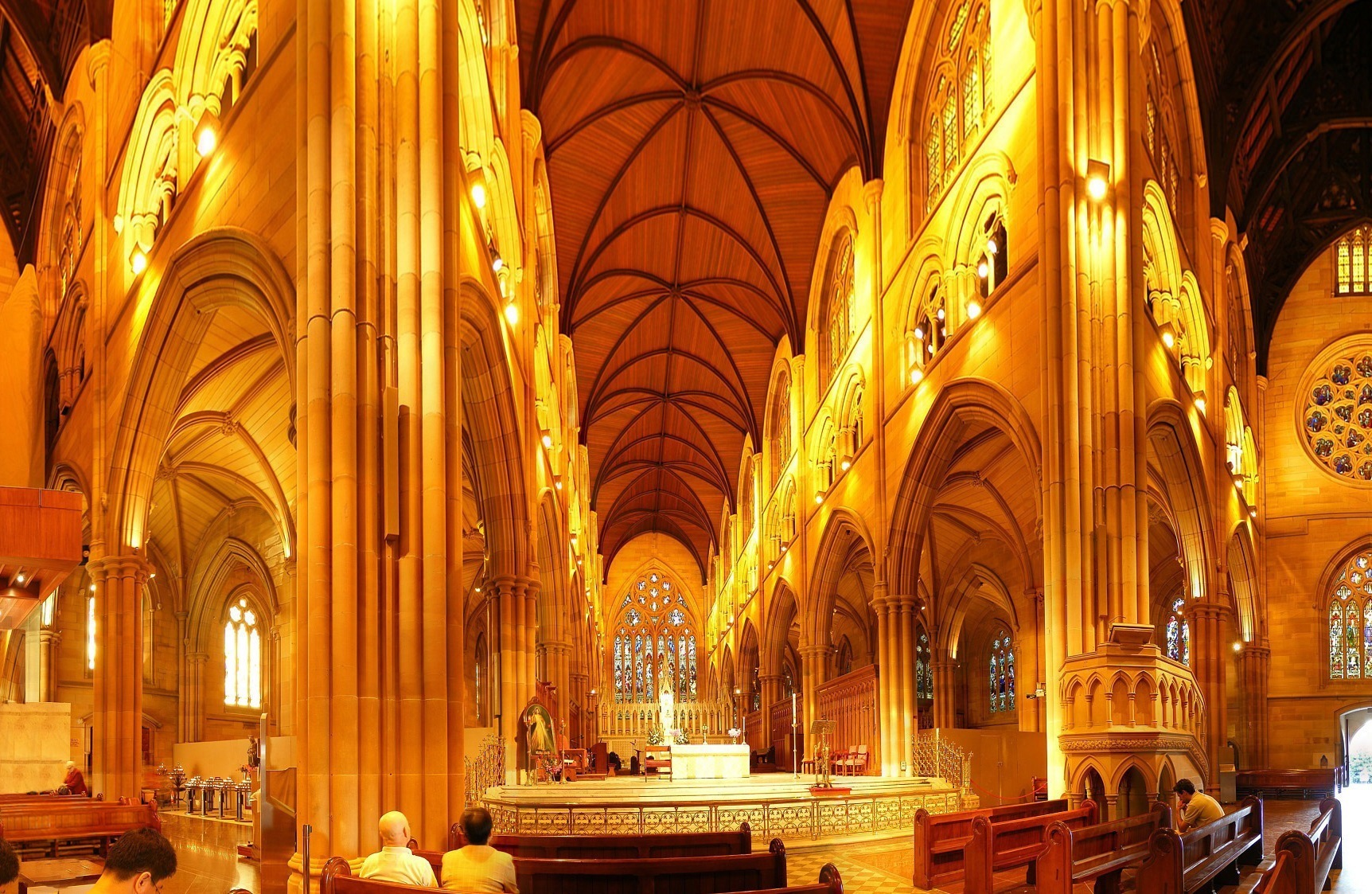
Cathédrale Sainte-Marie à Sydney
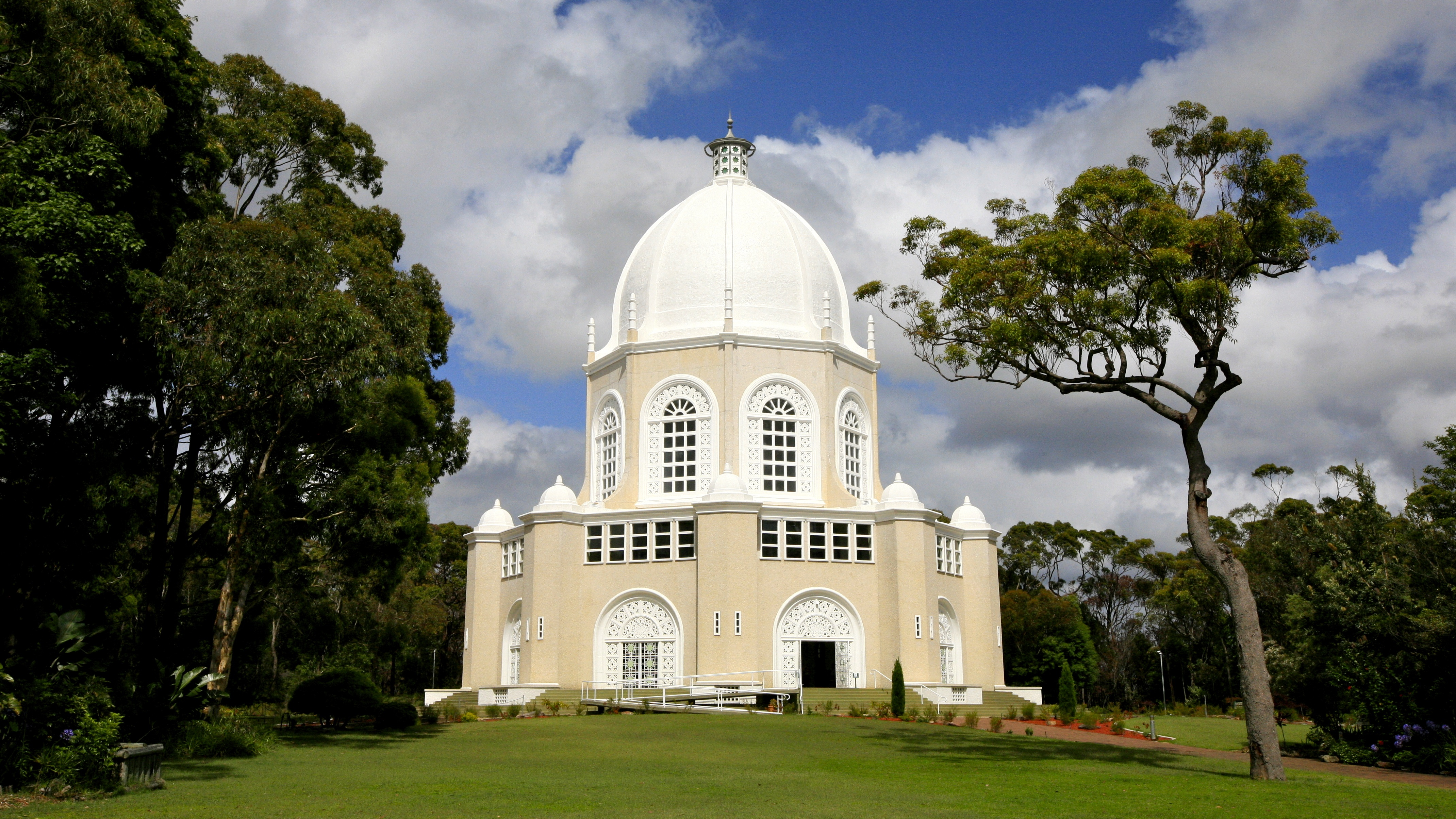
Bahai Temple
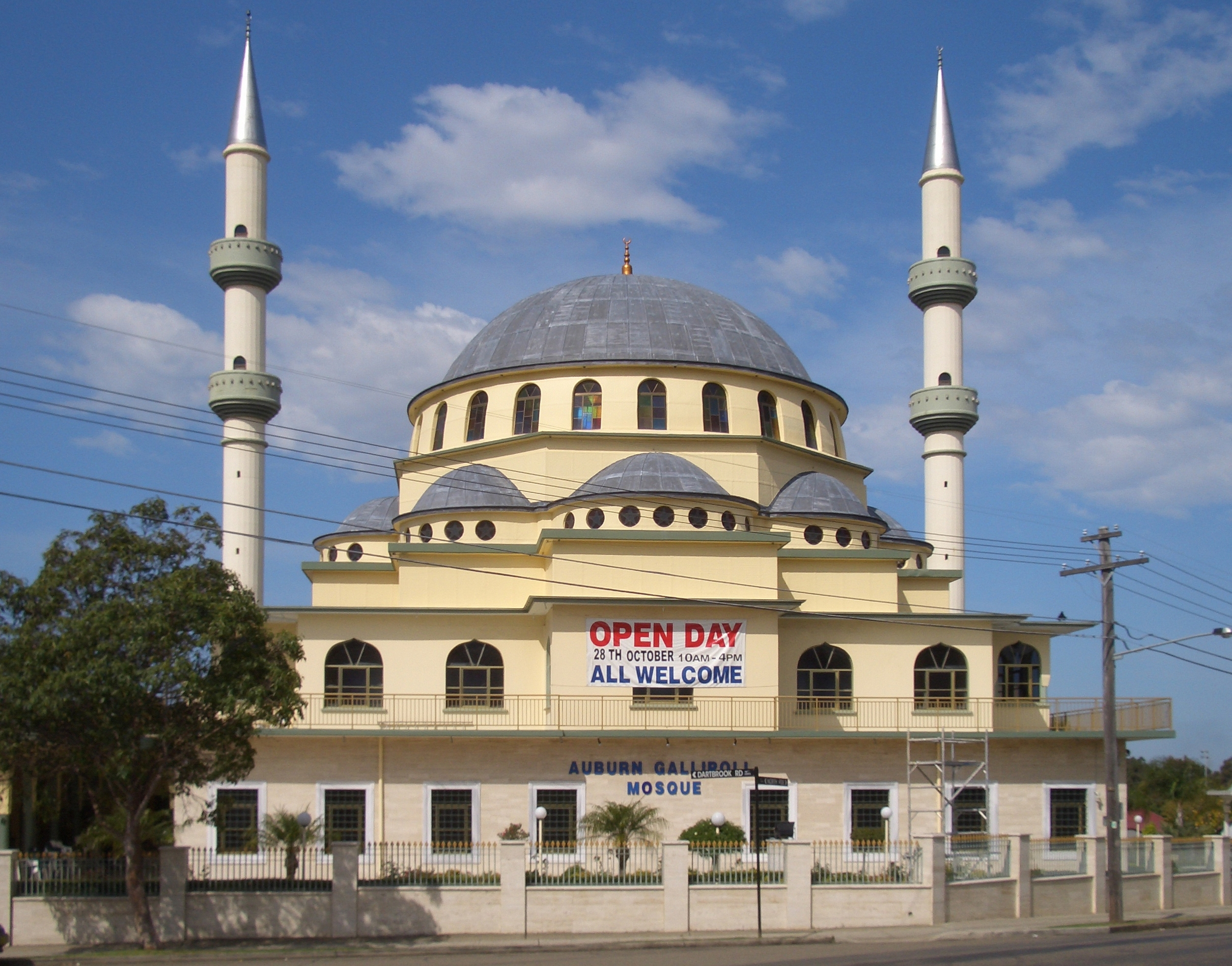
Gallipoli Mosque, Auburn (Australie)
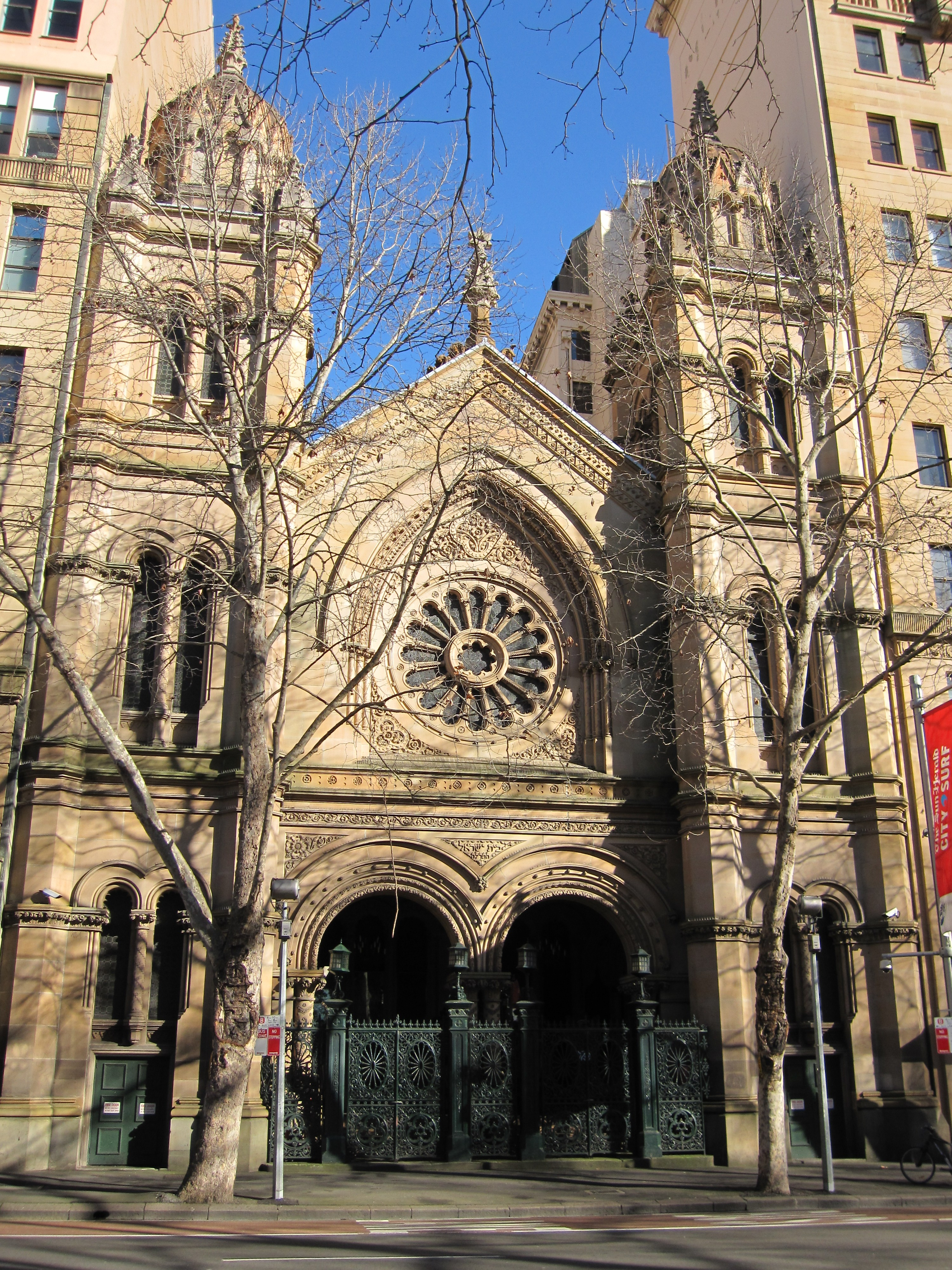
The Great Synagogue
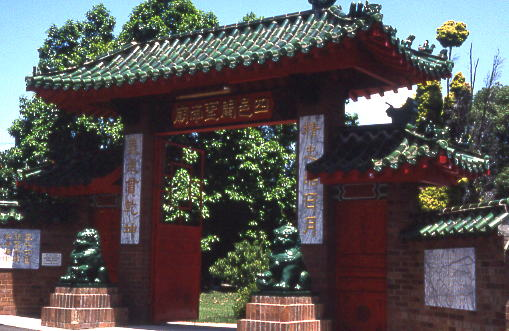
Sze Yup Temple chinois, Glebe

### En dehors de Sydney

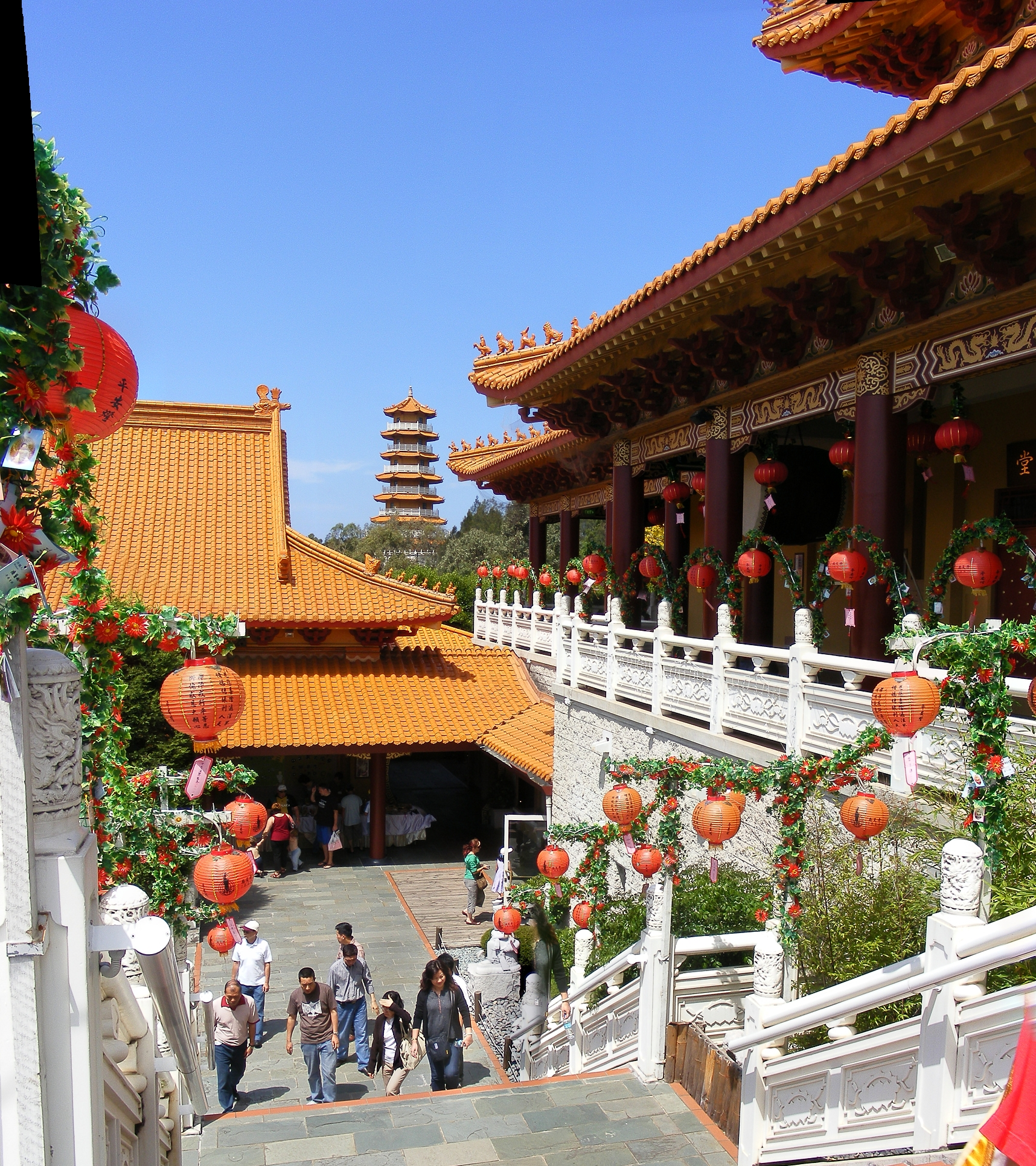
Temple de Nan Tien, Wollongong.
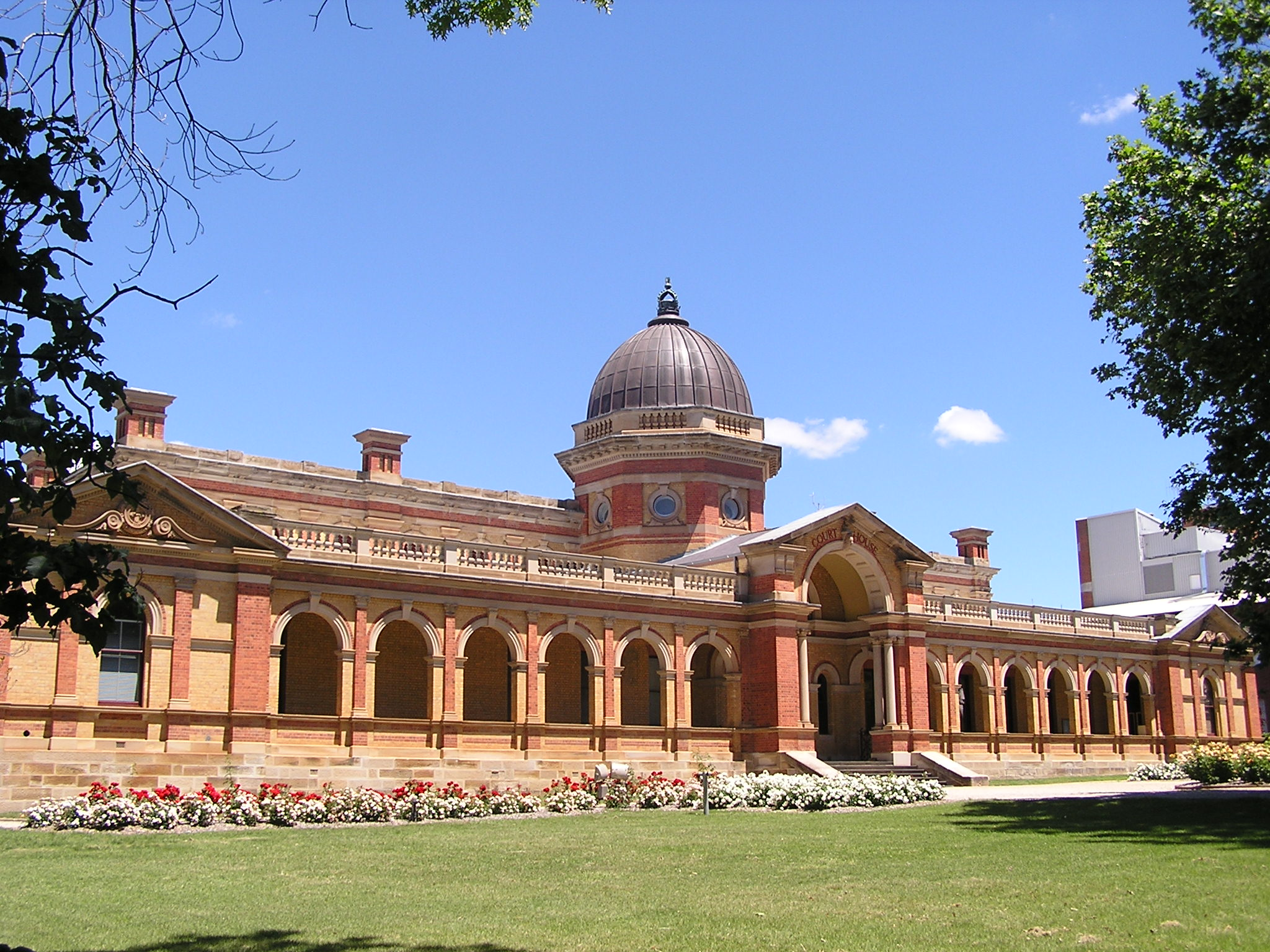
Palais de Justice de Goulburn
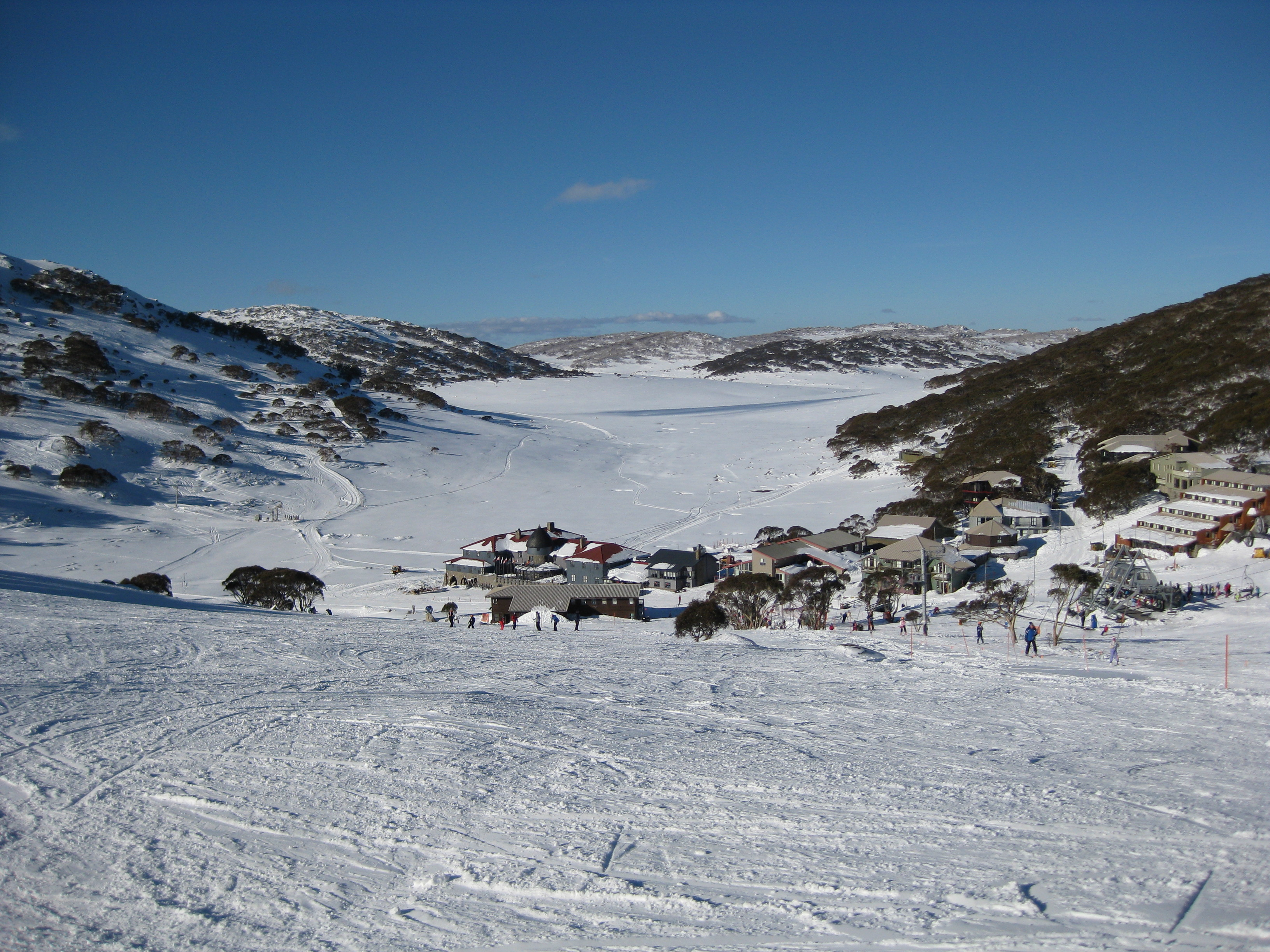
Le village de Charlotte Pass
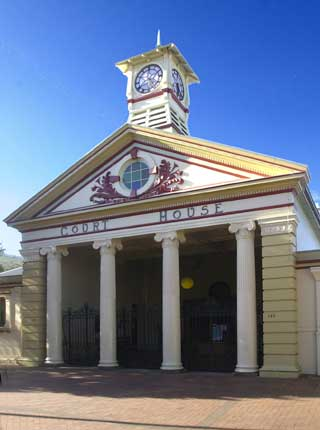
Palais de justice, Armidale
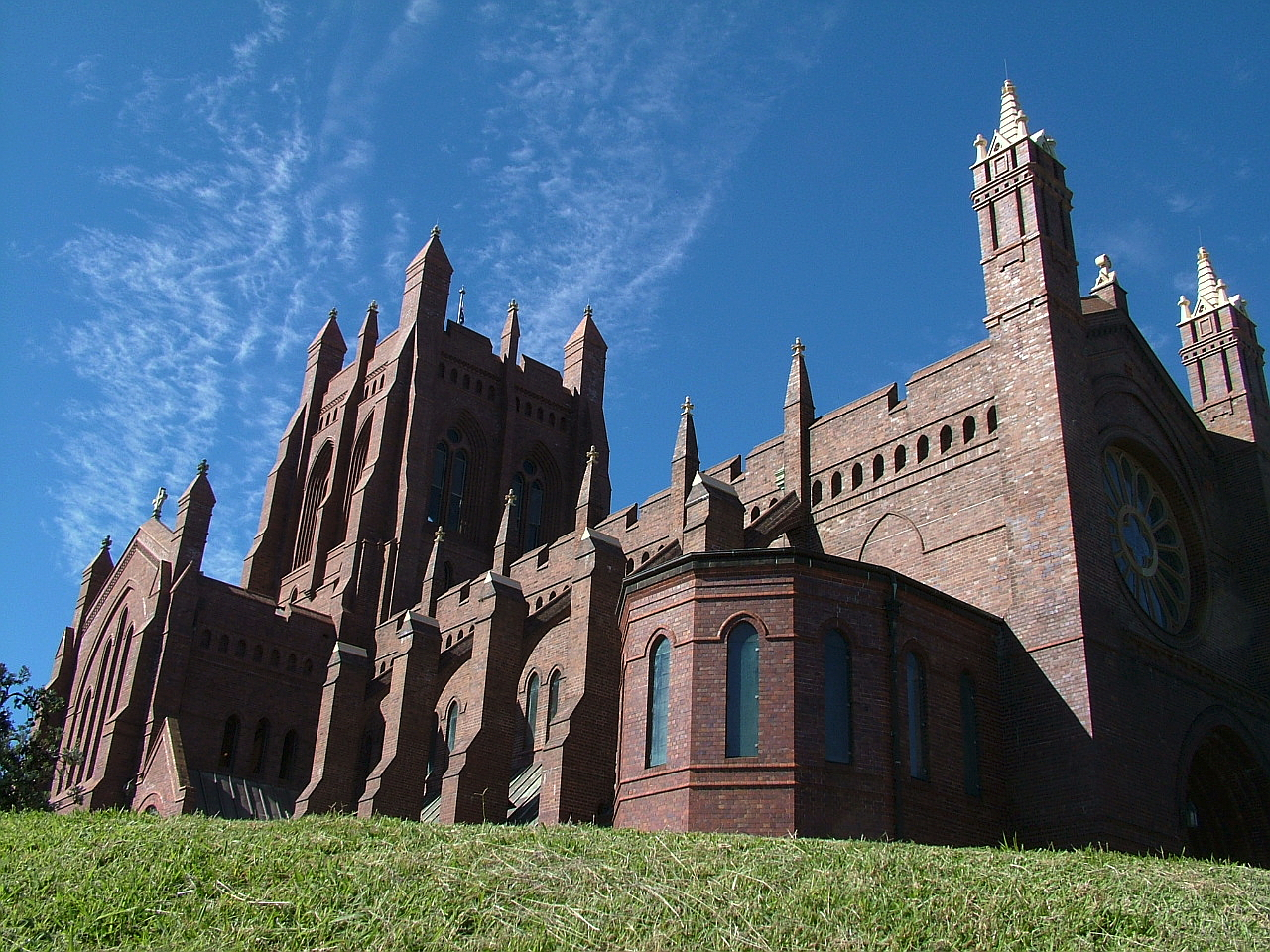
Christchurch Cathedral, Newcastle
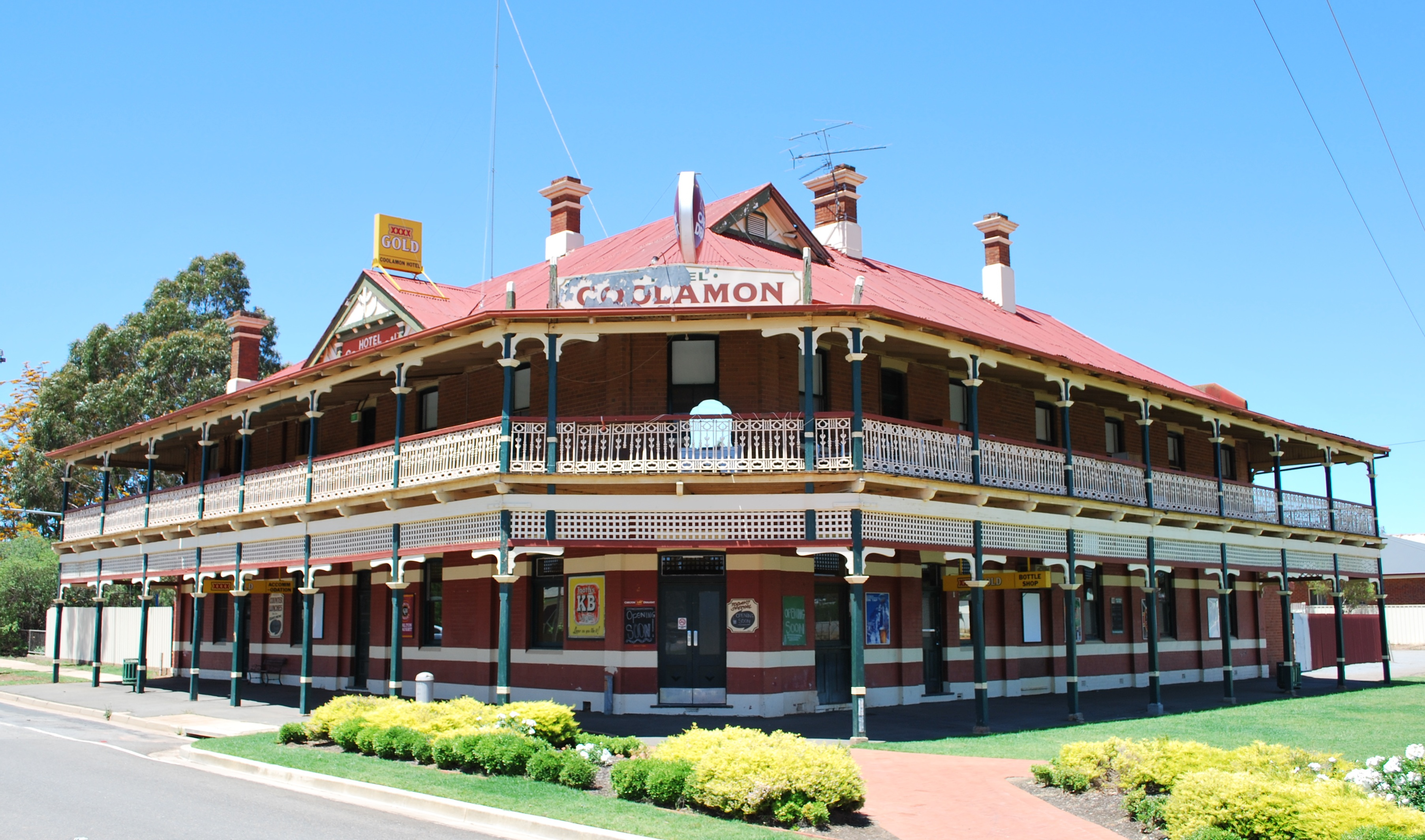
Coolamon Hotel
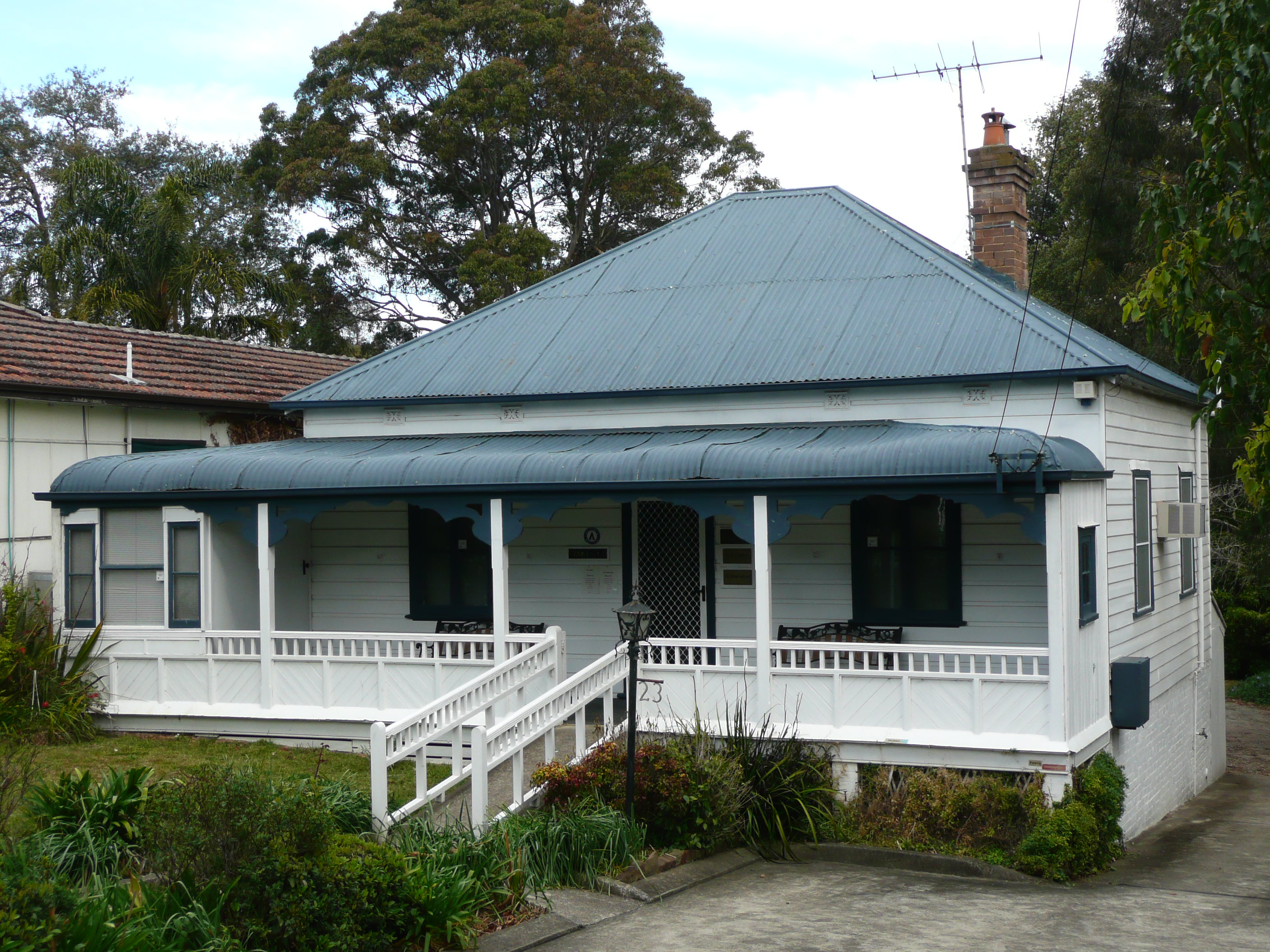
Cottage, Blaxland, Blue Mountains
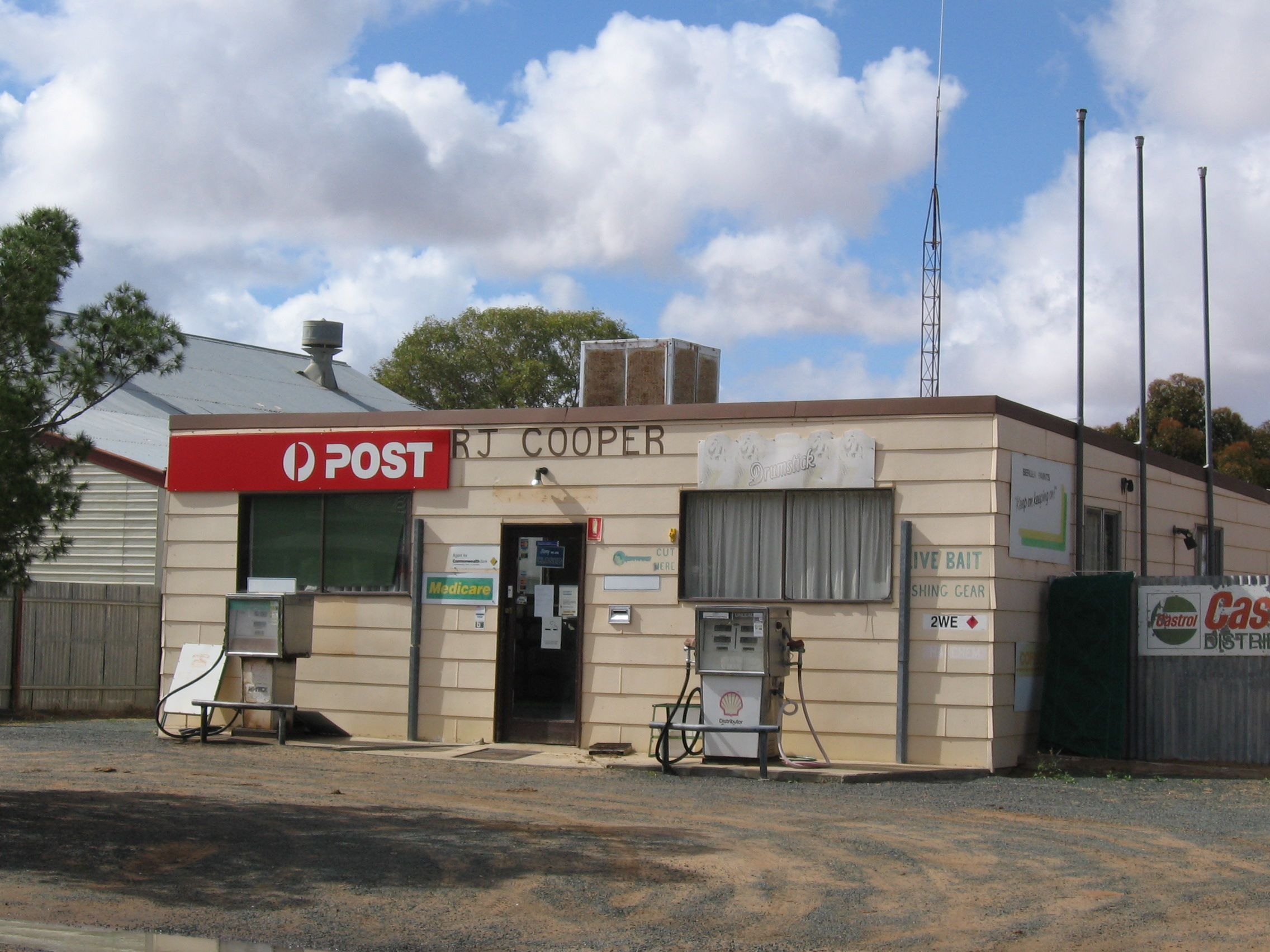
Booligal General Store
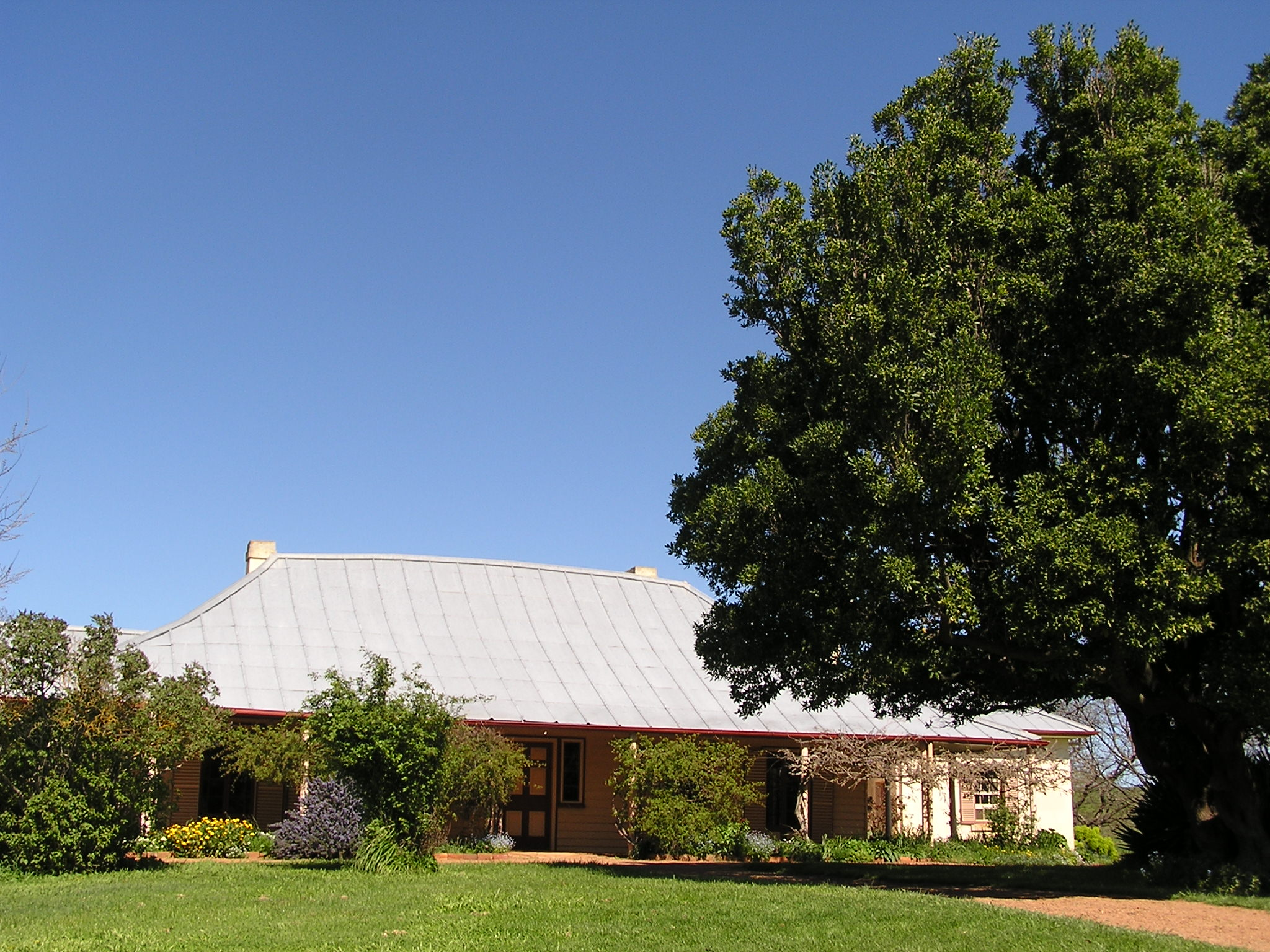
Cooma Cottage, Yass
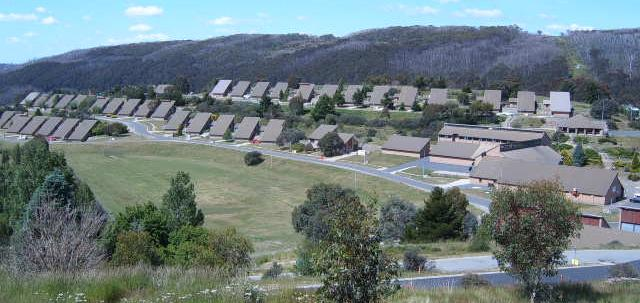
Cabramurra (plus haut ville d'Australie)
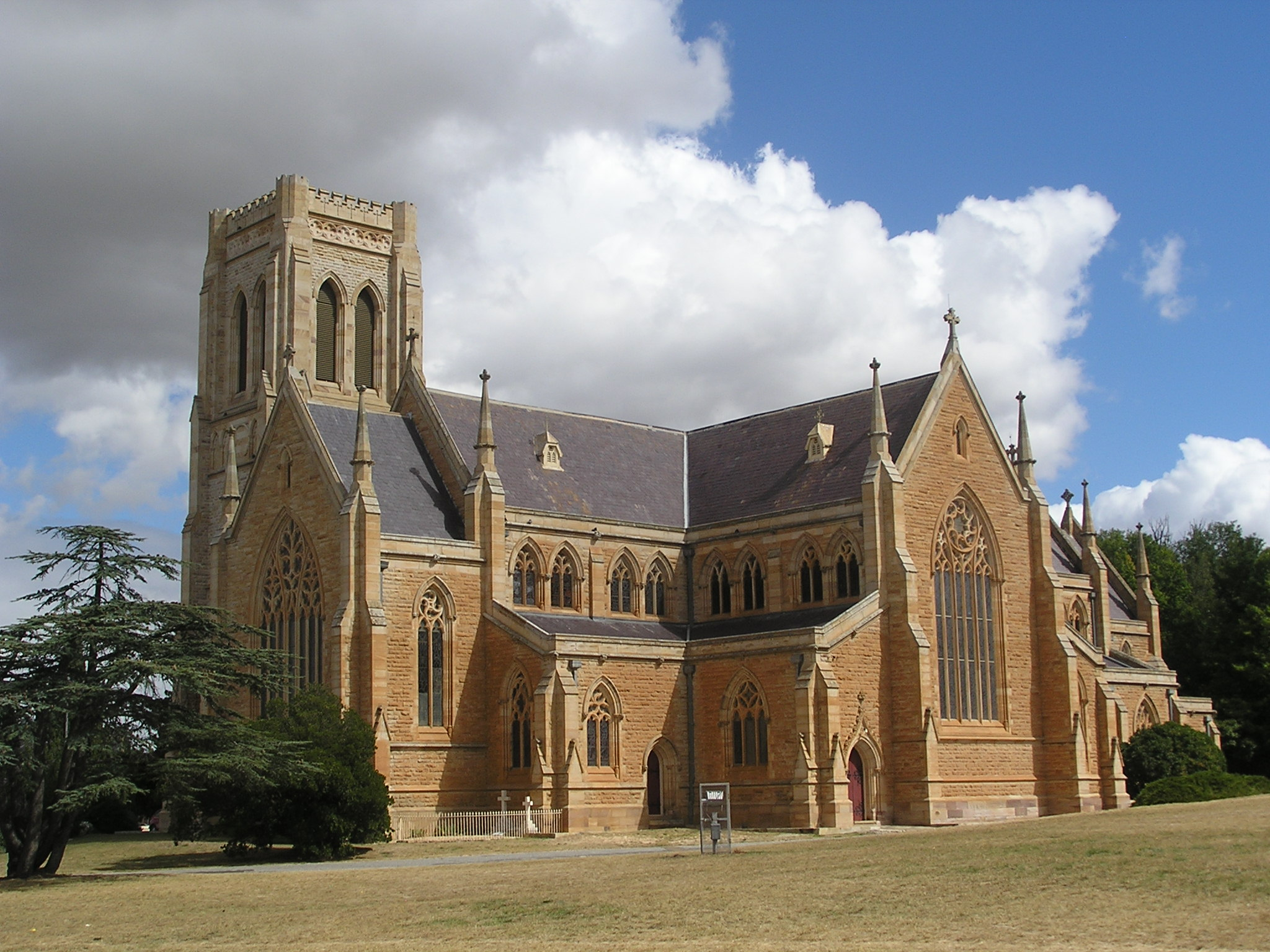
La Cathédrale Saint-Sauveur de Goulburn

## Queensland

### Brisbane

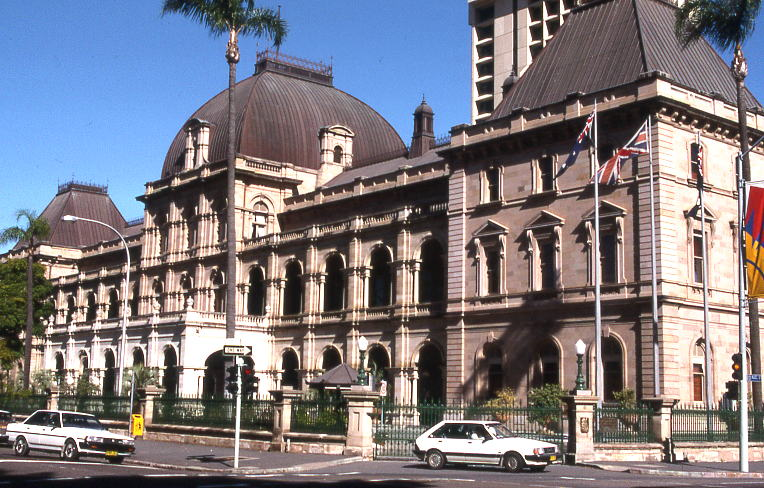
Le Parlement
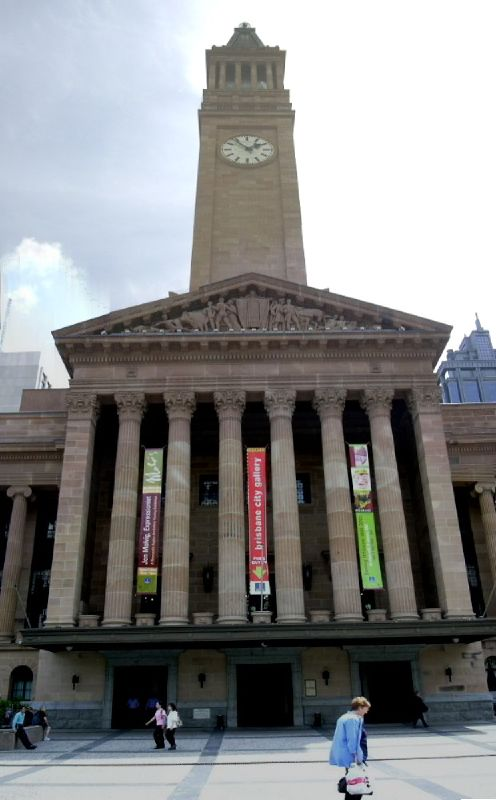
La mairie
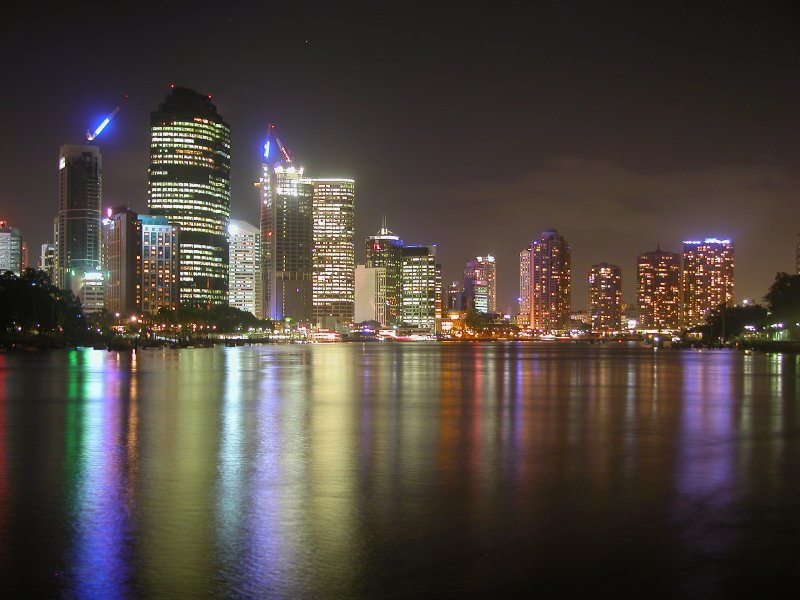
Le centre ville
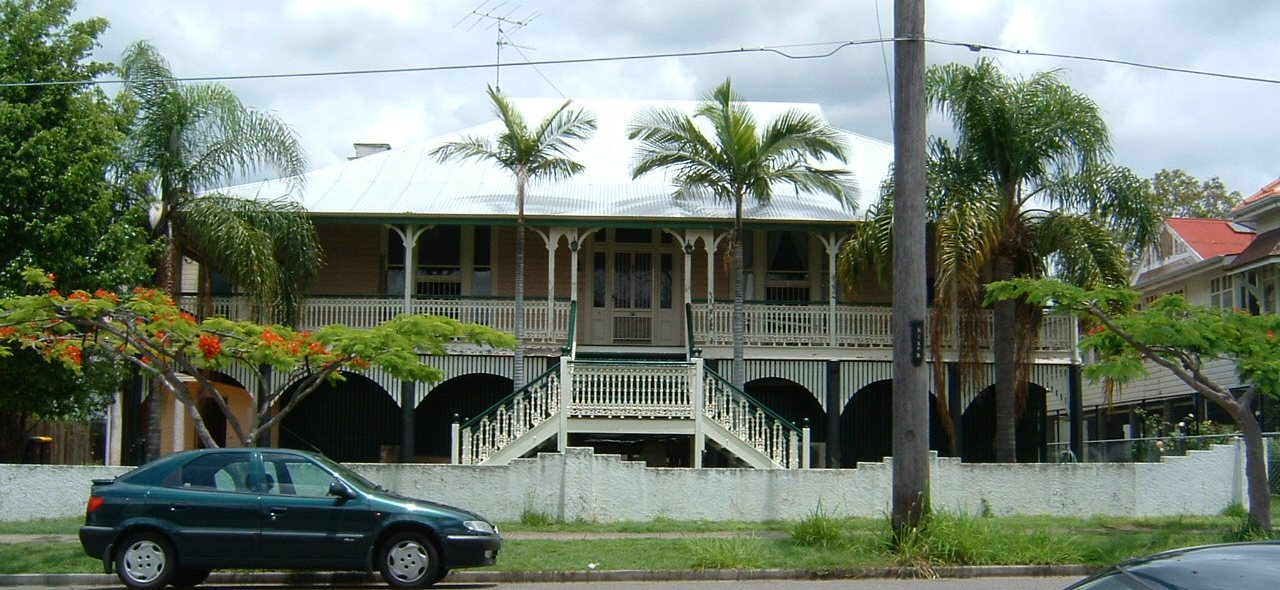
Une maison de l'Architecture Queenslander dans la banlieue de Brisbane
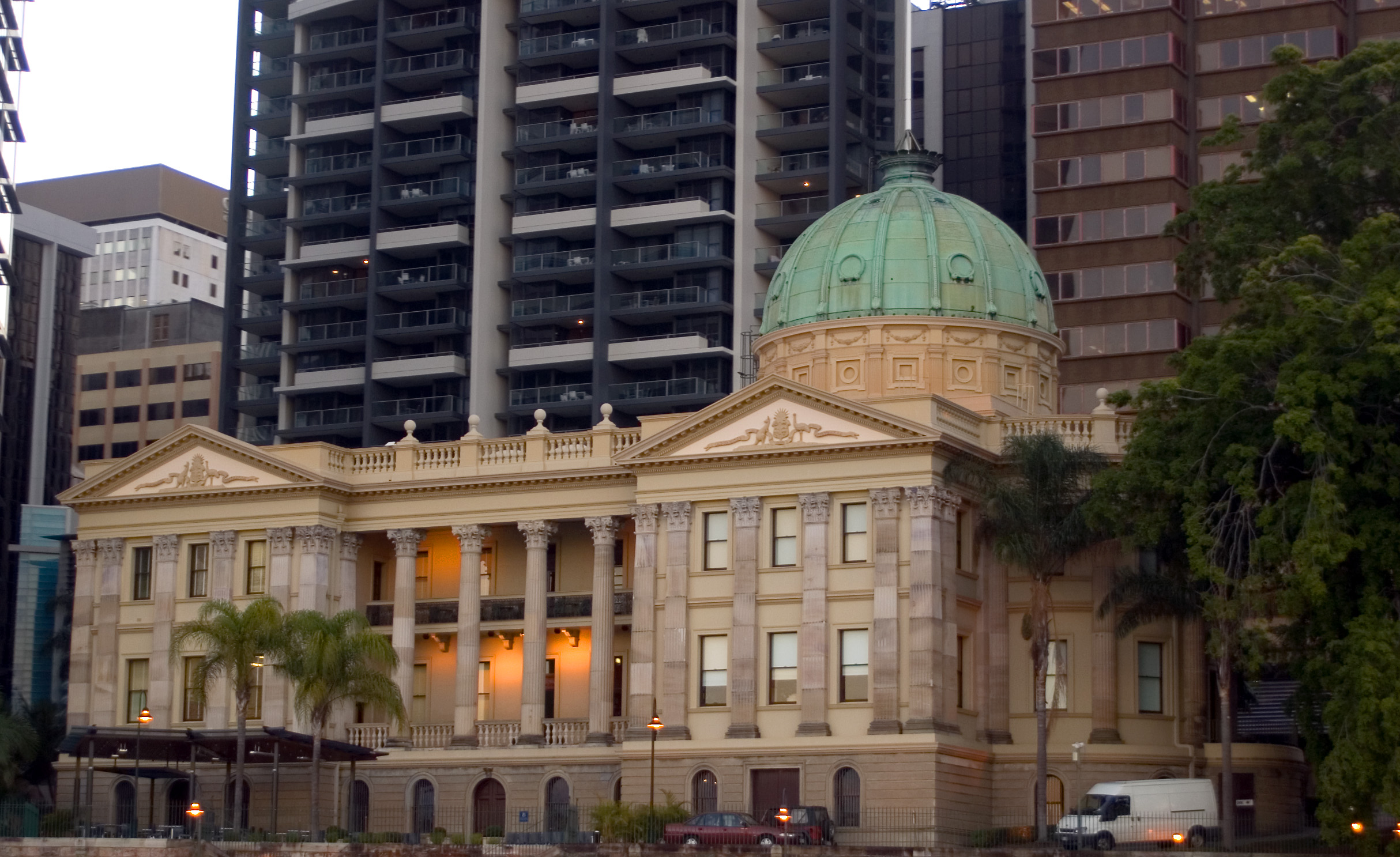
Maison des douanes

### En dehors de Brisbane

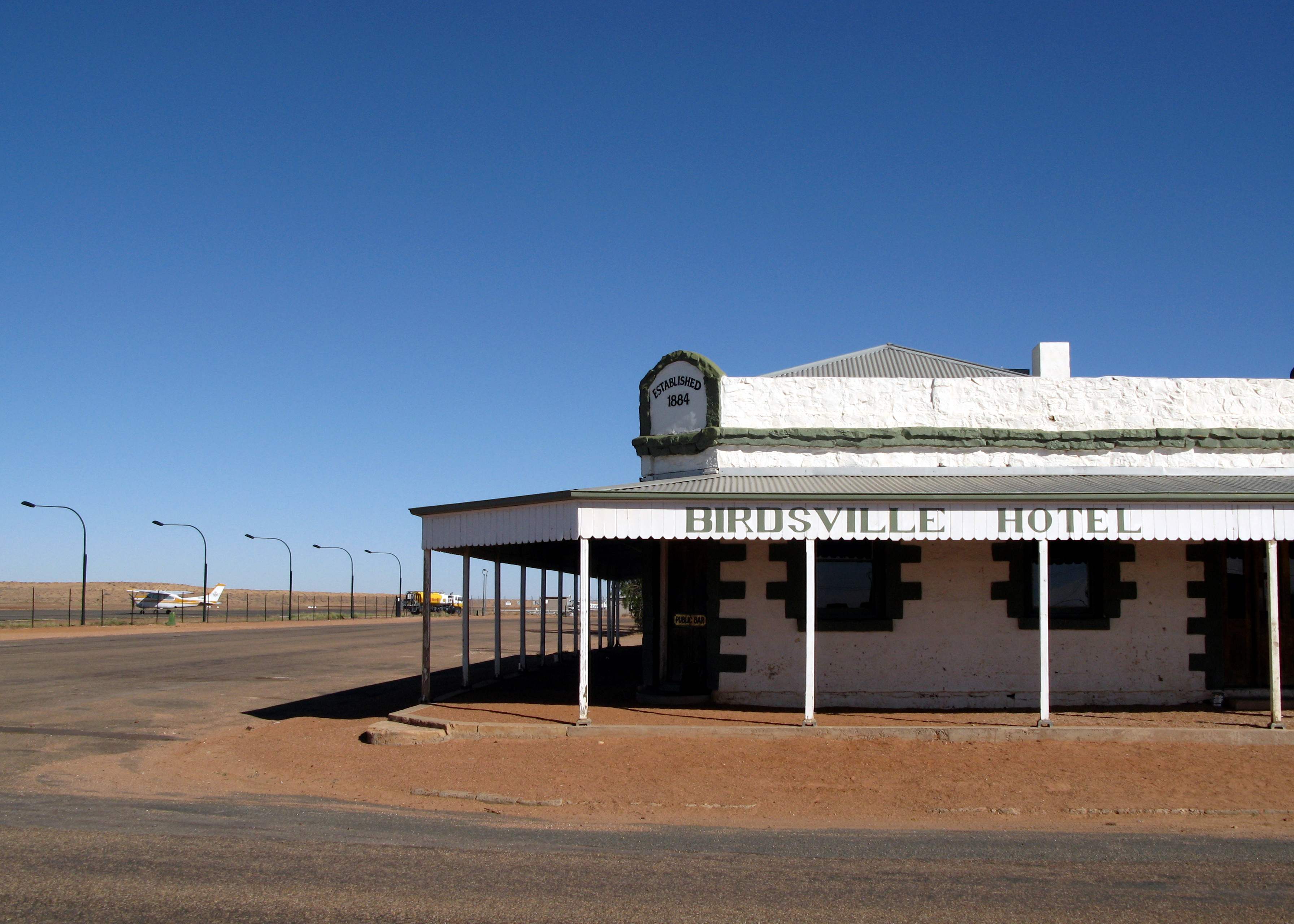
Le Birdsville Hotel
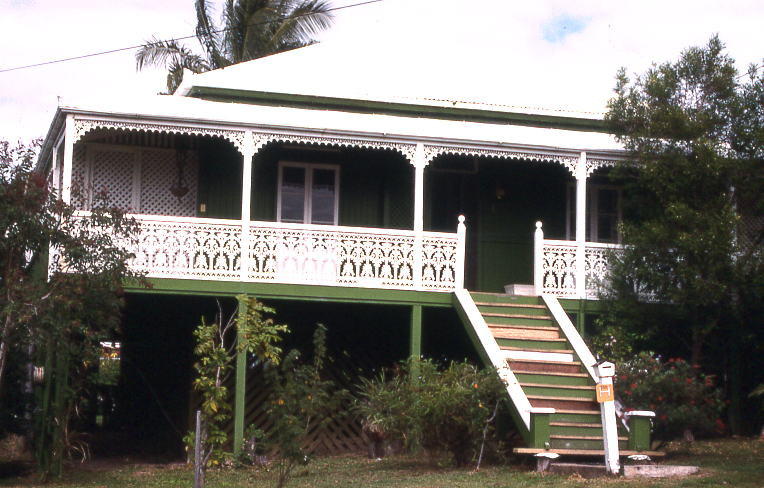
Une maison, Rockhampton
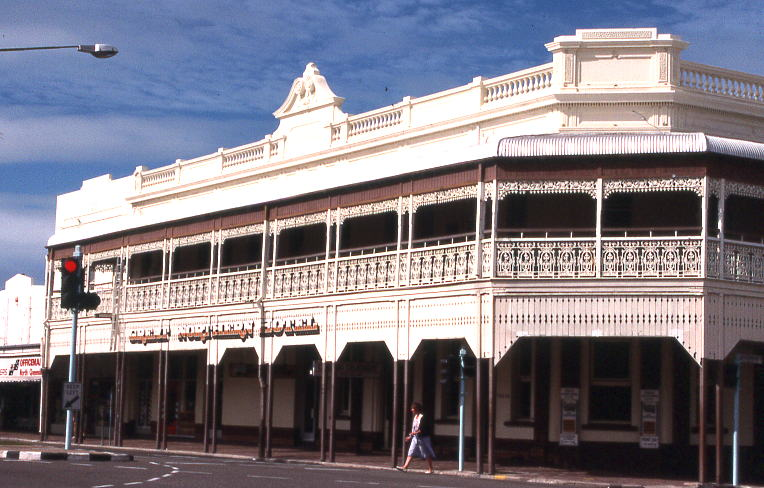
Great Northern Hotel, Townsville
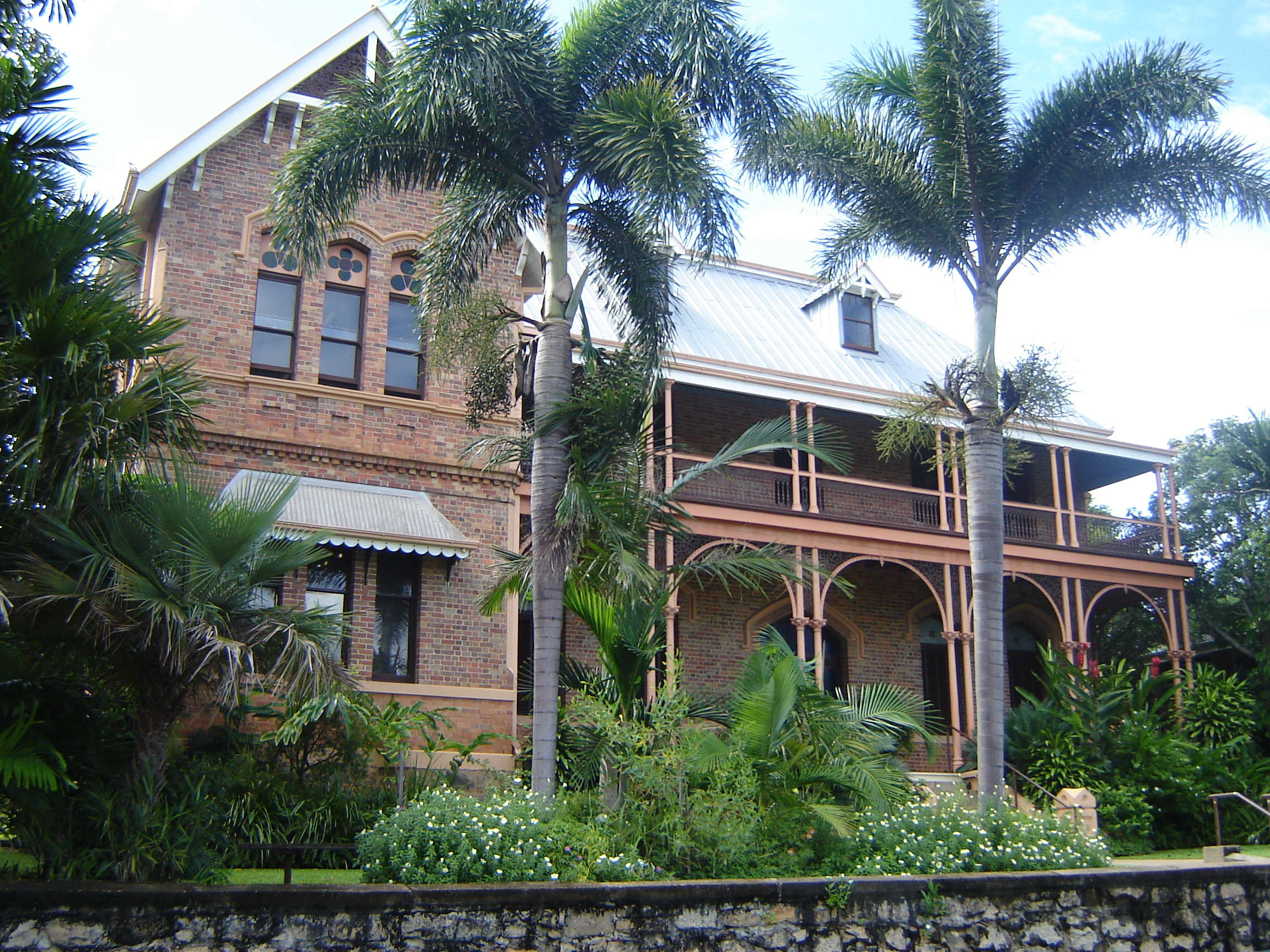
Jame Cook Museum, Cooktown
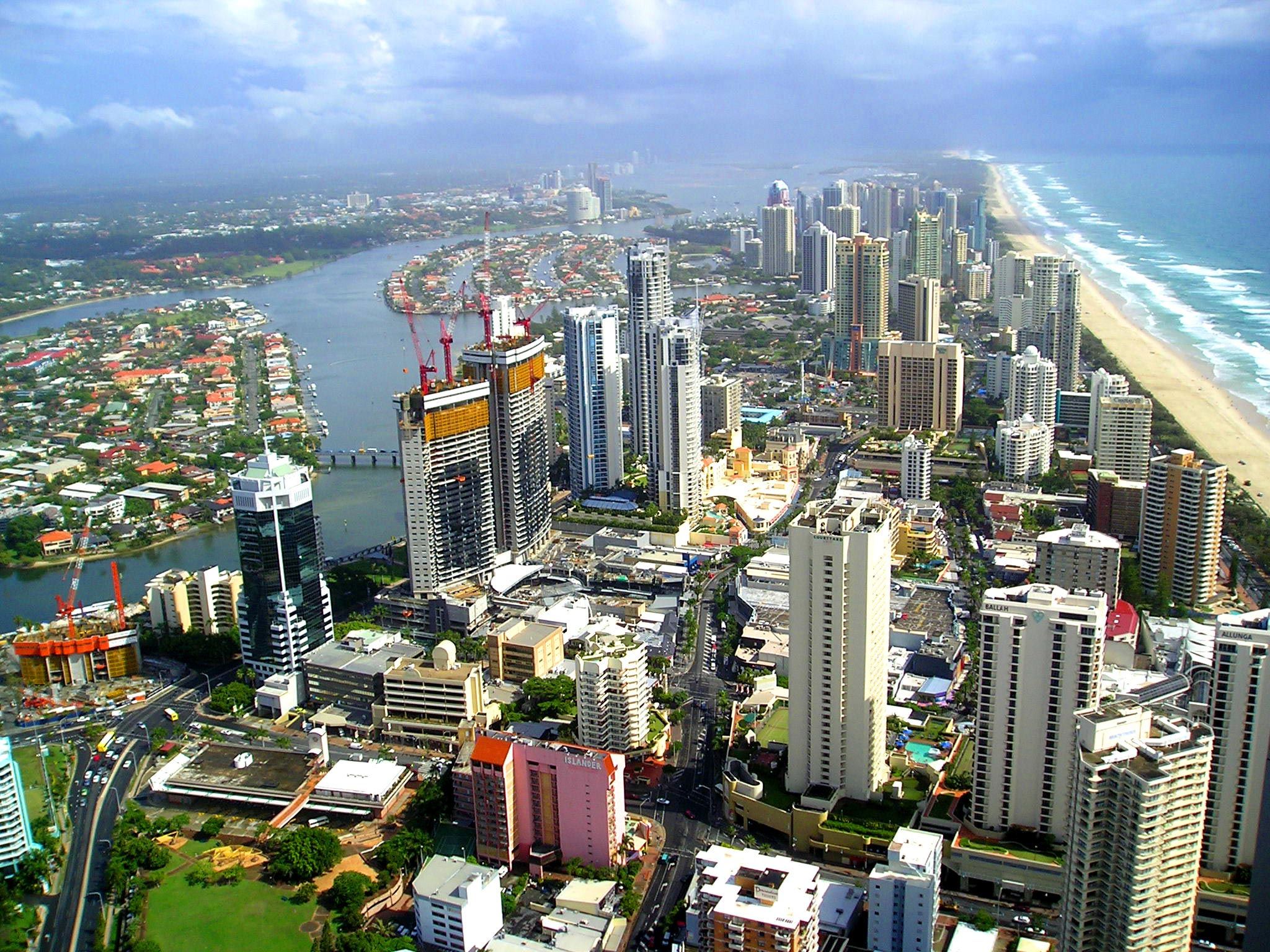
Gold Coast
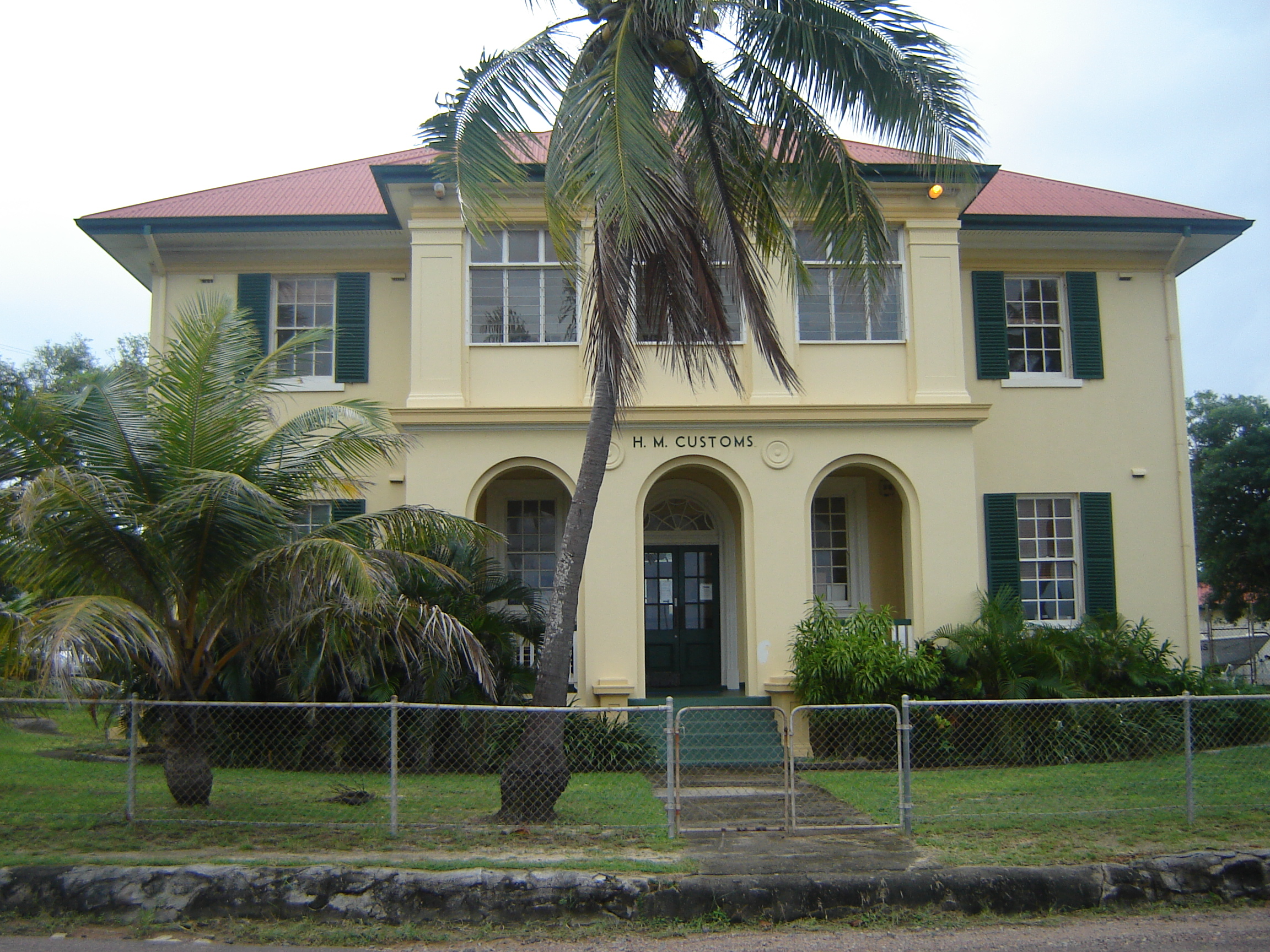
Thursday Island Customs
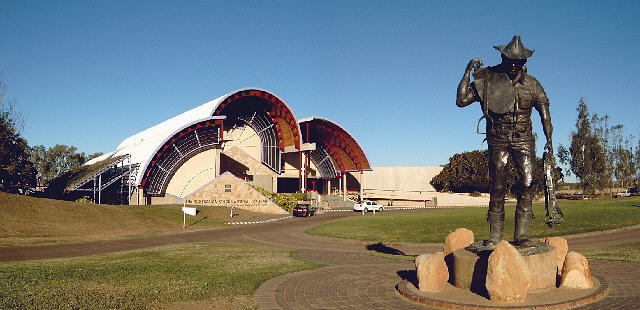
Australian Stockman's Hall of Fame, Longreach

## Tasmanie

### Hobart

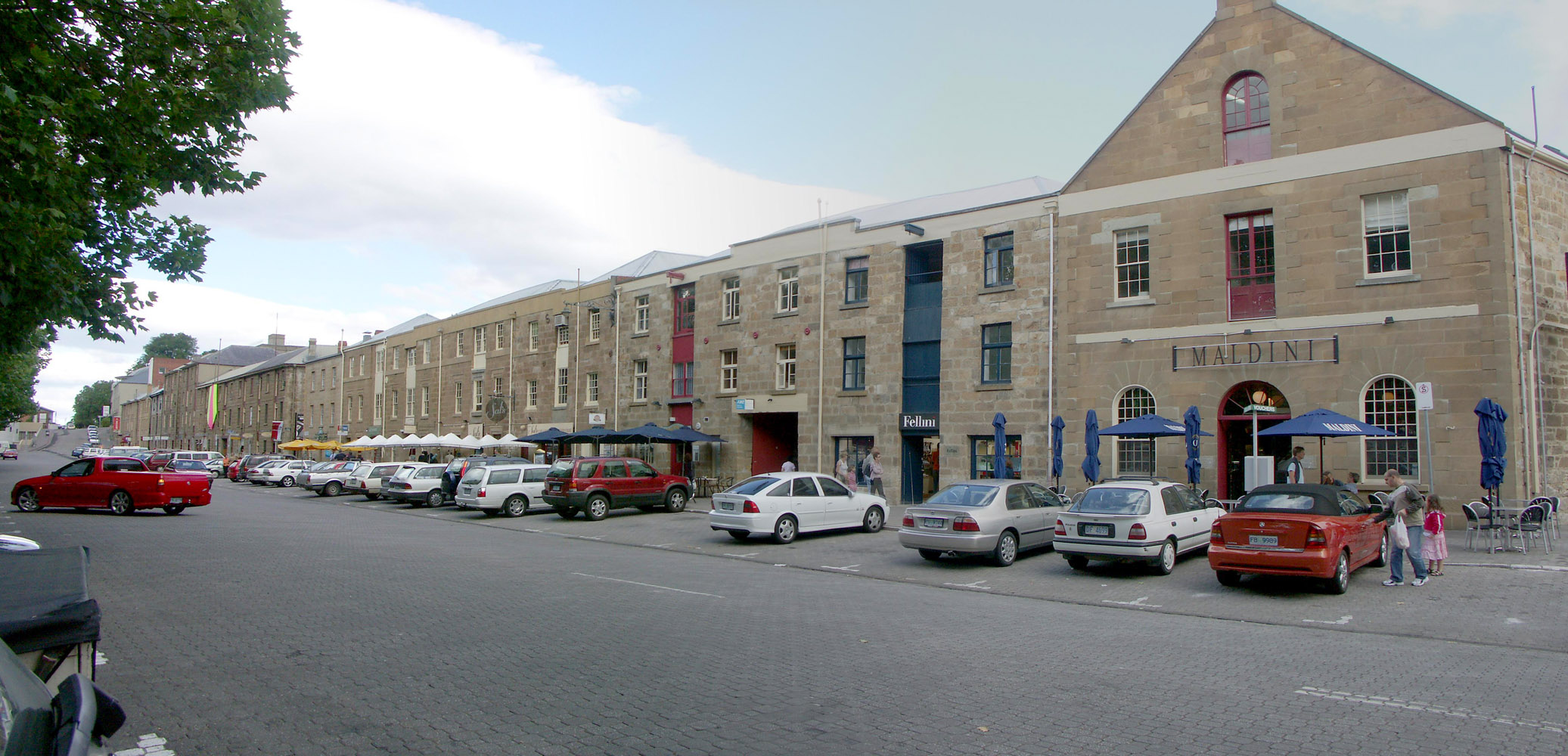
Salamanca Place
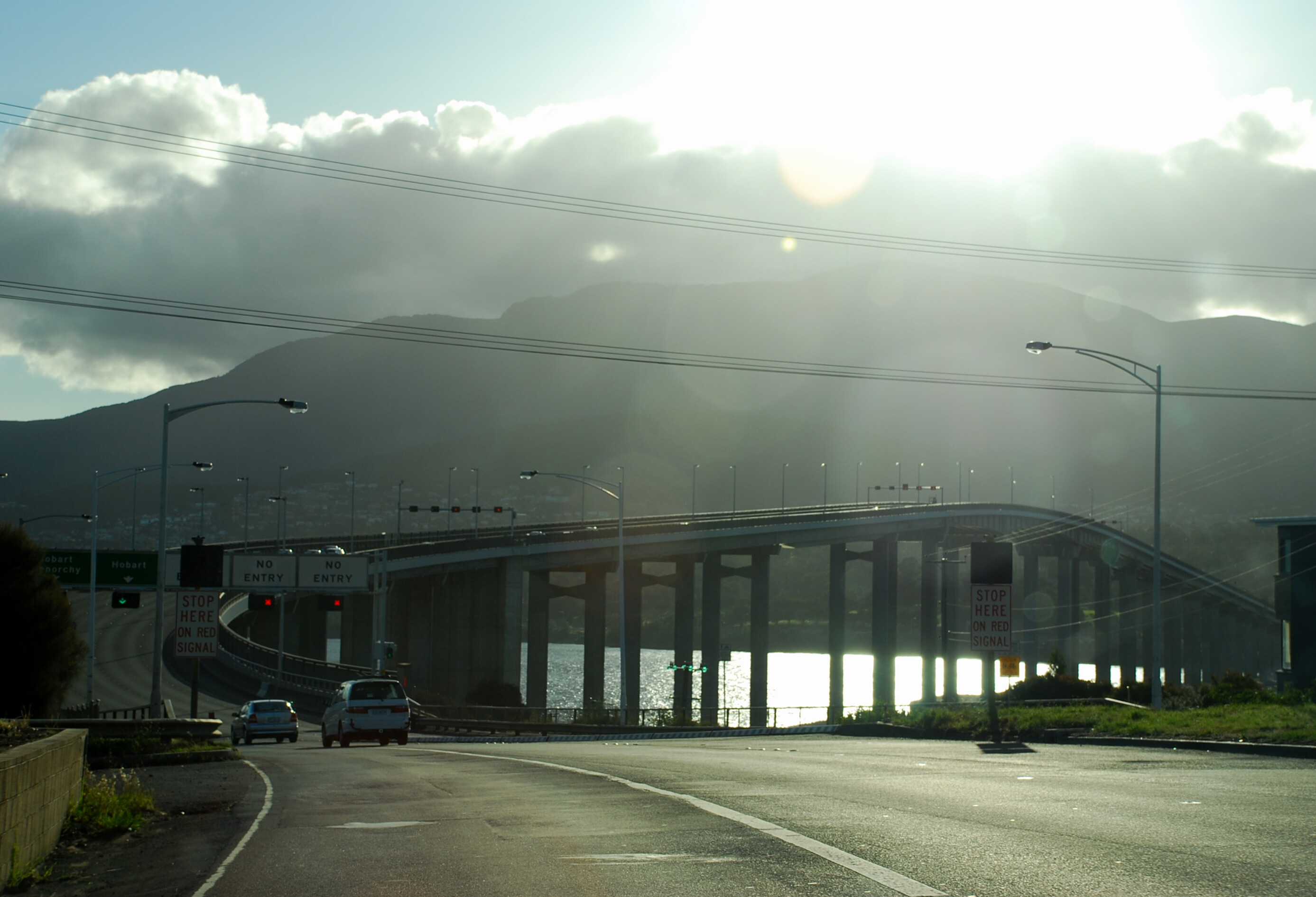
Le Pont Tasman
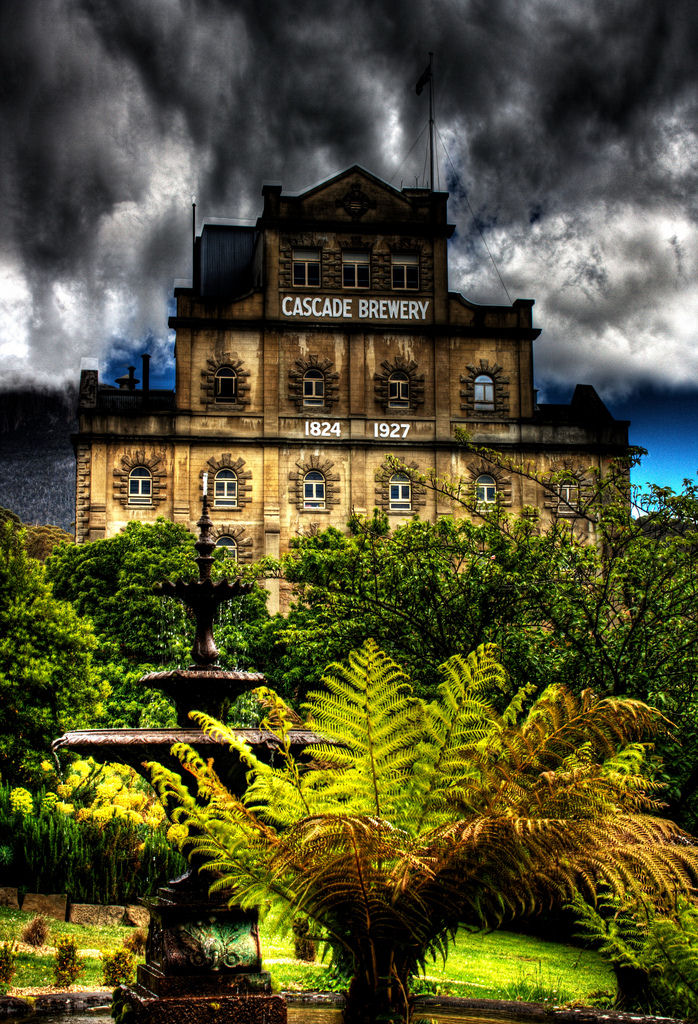
Cascade Brewery
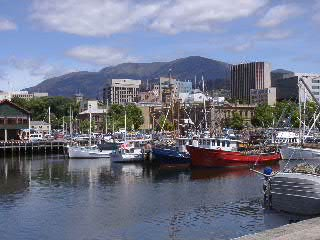
Le Port

### En dehors de Hobart

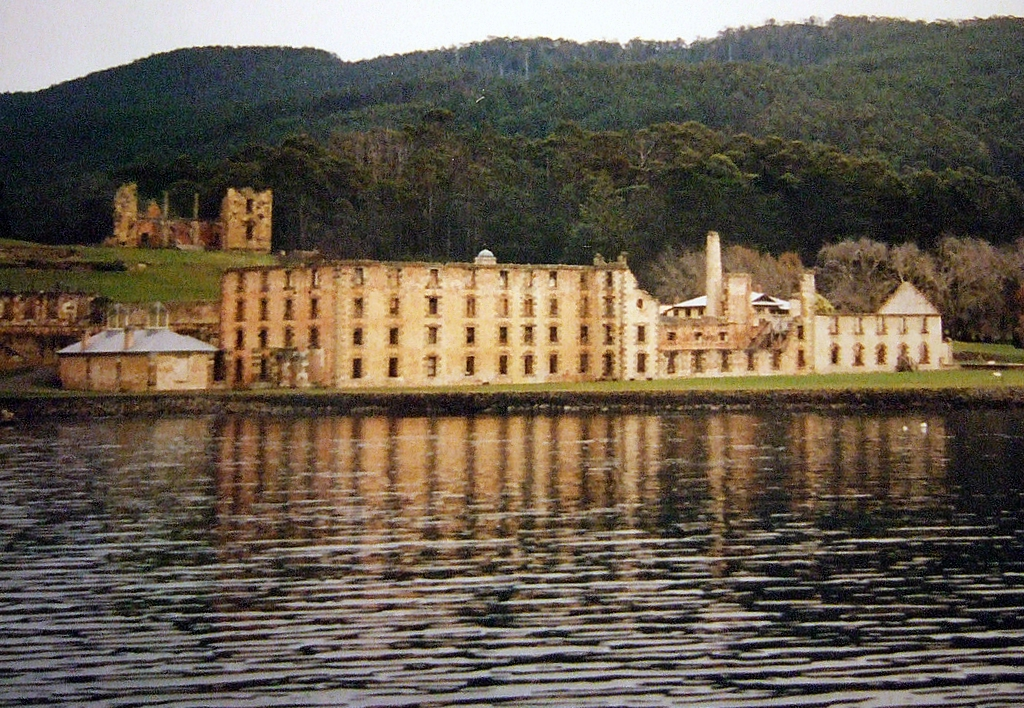
Port Arthur (Tasmanie)
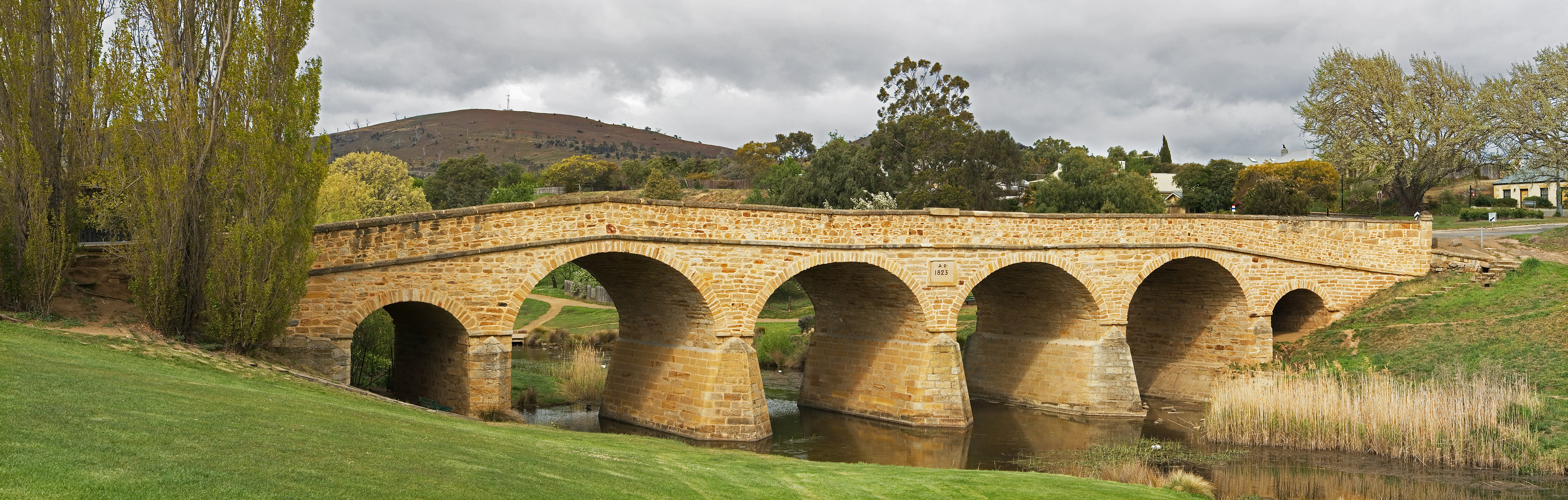
Le Pont de Richmond
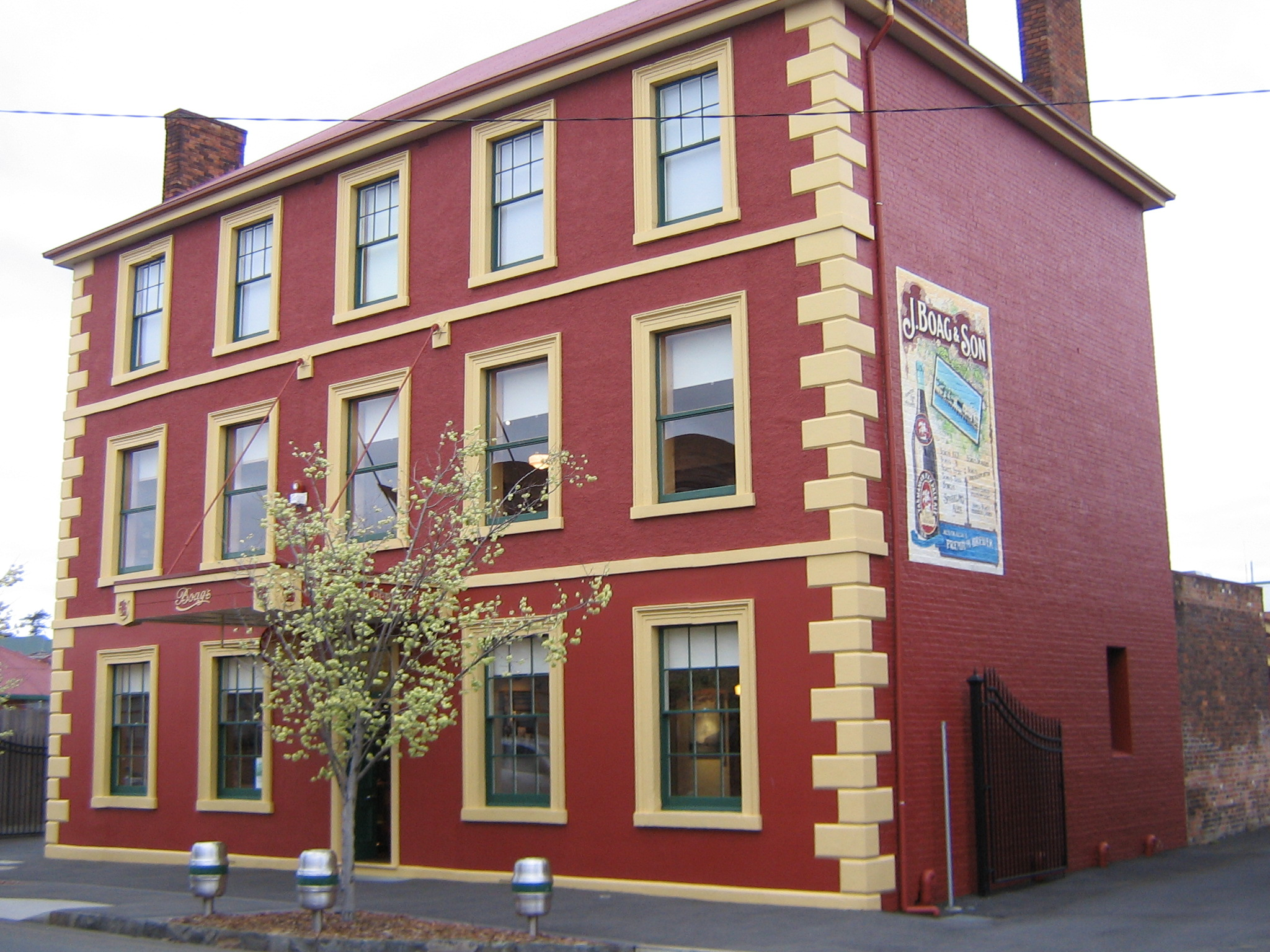
Boags Brewery, Launceston
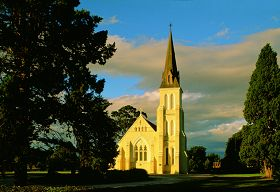
St Andrews Church, Evandale

## Victoria

### Melbourne

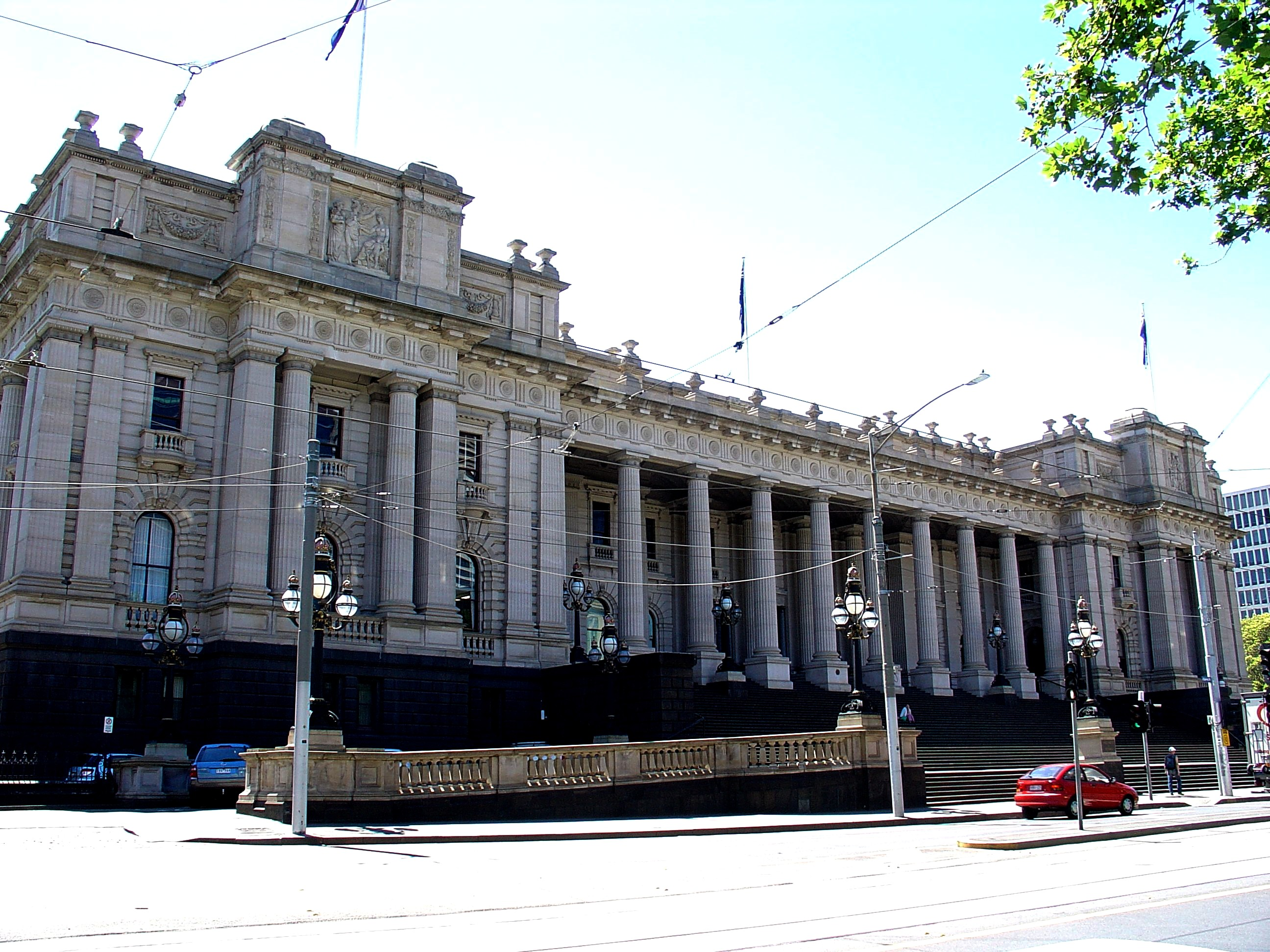
Parliament House (Melbourne)
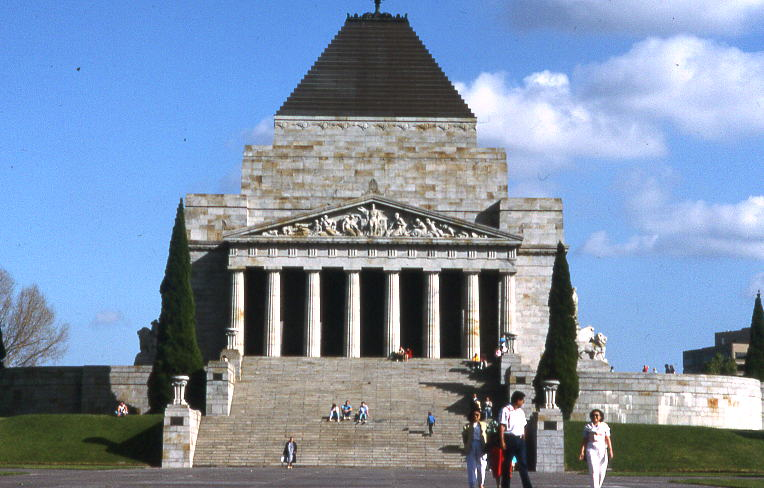
Shrine of Remembrance
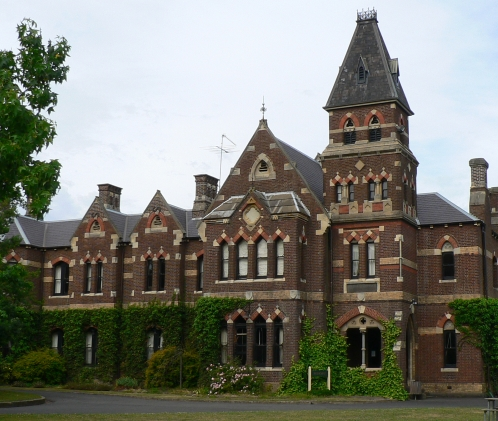
Trinité college
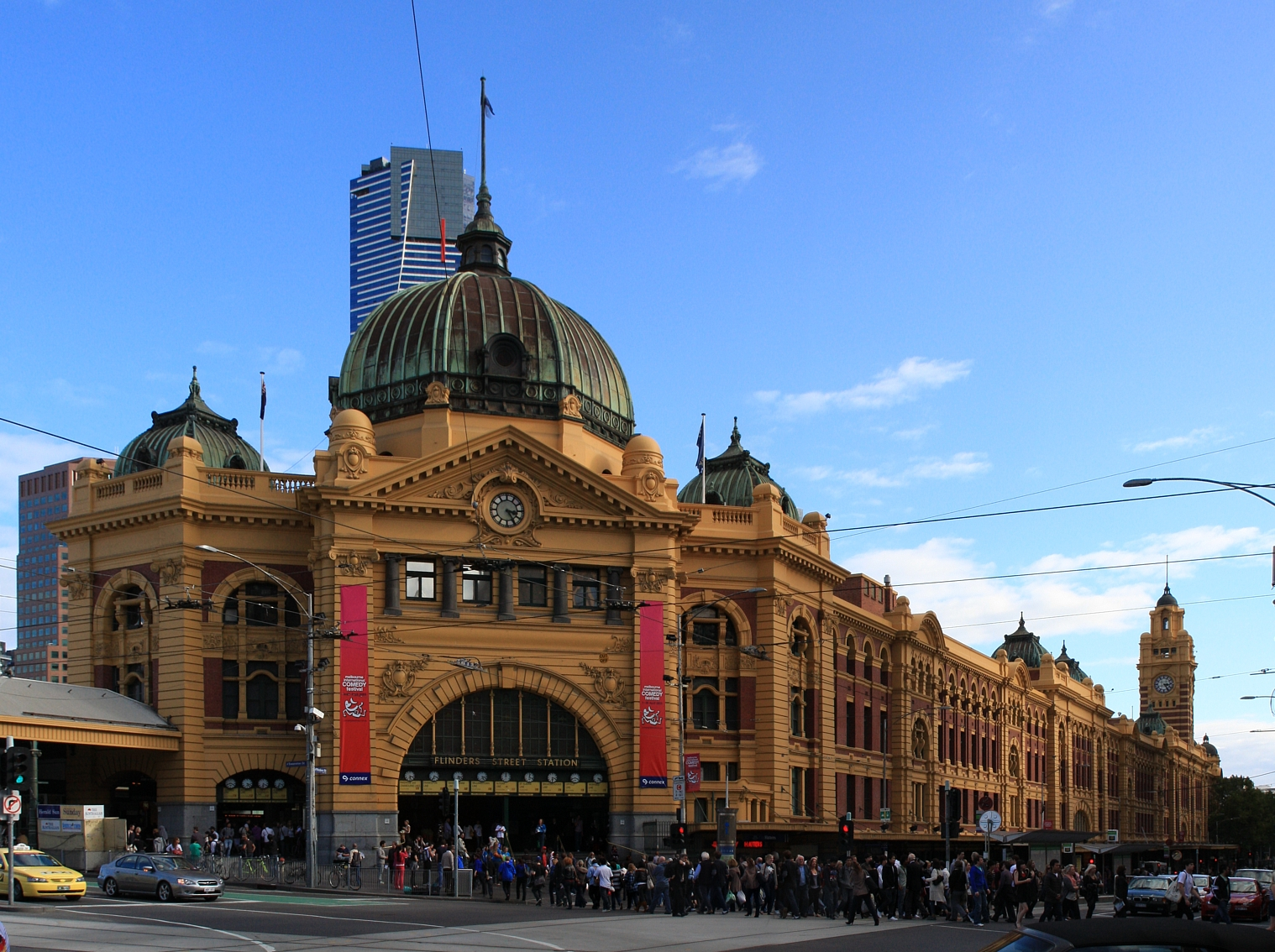
Gare de Flinders street
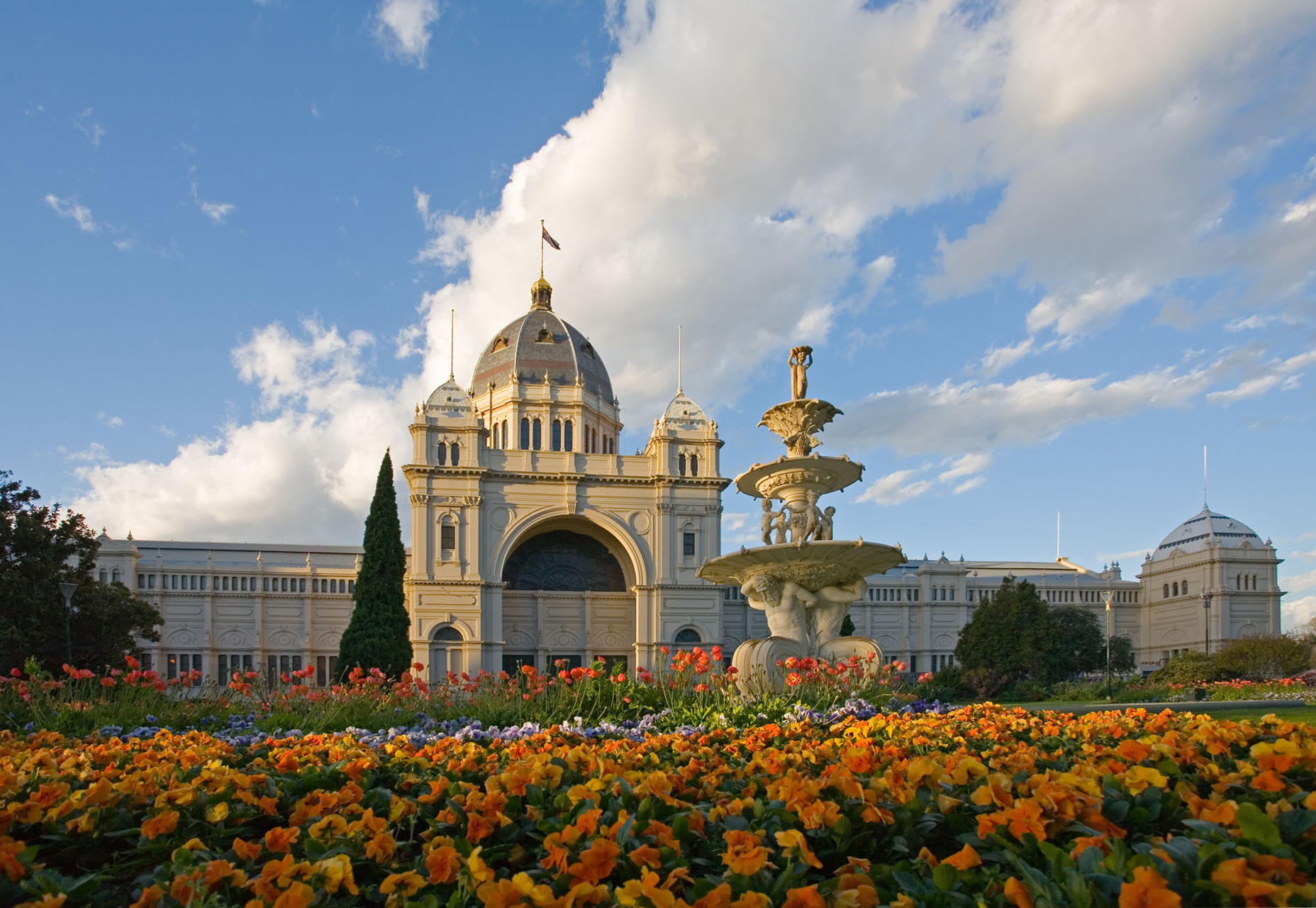
Palais royal des expositions
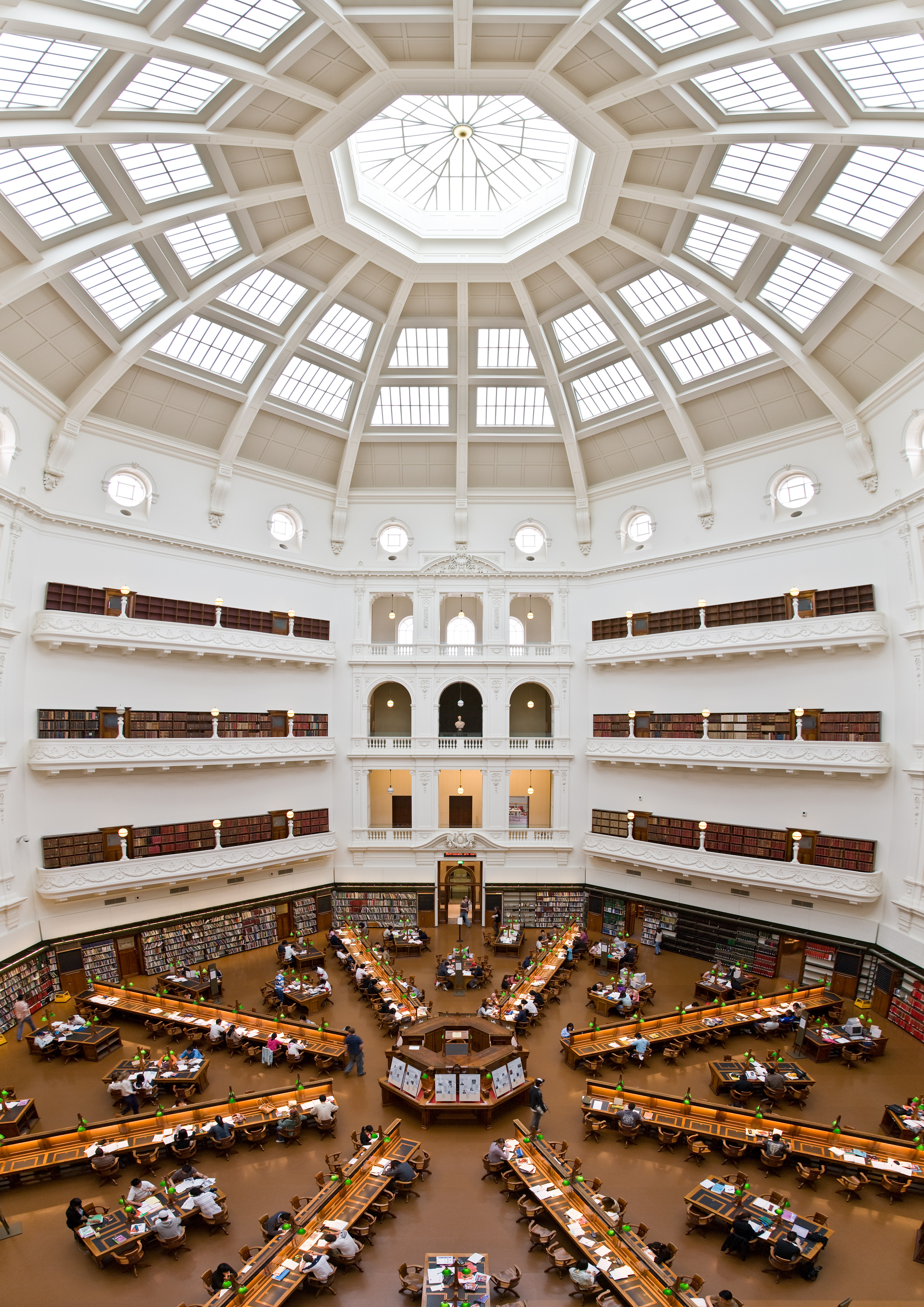
Bibliothèque d'État du Victoria
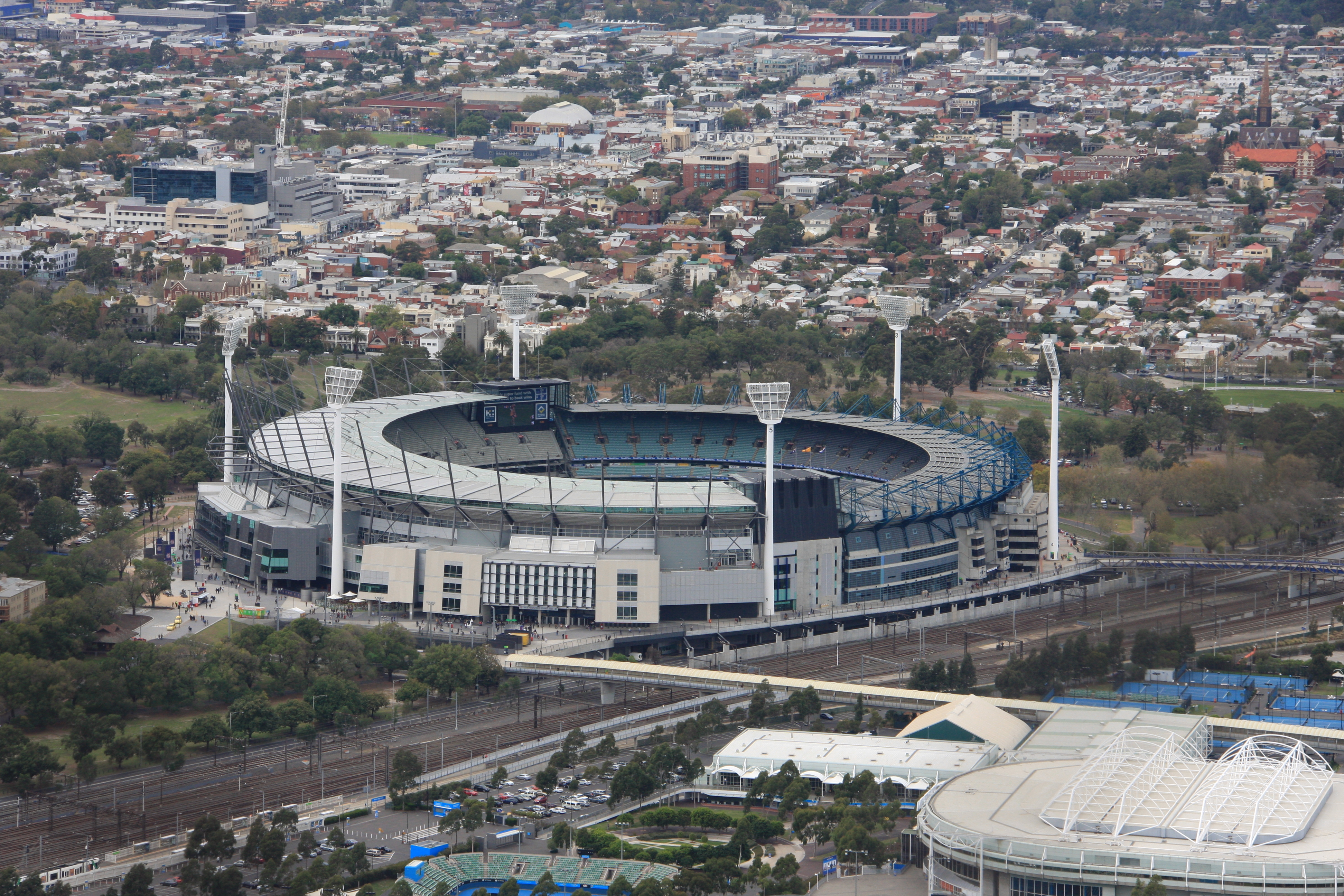
Melbourne Cricket Ground
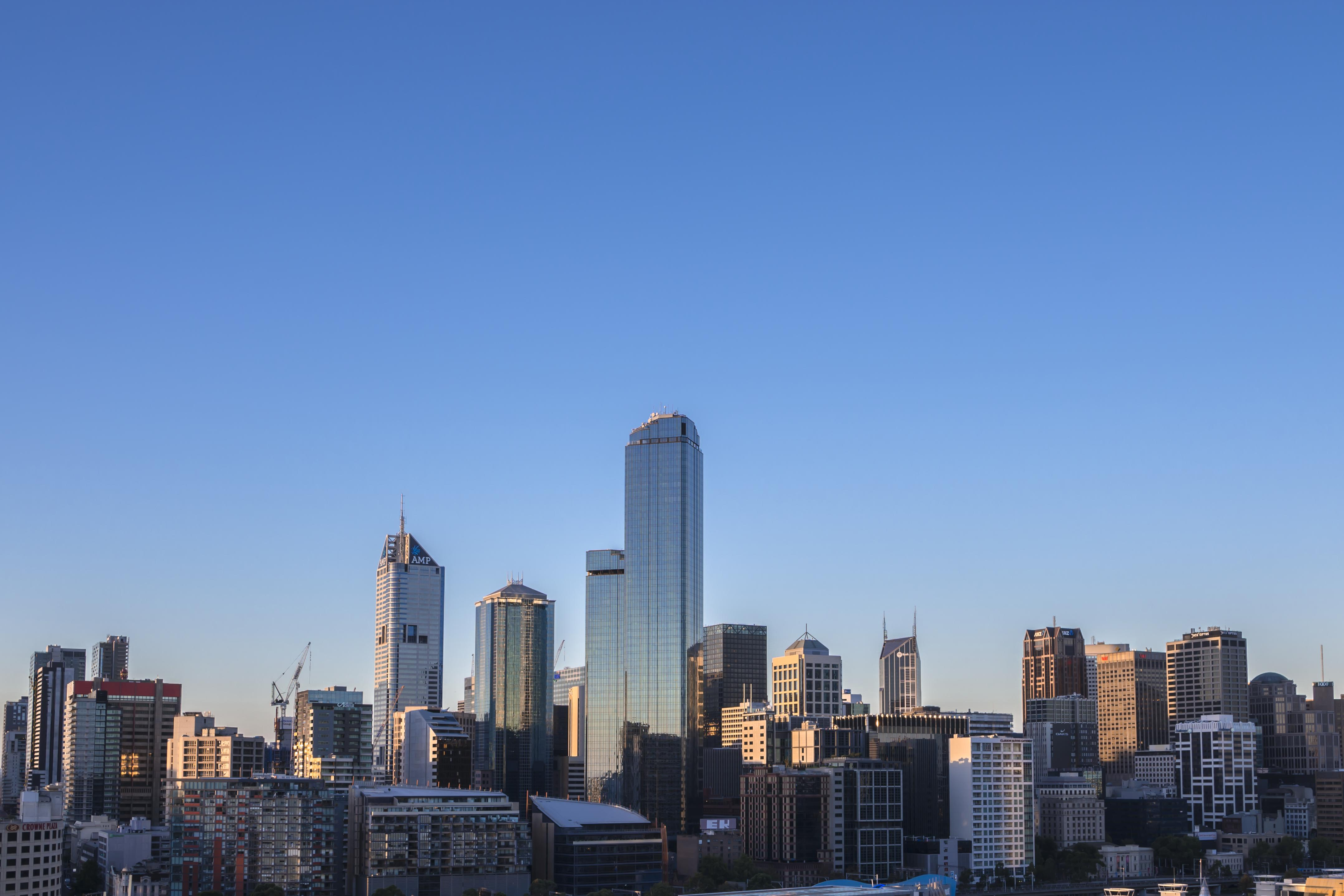
City skyline
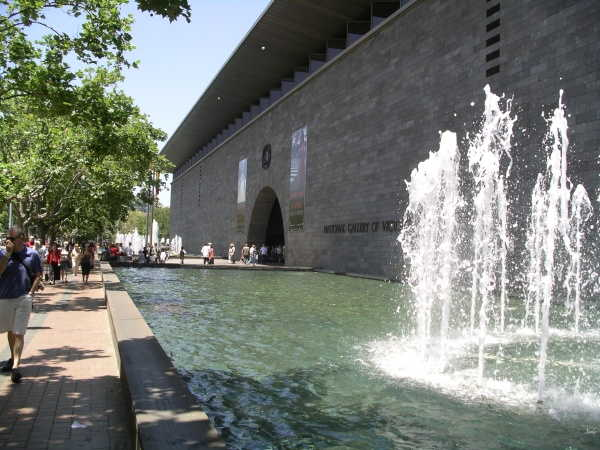
National Gallery of Victoria
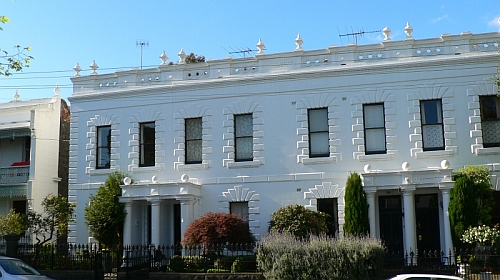
Les maisons terrace
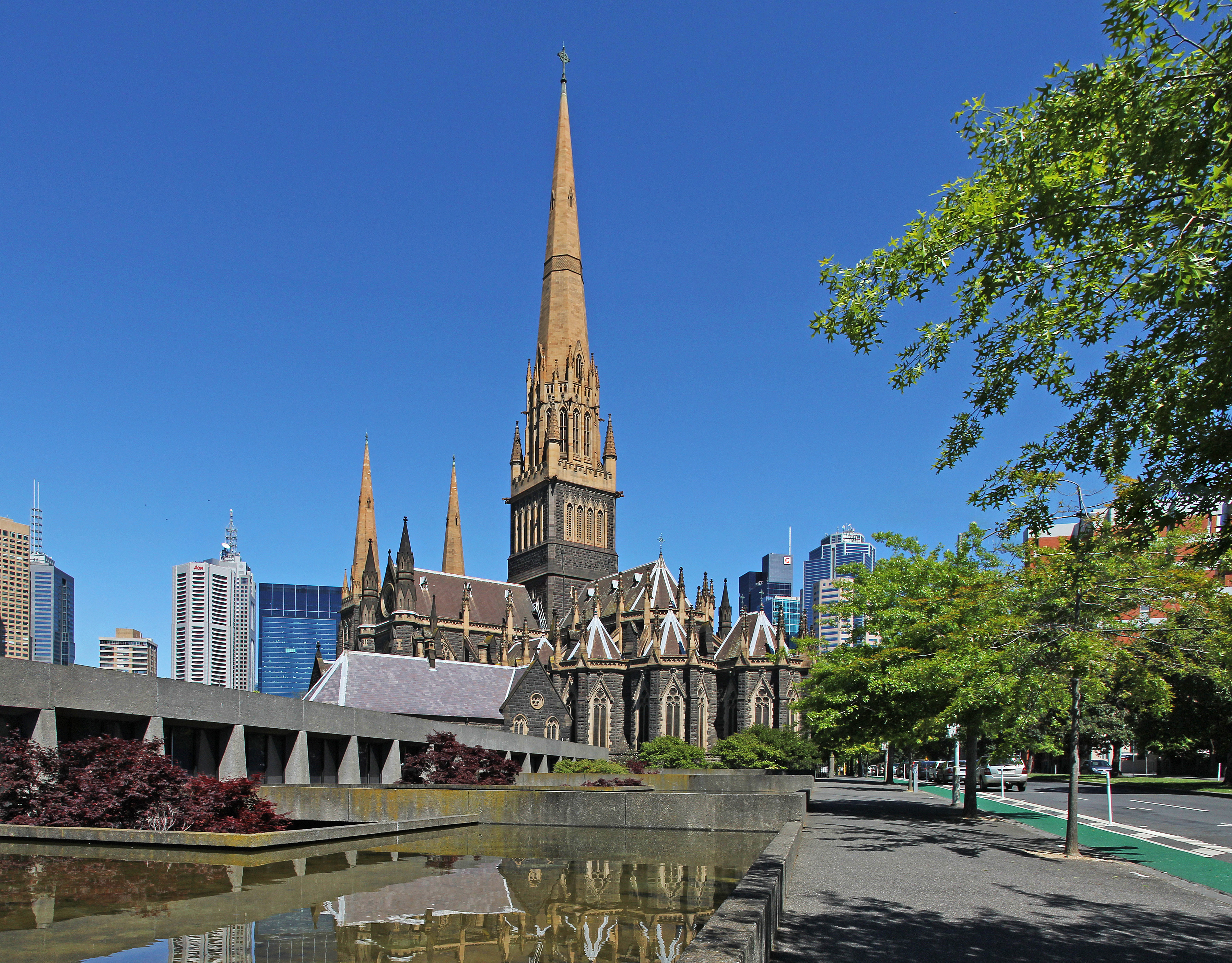
Cathédrale Saint-Patrick (Melbourne)
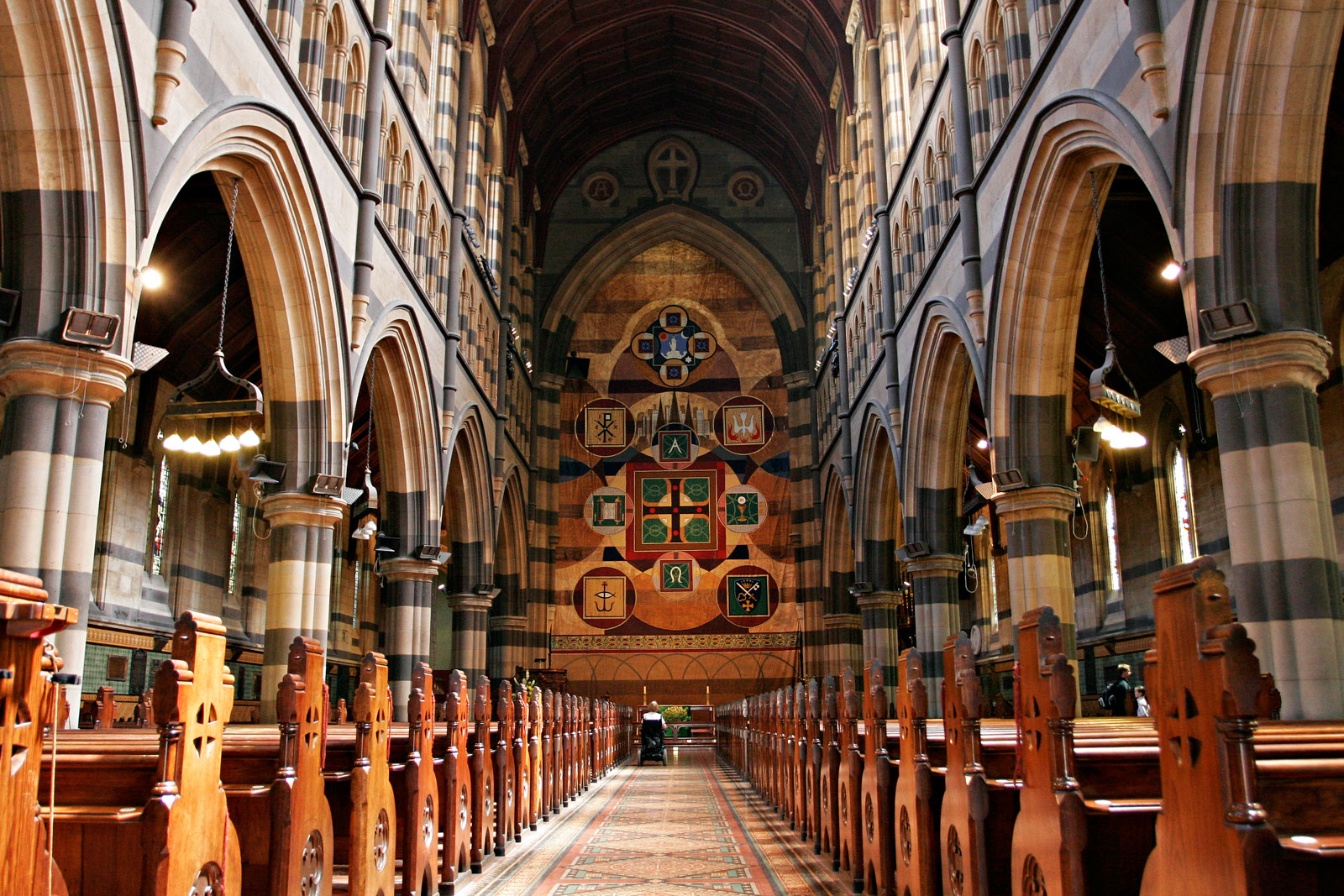
Cathédrale Saint-Paul
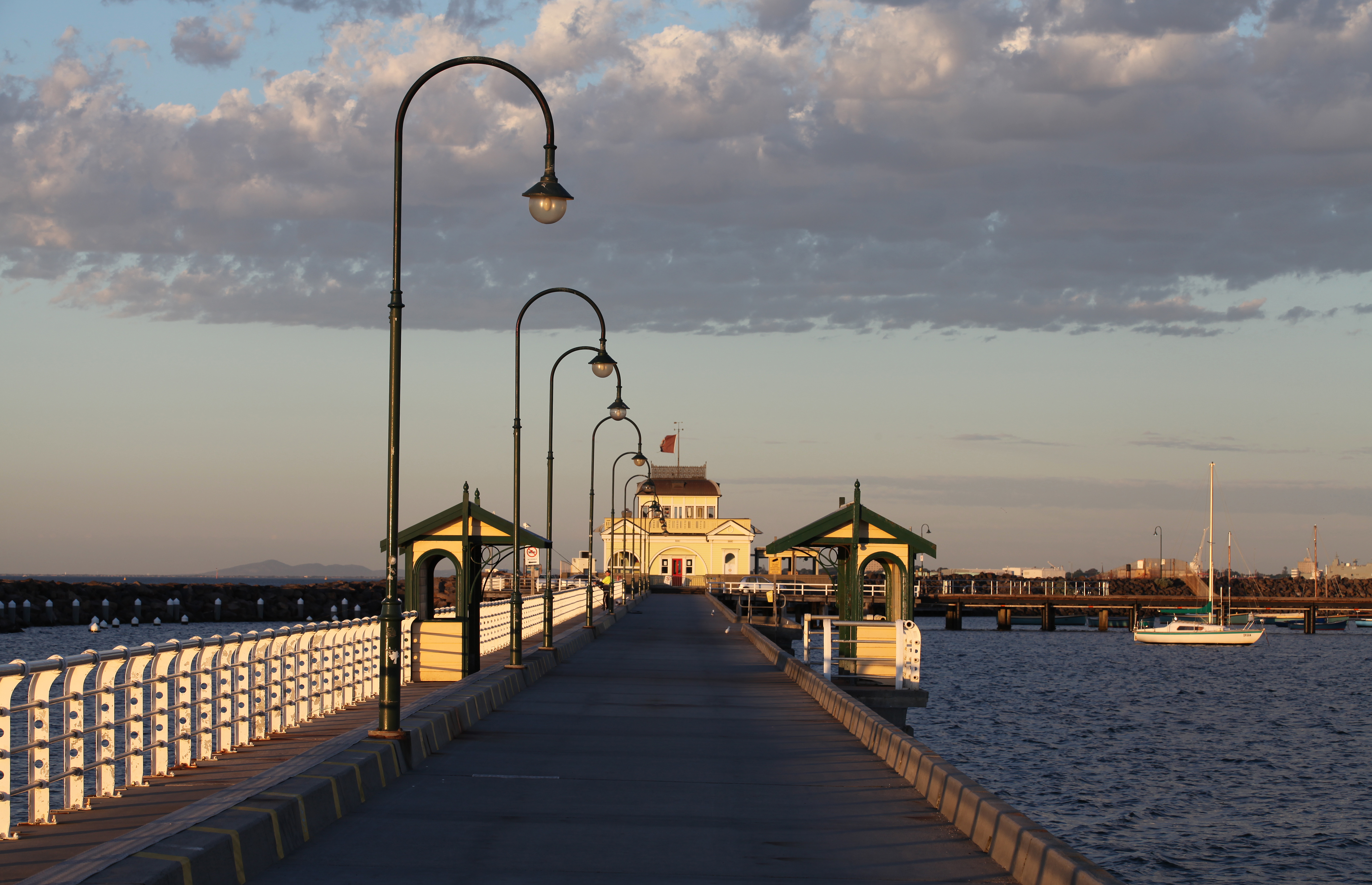
St Kilda Pier
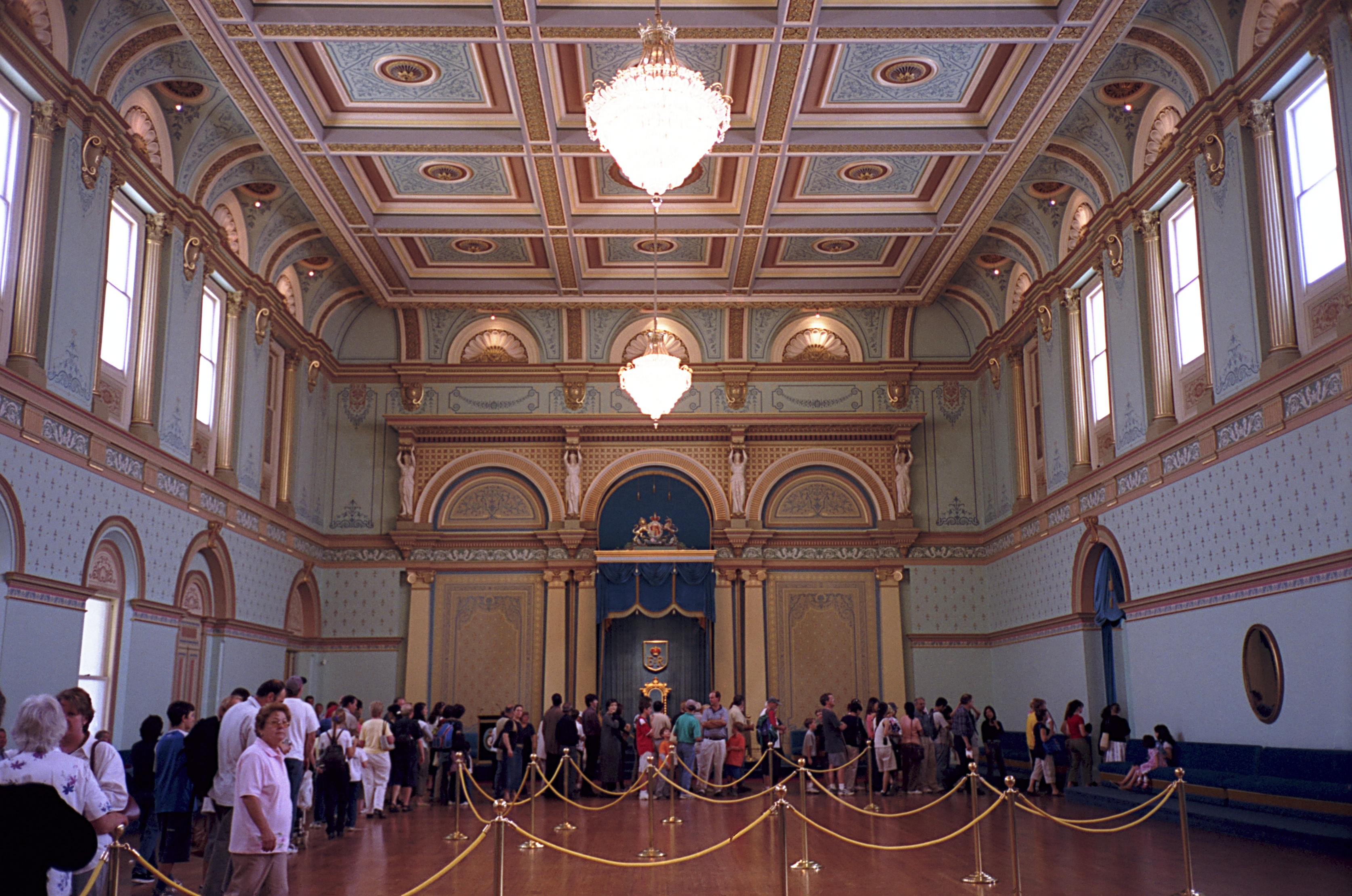
Government House
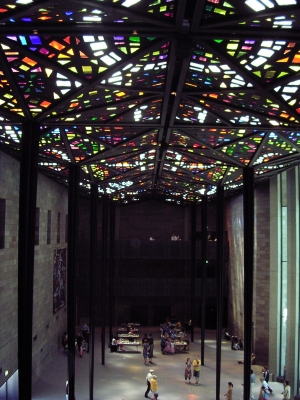
Le plafond de Leonard French, les salles de conférence dans la National Gallery of Victoria

### En dehors de Melbourne

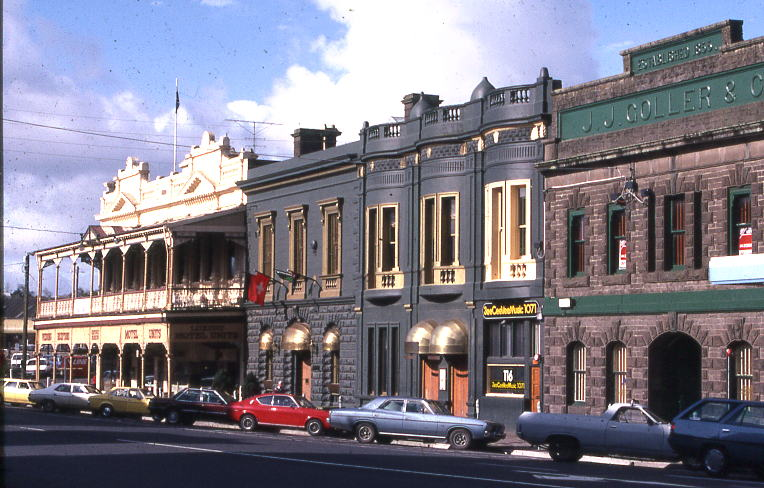
Ballarat Commercial buildings
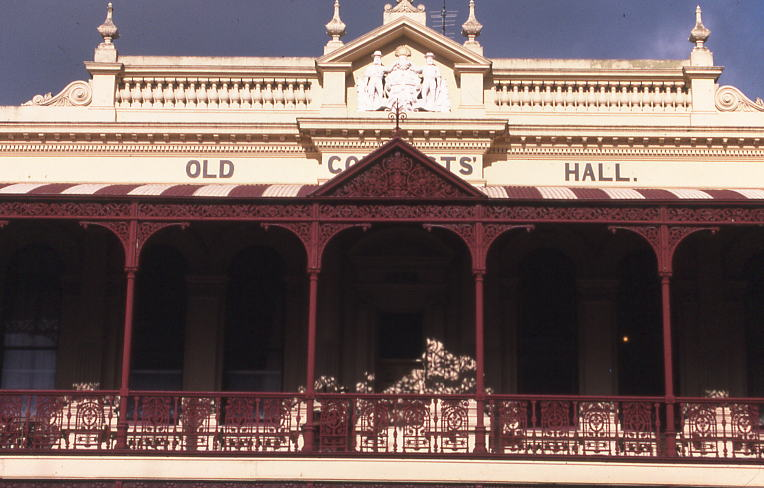
Ballarat Old Colonists' Hall
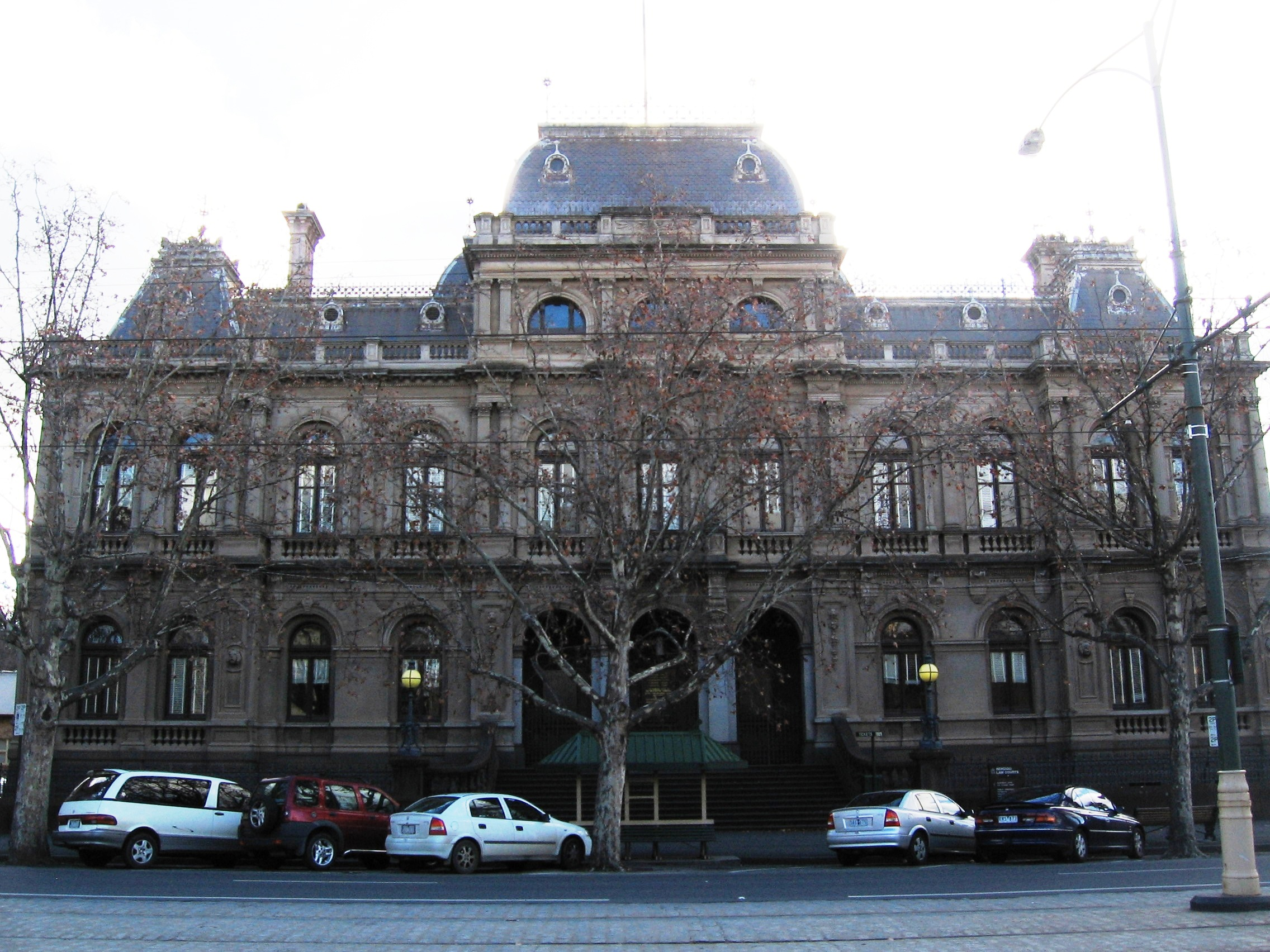
Palais de justice de Bendigo
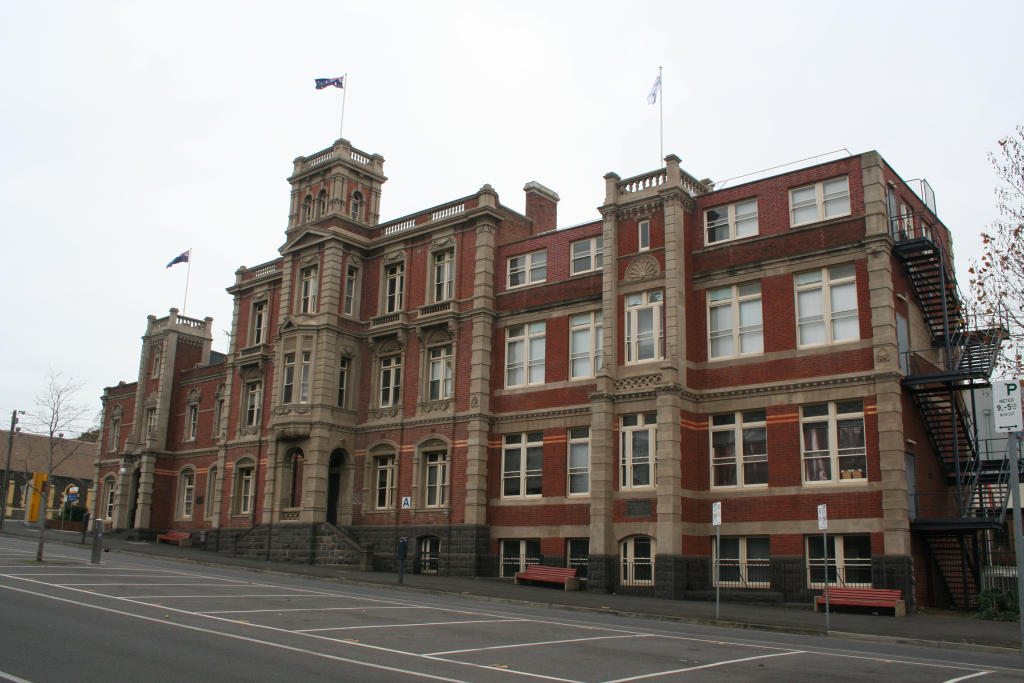
TAFE Institut
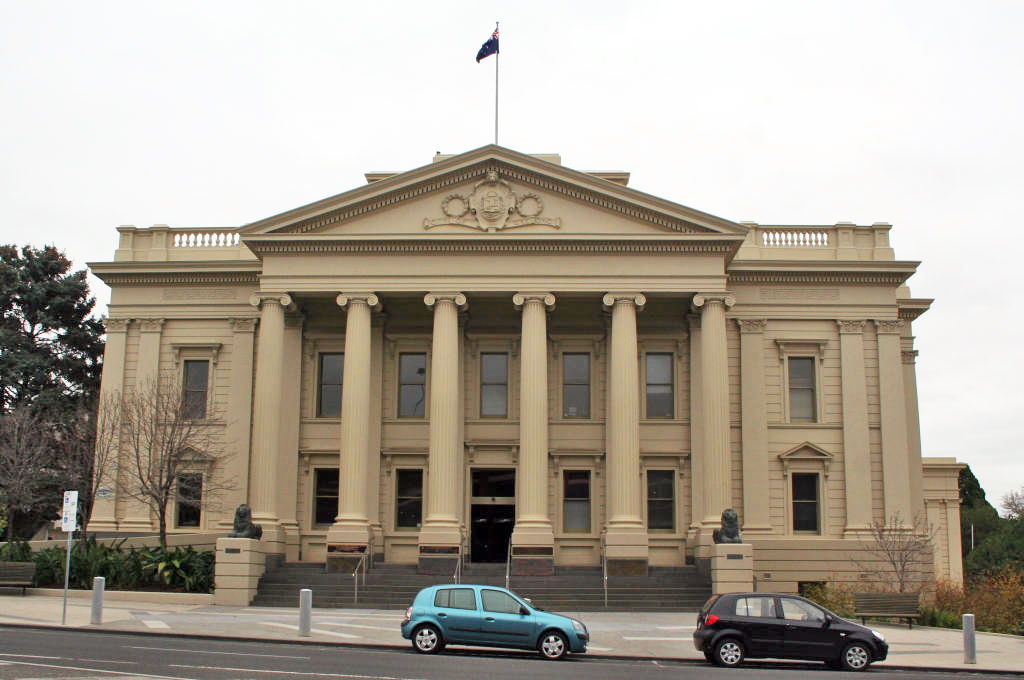
La mairie de Geelong
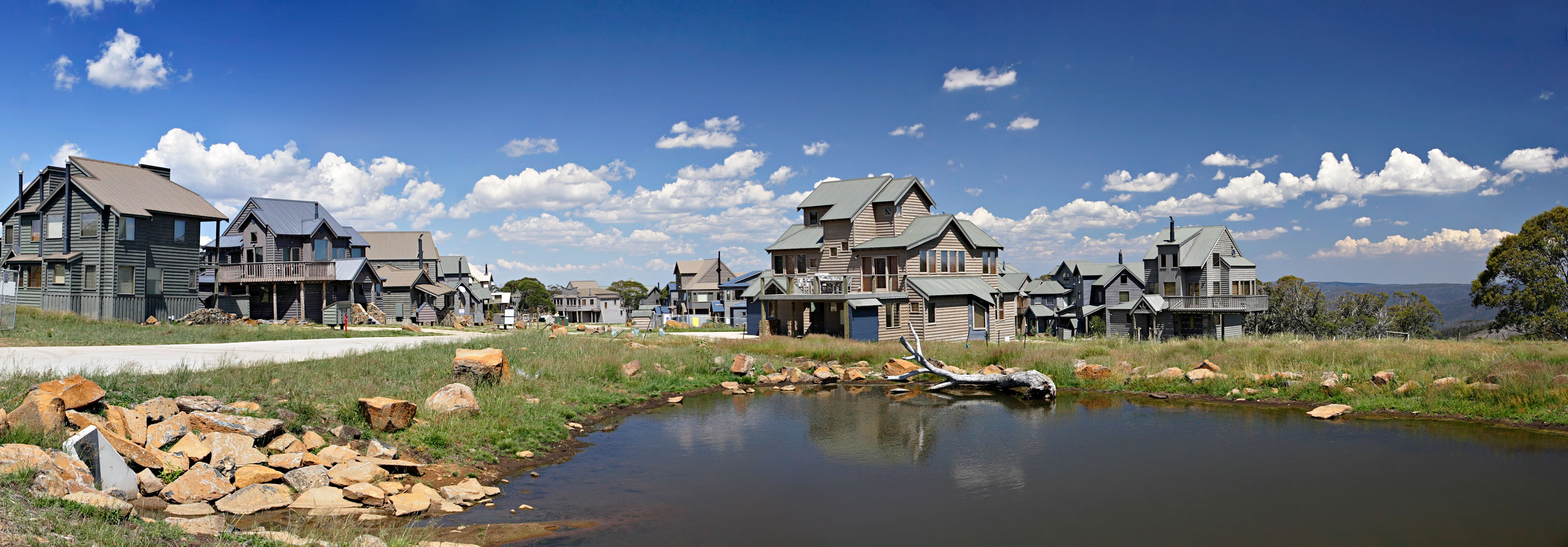
Les chalets de Dinner Plain
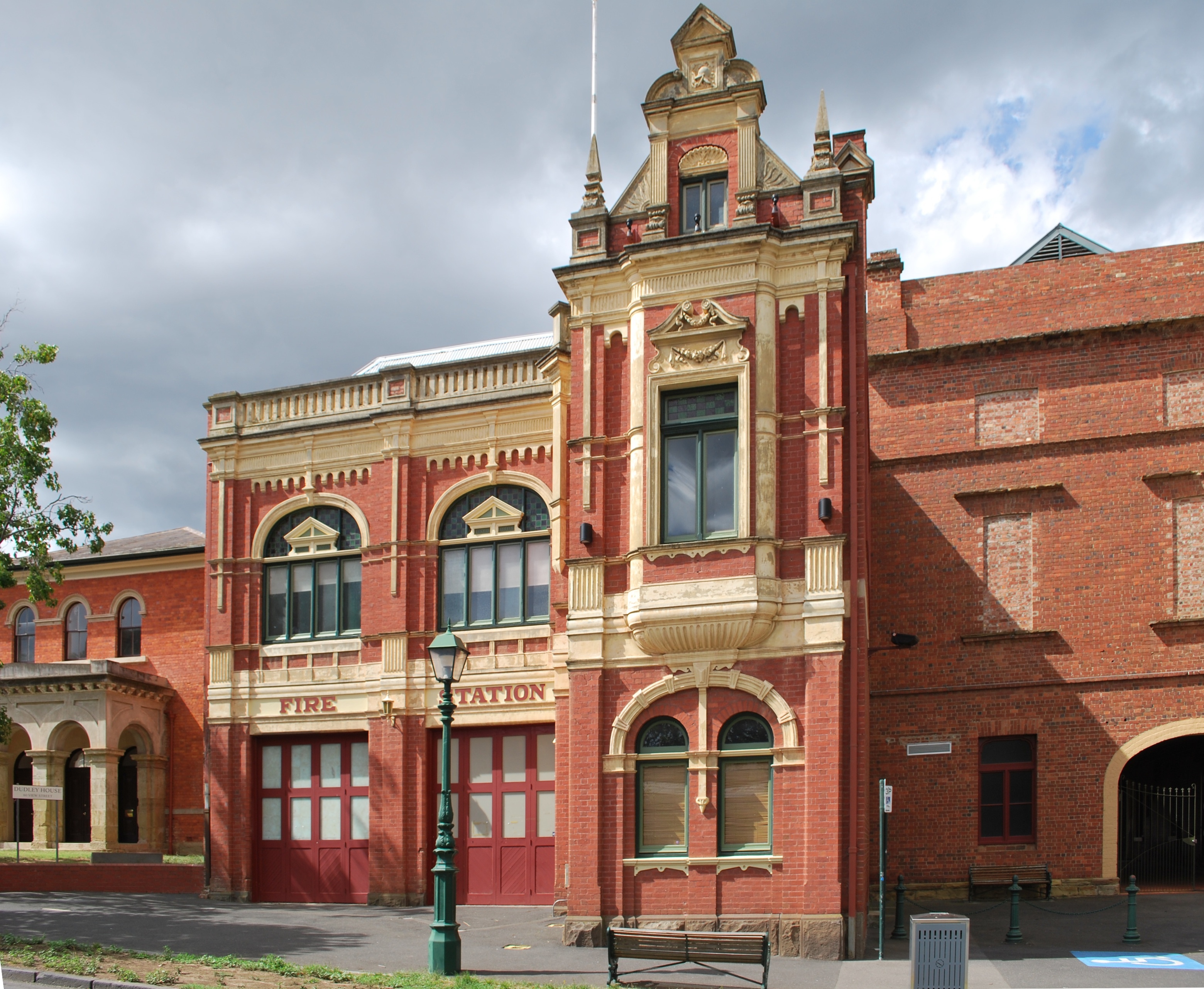
Caserne de pompiers Bendigo
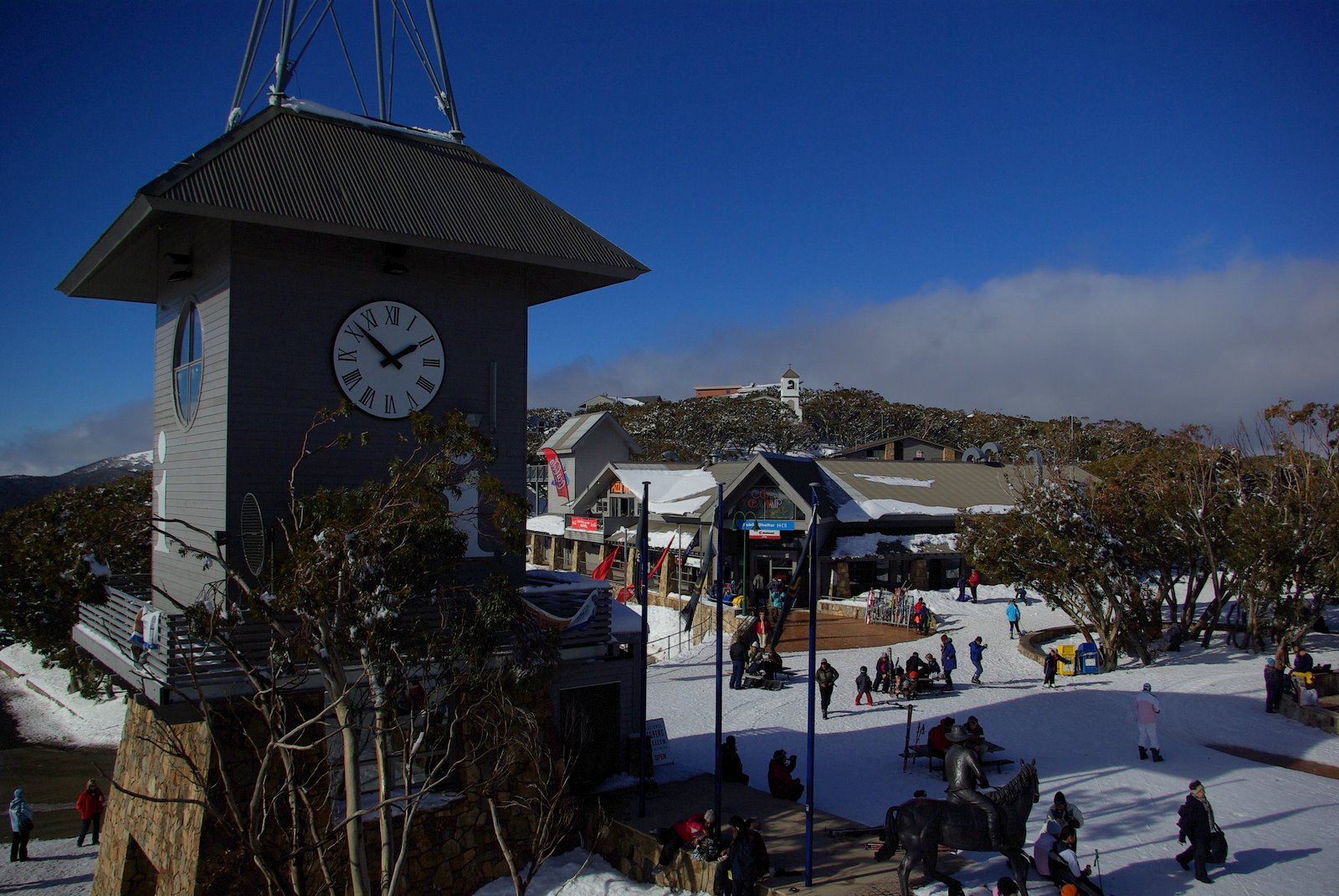
Mont Buller village alpin
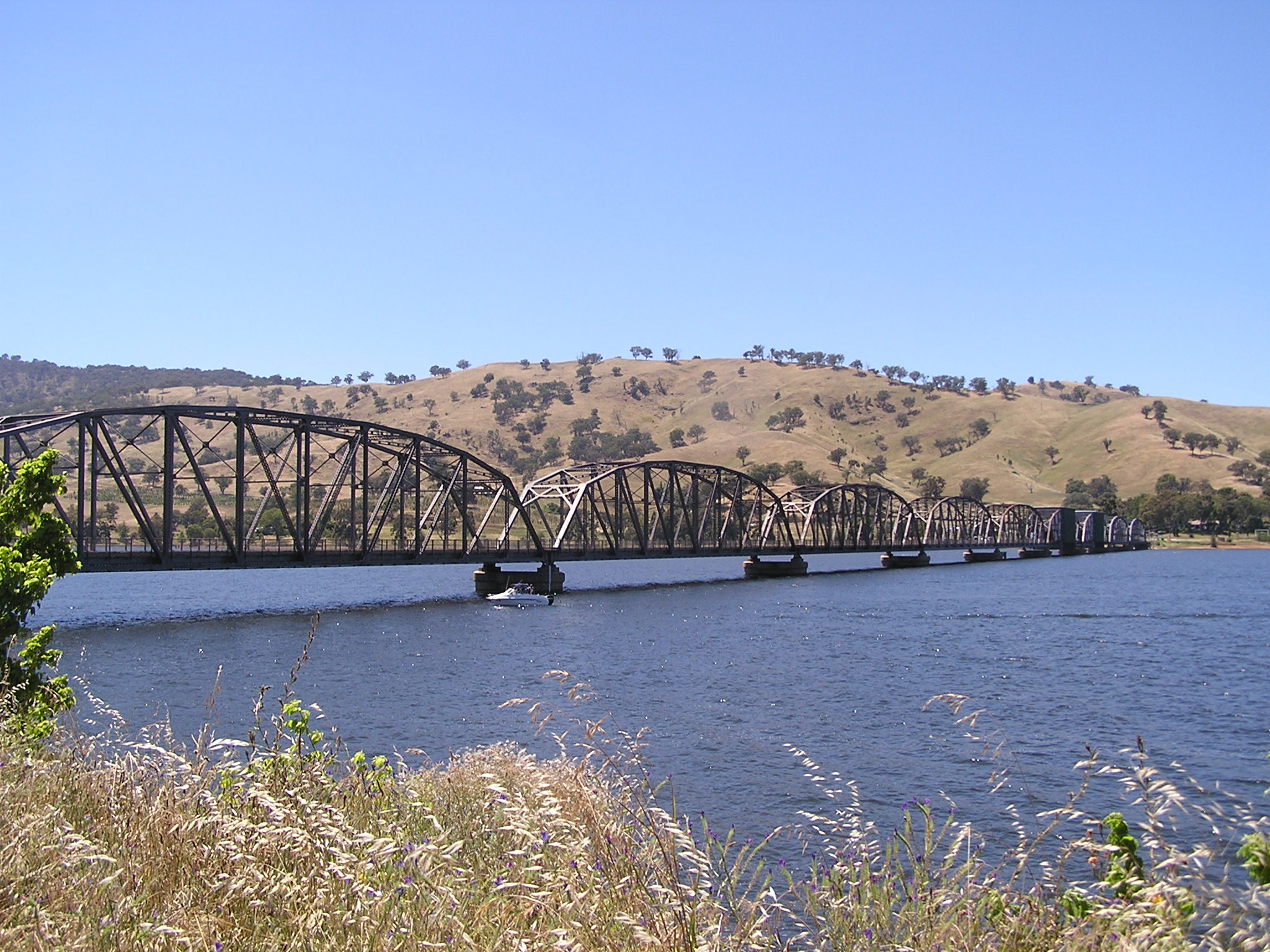
Le Pont de Bethanga, Lac Hume (Australie)
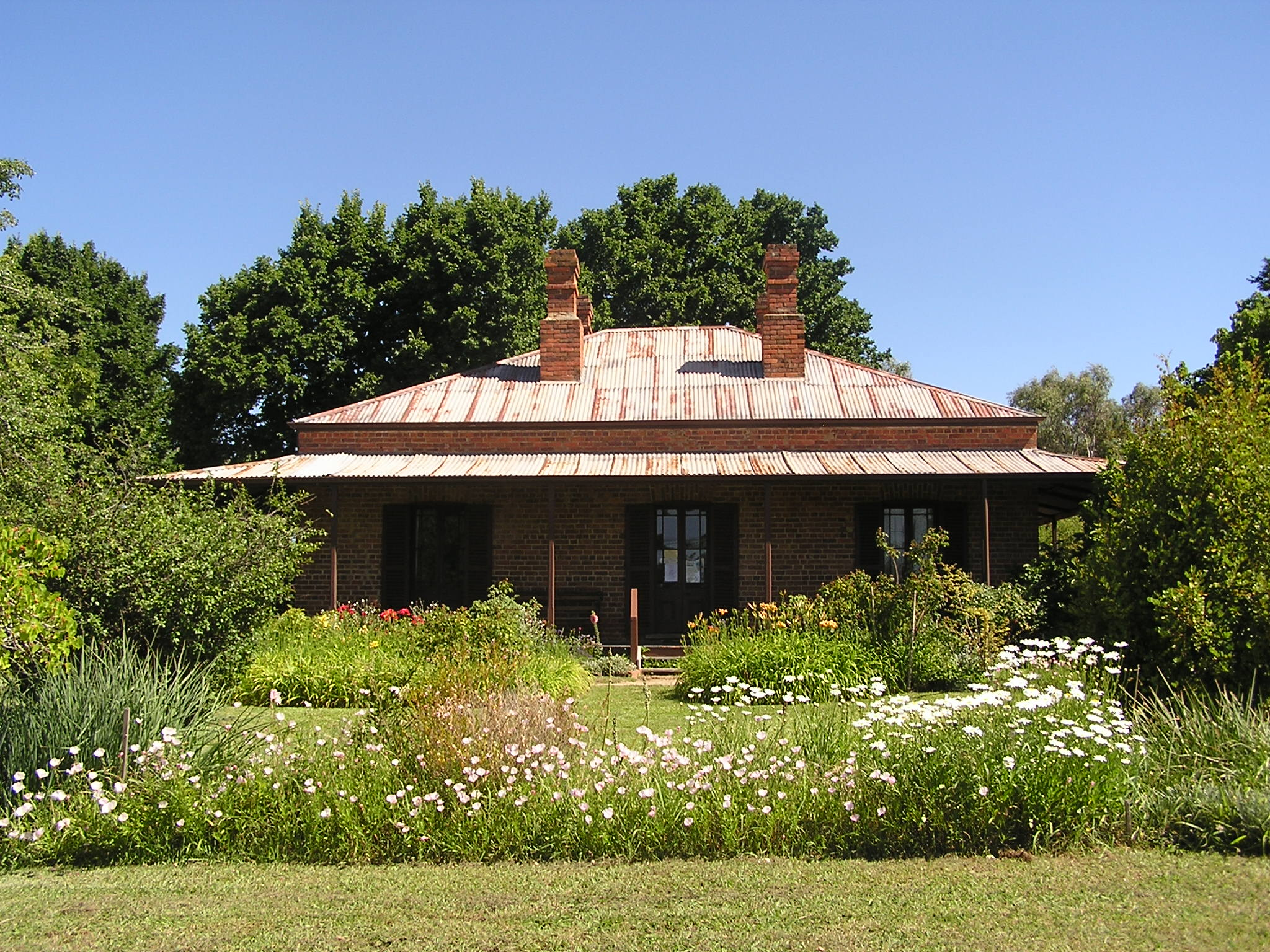
Lake View Homestead, Chiltern

## Territoire de la capitale australienne

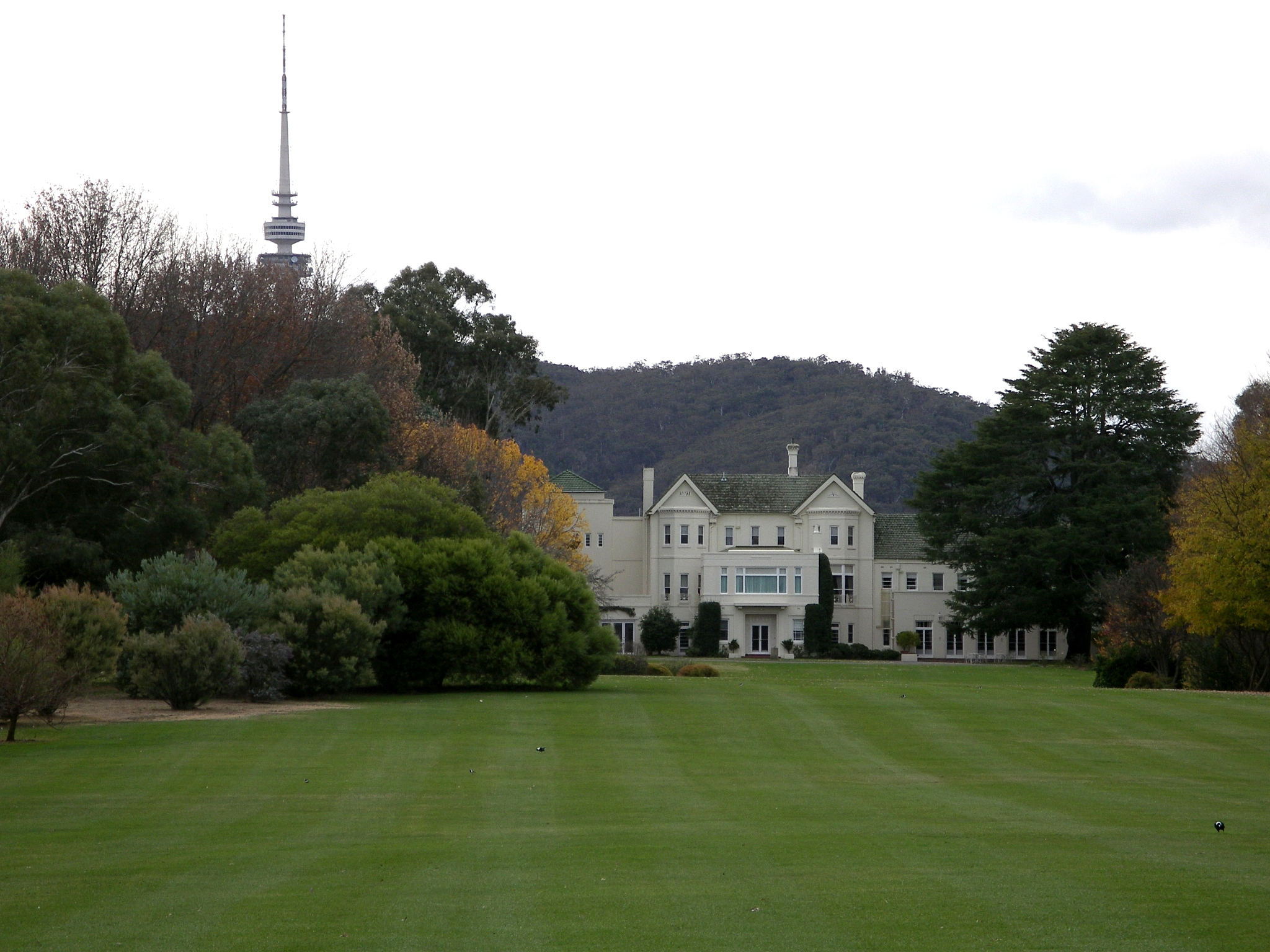
Government House, Yarralumla
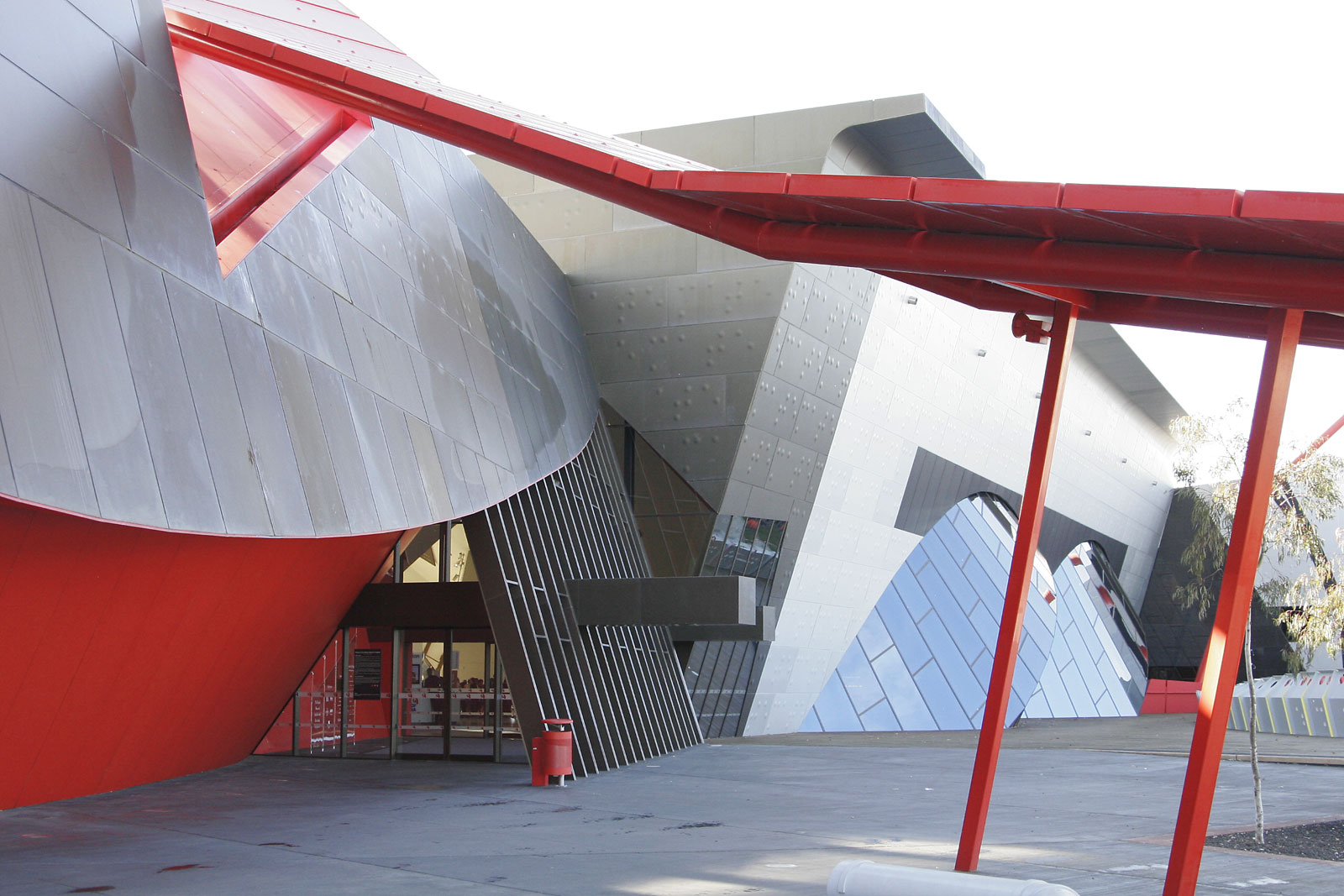
National Museum of Australia
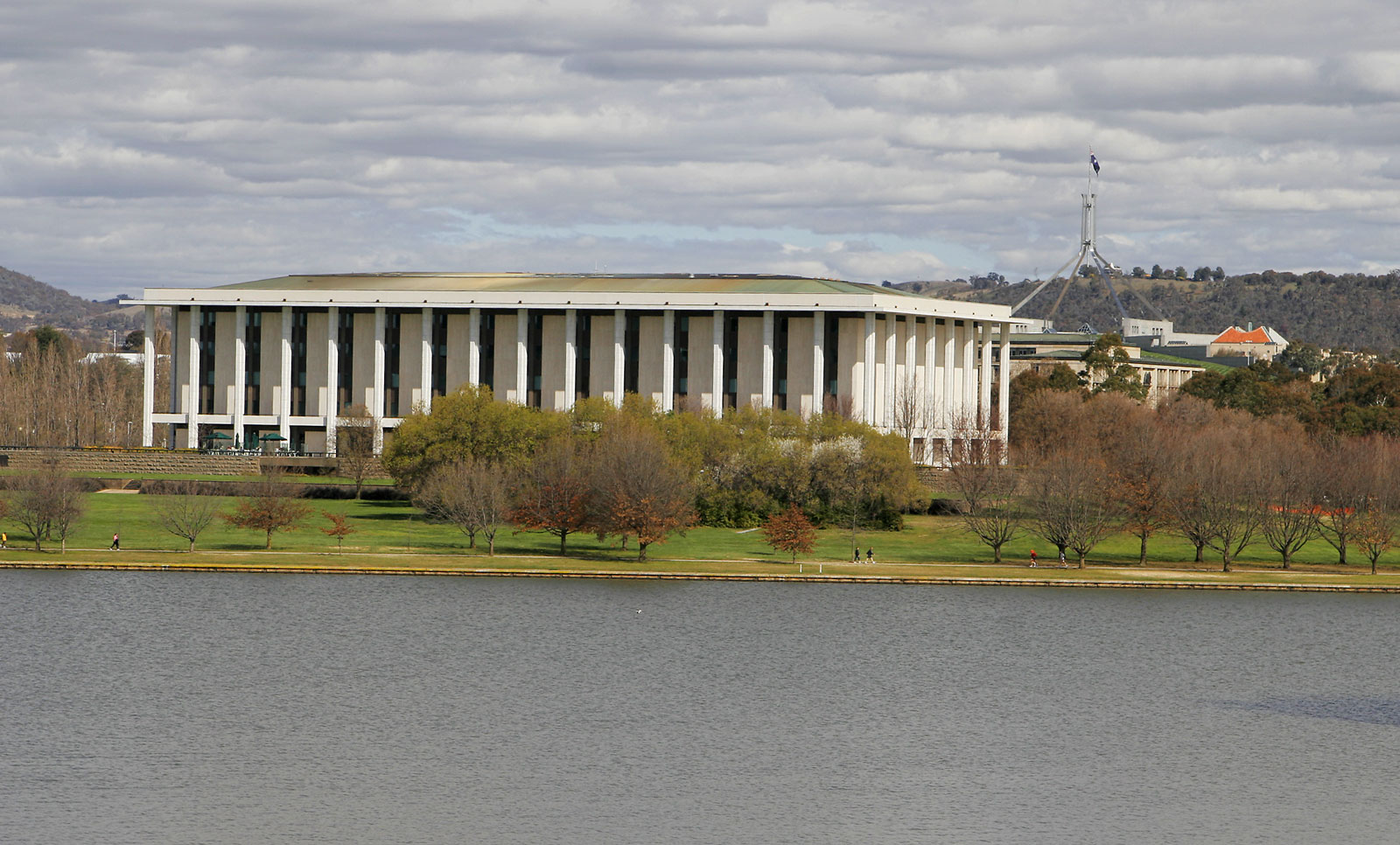
Bibliothèque nationale australienne
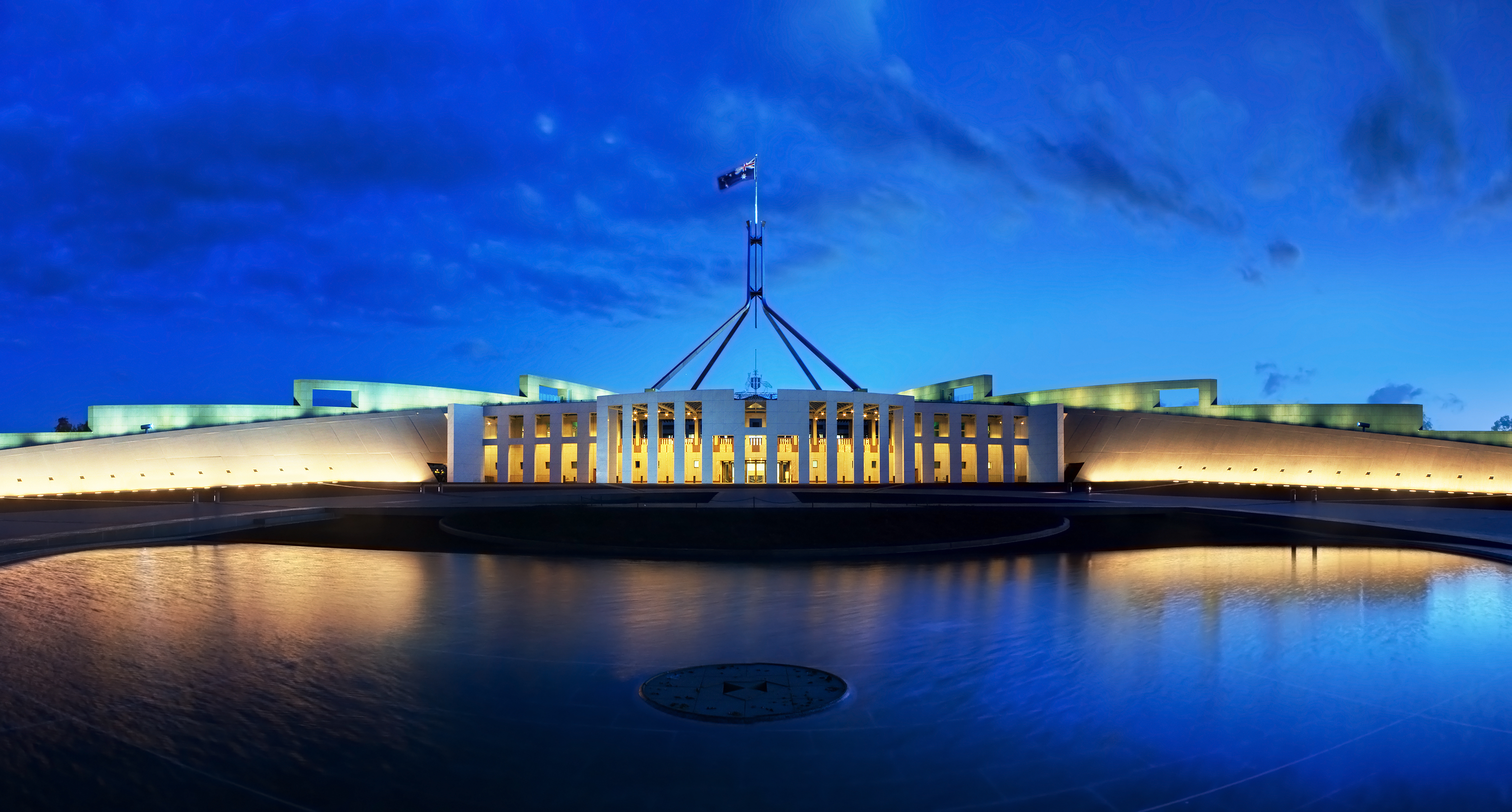
Le Parlement d'Australie
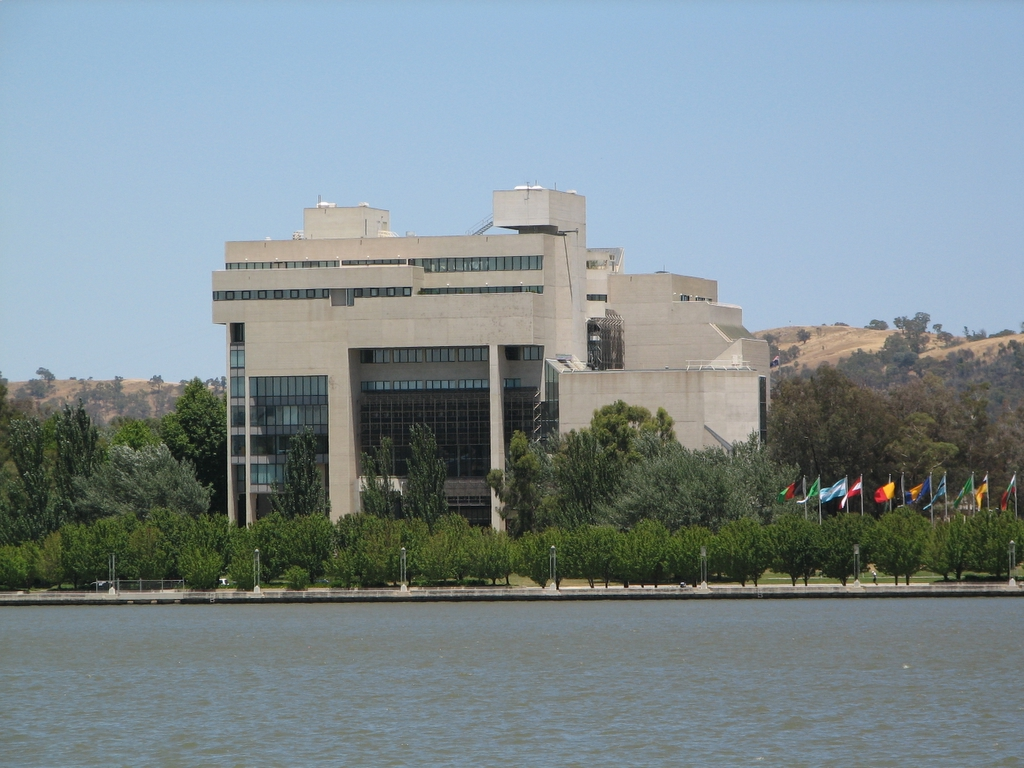
Haute Cour d'Australie
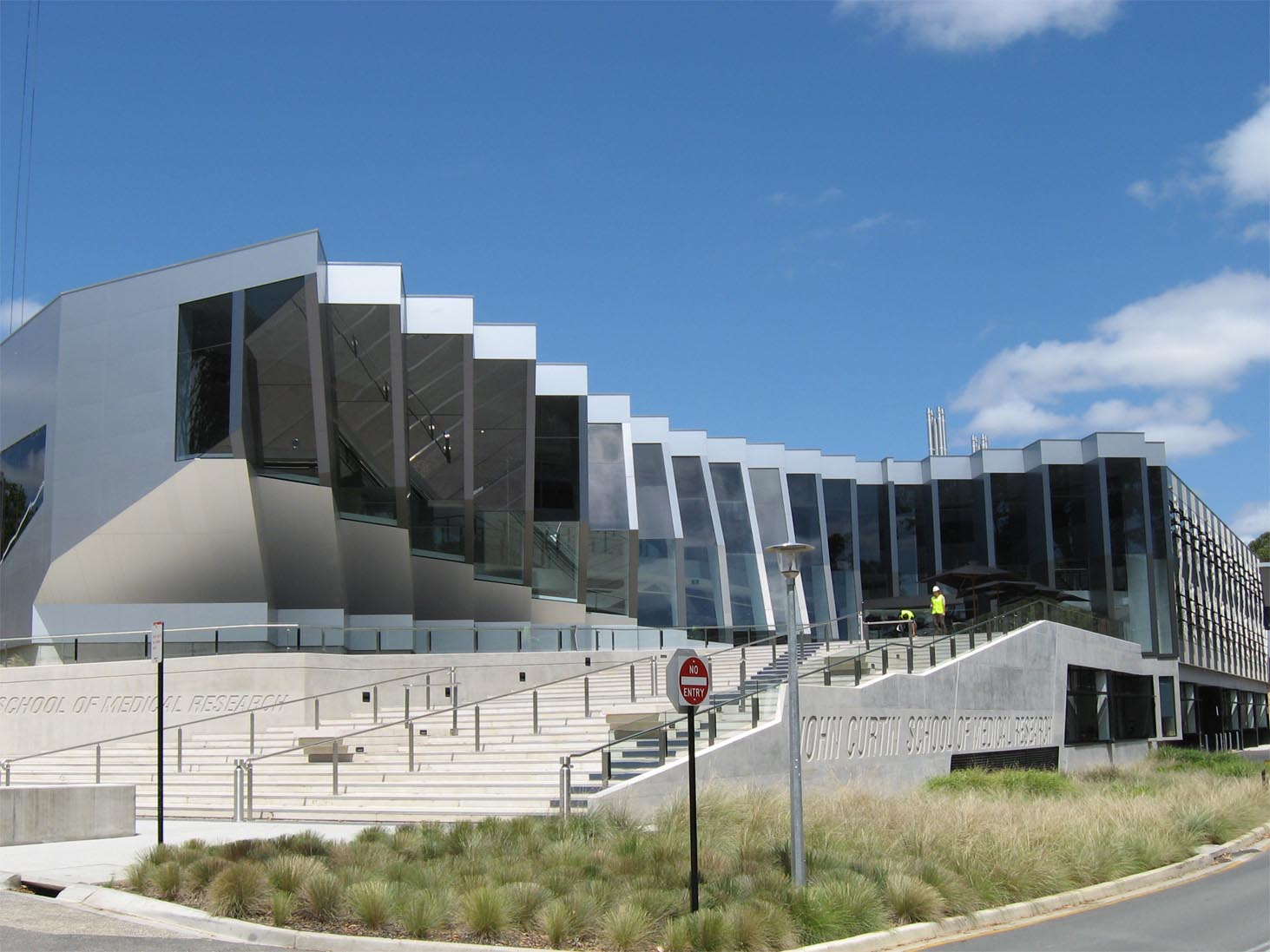
John Curtin School of Medical Research, Université nationale australienne
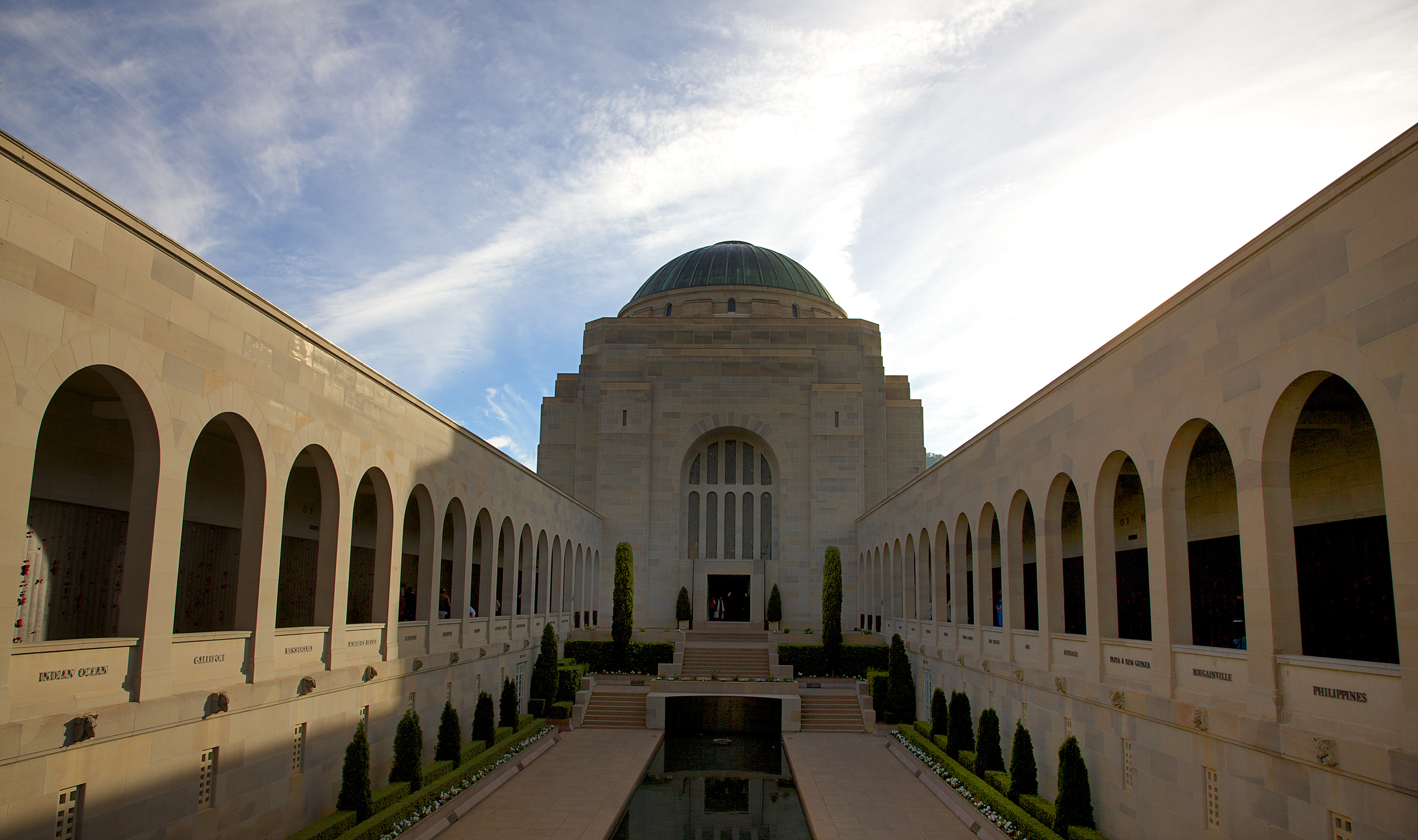
Mémorial australien de la guerre
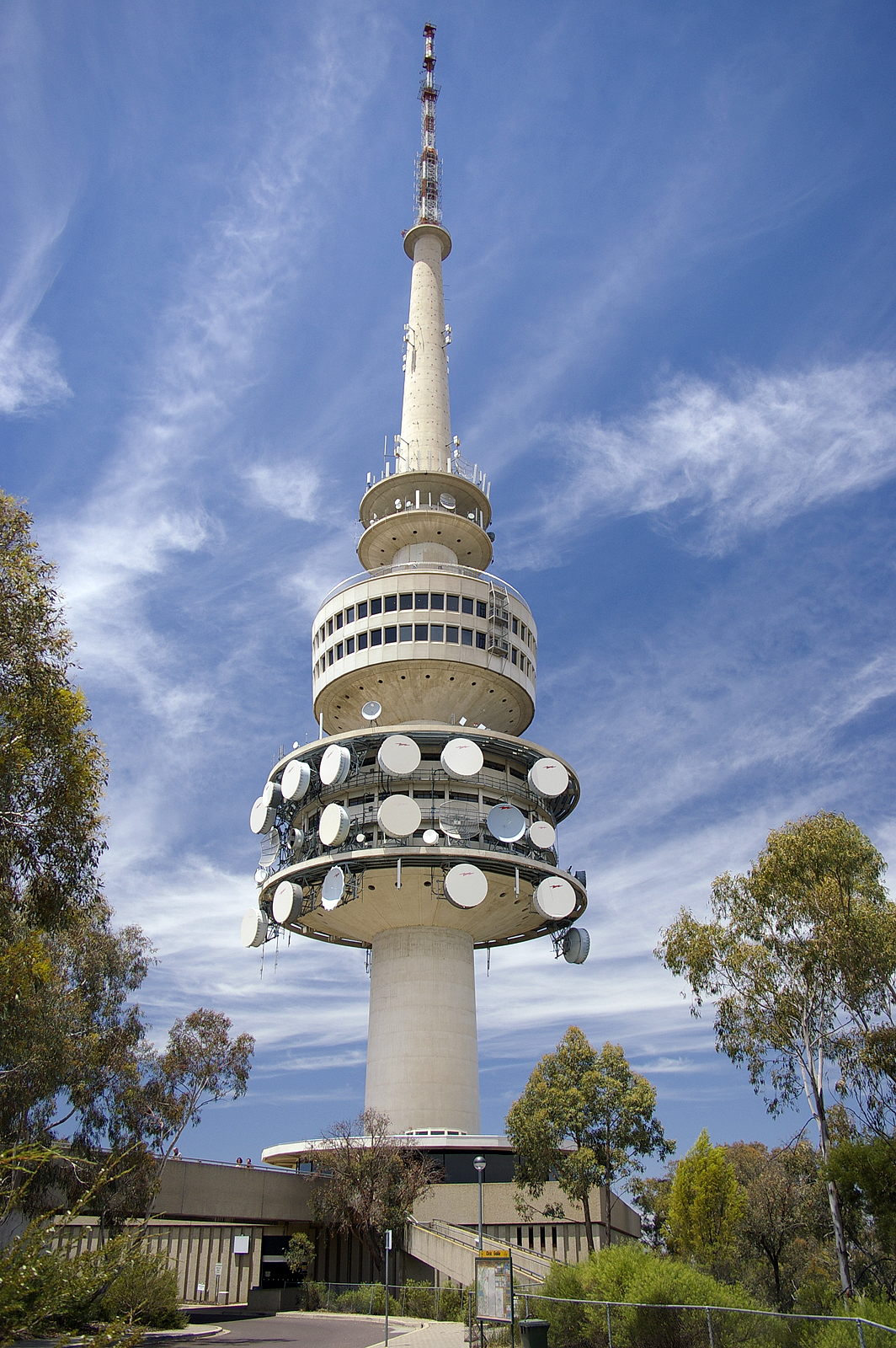
Black Mountain Tower
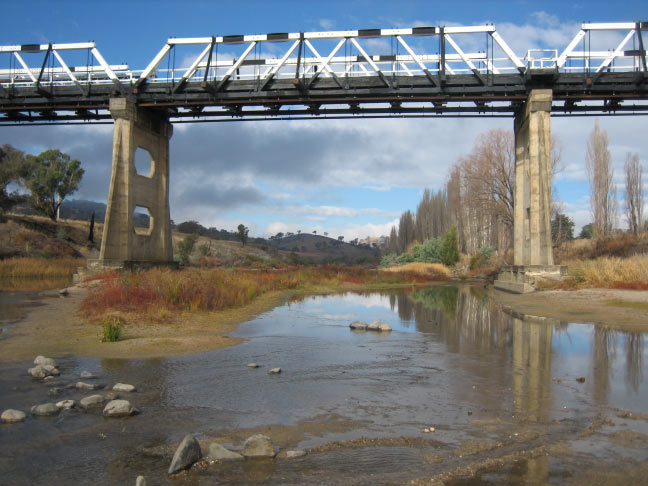
le Pont de Tharwa sur le Murrumbidgee
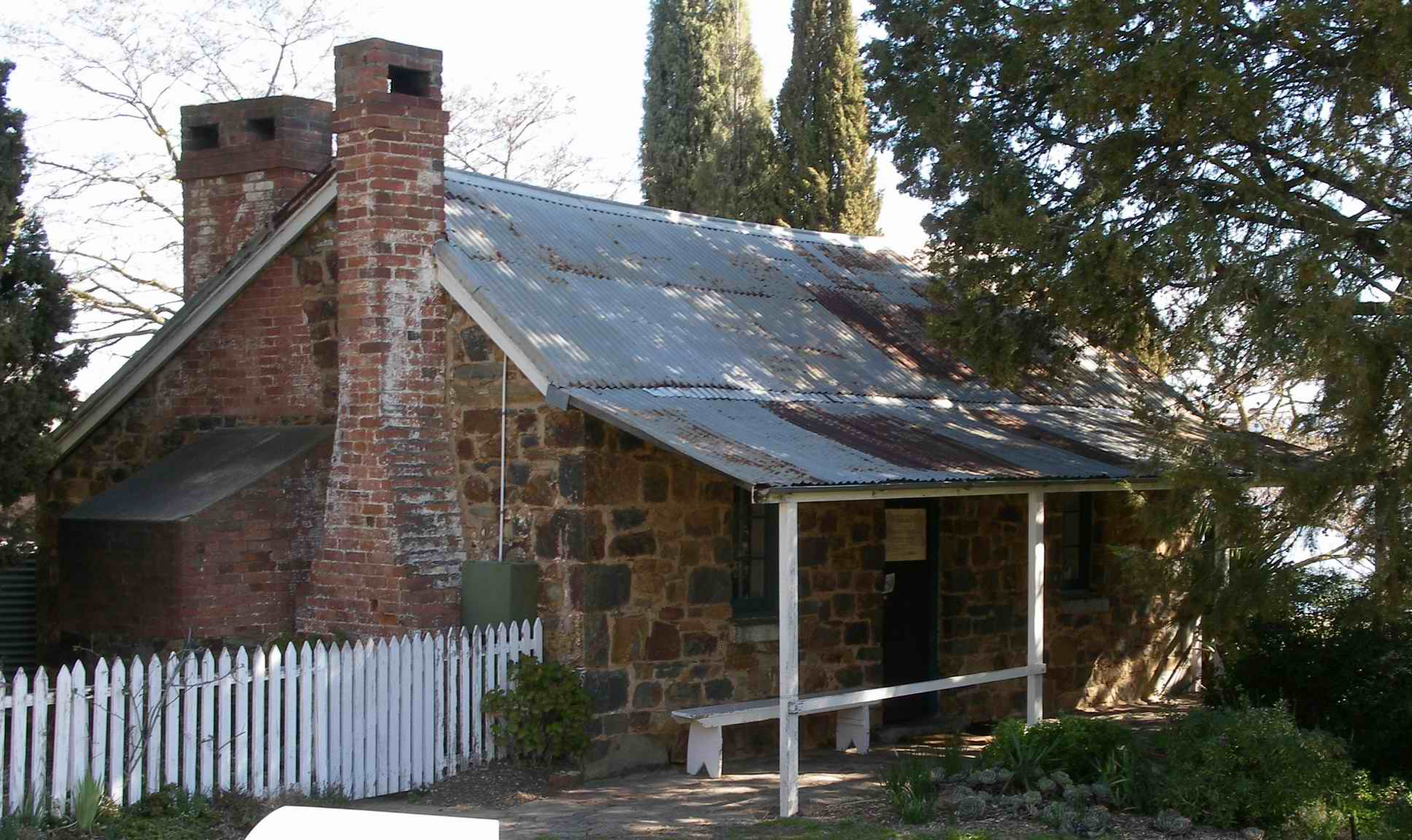
Le Blundells' Cottage, construit dans les années 1860
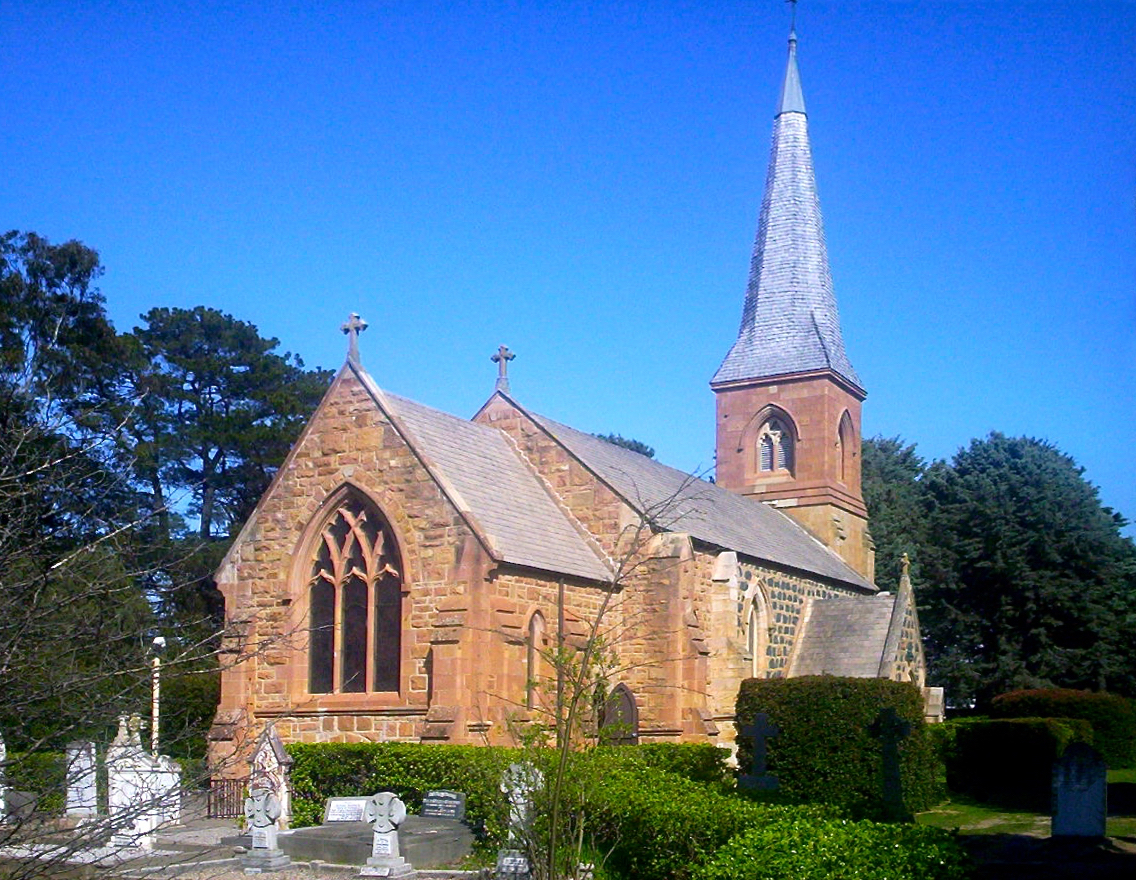
L'église anglicane de St Jean le baptiste, le plus vieux monument de Canberra (1845)
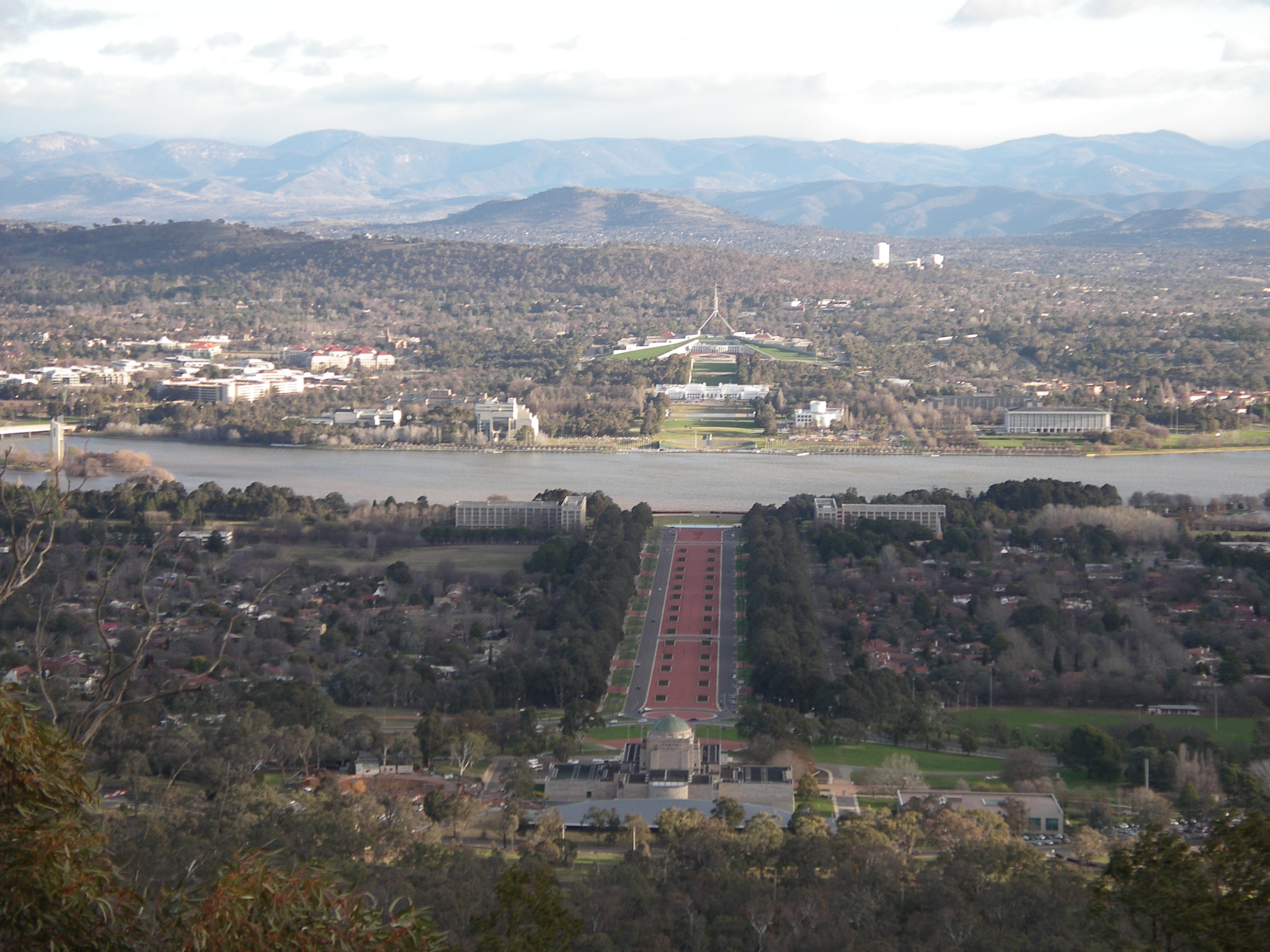
L'Axe parlementaire, par Walter Burley Griffin

## Territoire du Nord

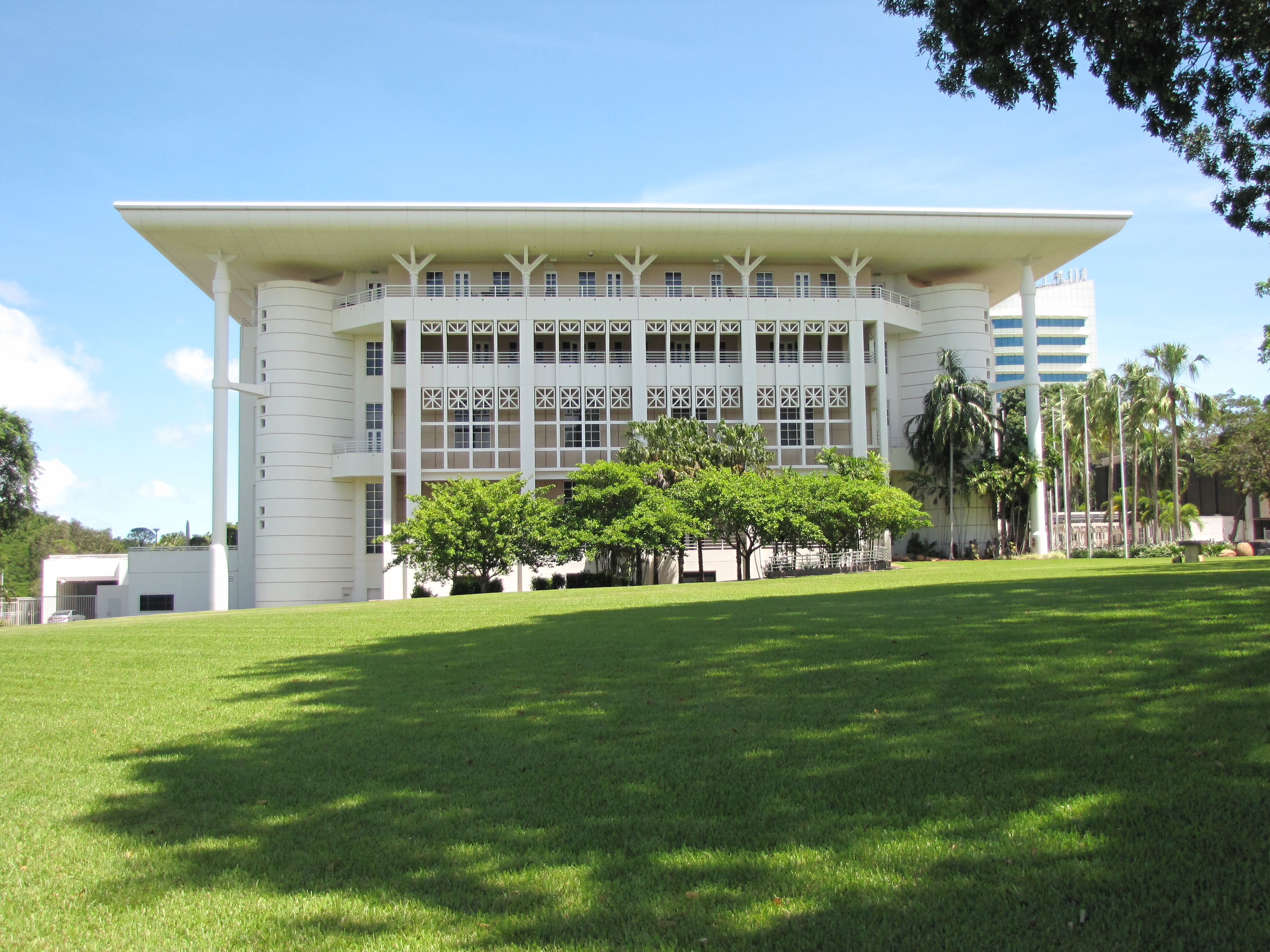
Assemblée législative de Darwin (Australie)
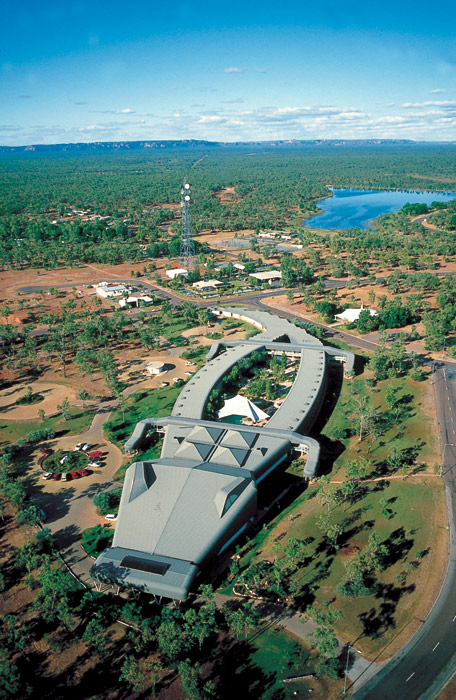
Le Crocodile Hotel, Jabiru
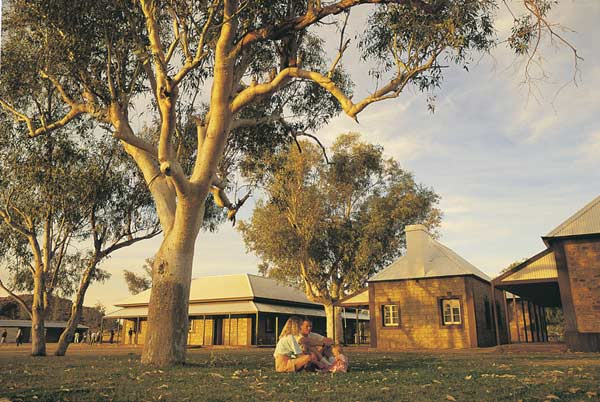
Station de la Ligne télégraphique transaustralienne de Alice Springs
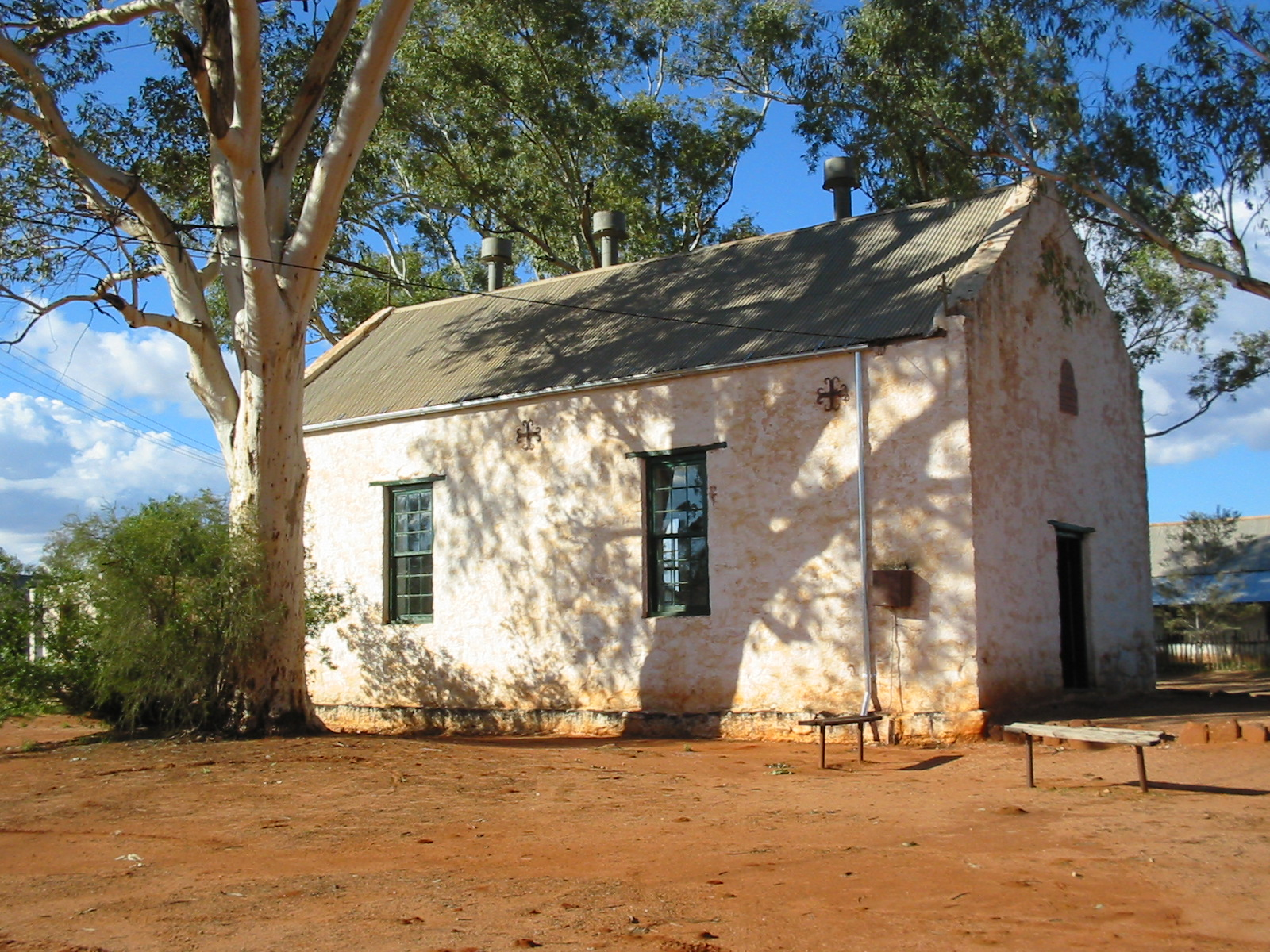
Hermannsburg Mission

## Territoires externes

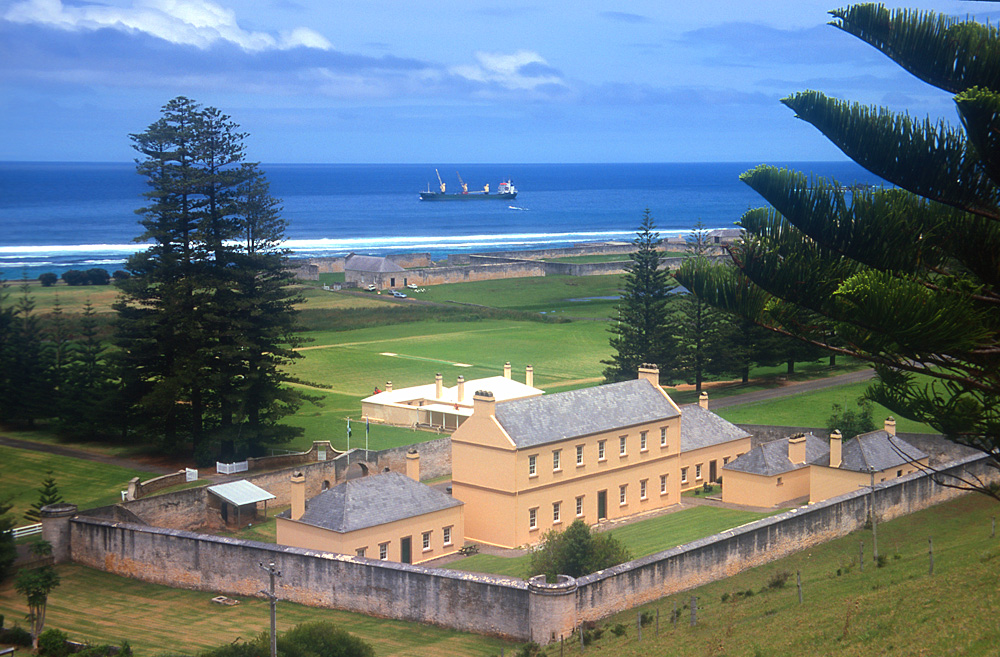
Camp pénitentiaire historique, Norfolk Island
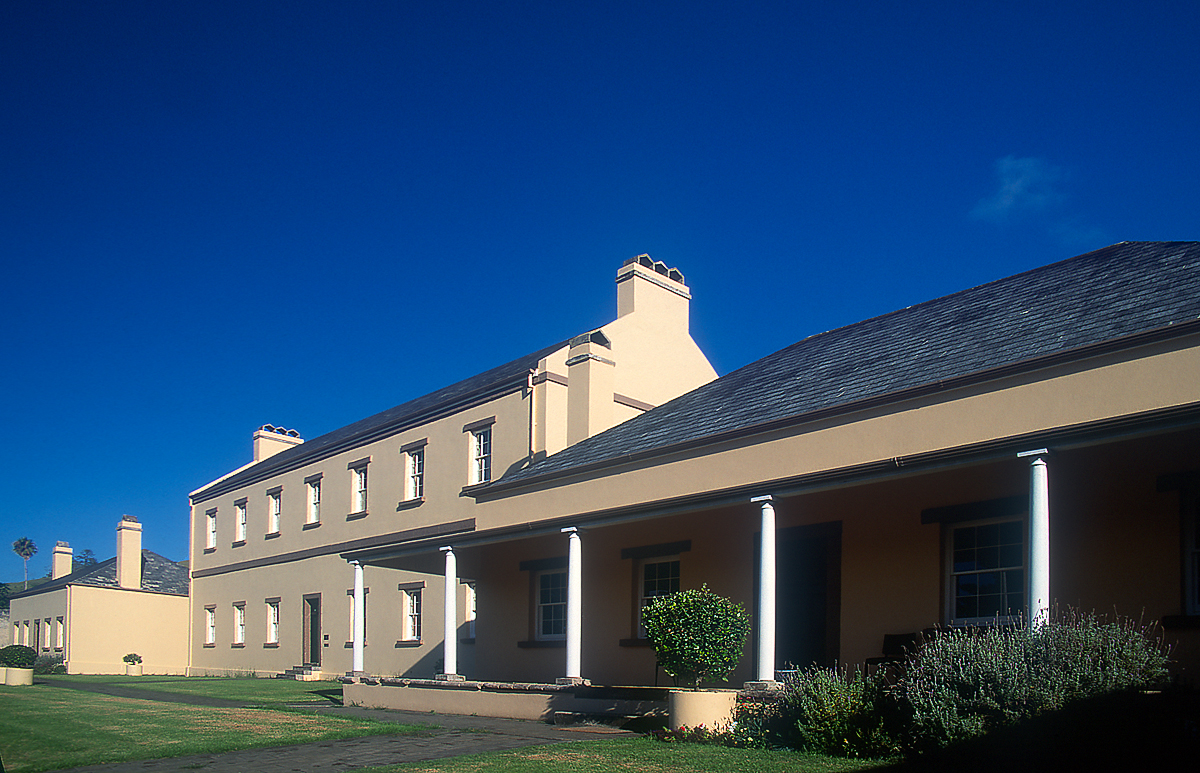
Norfolk Island
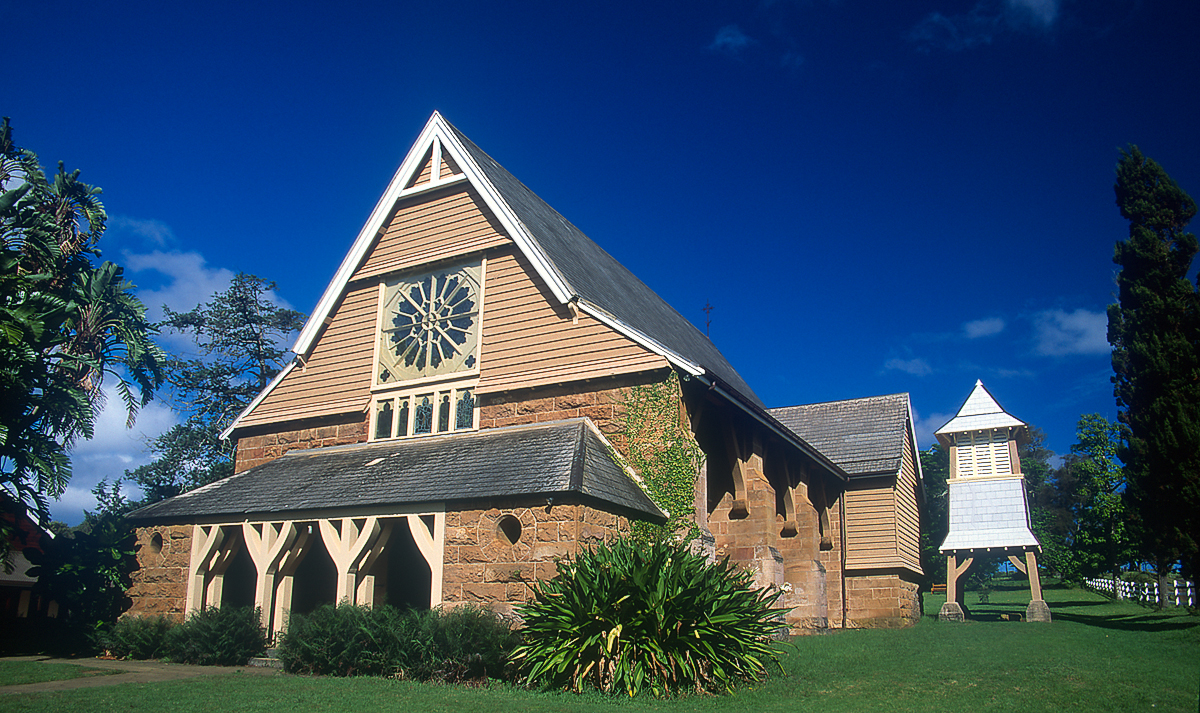
Chapelle Melanesie, Norfolk Island
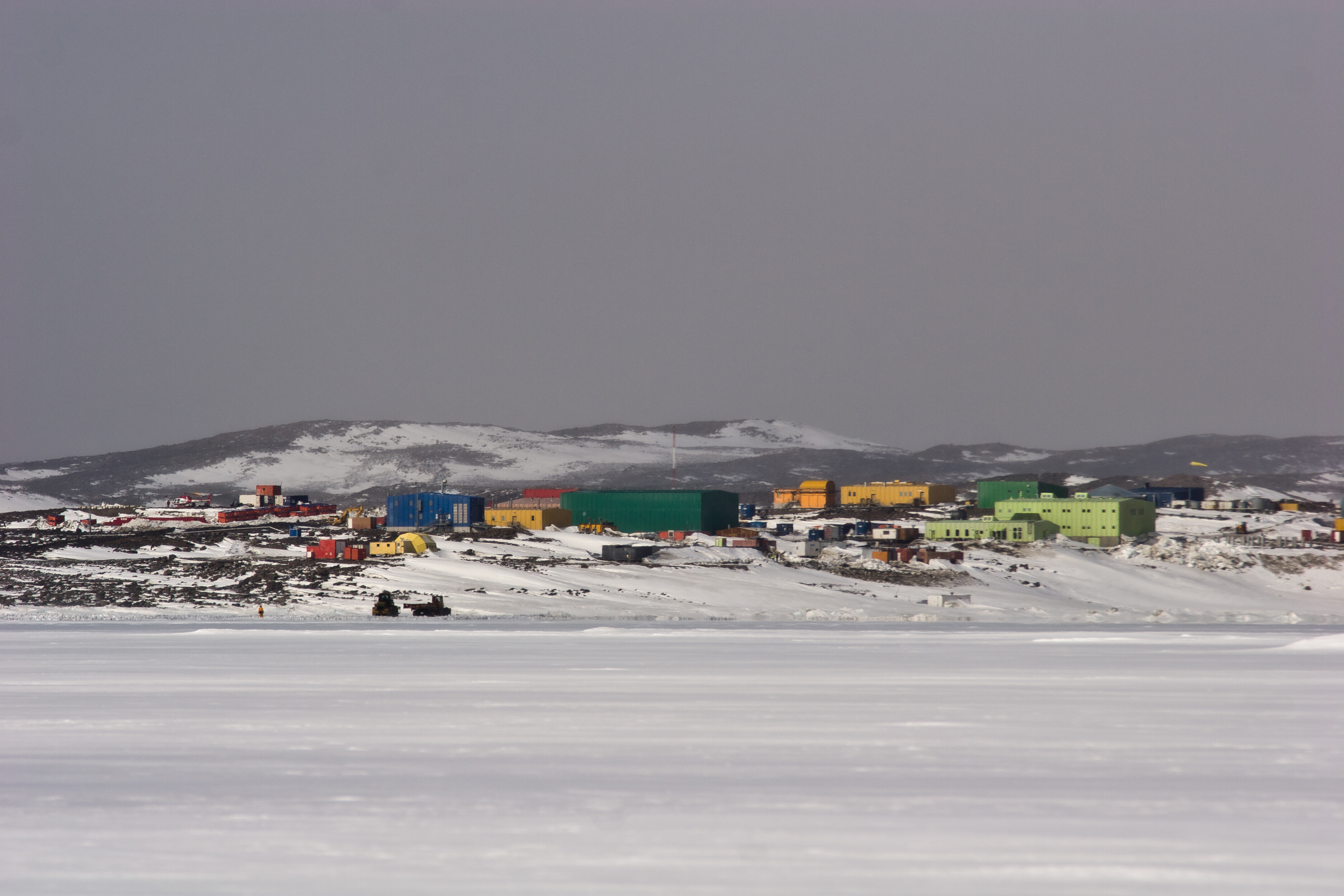
Base antarctique Davis, Territoire Antarctique australien

## DesBig…en Australie

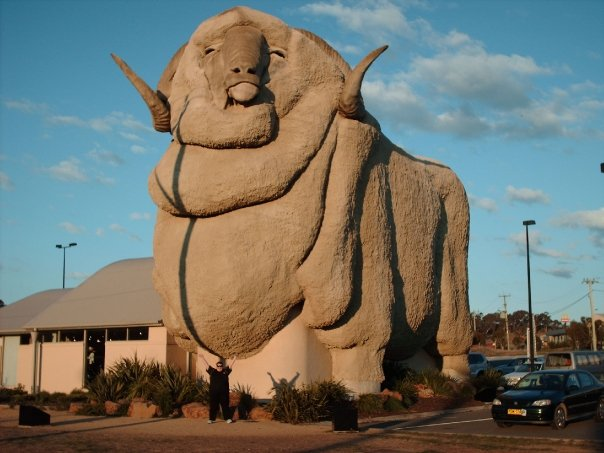
Le Big Mérino de Goulburn.
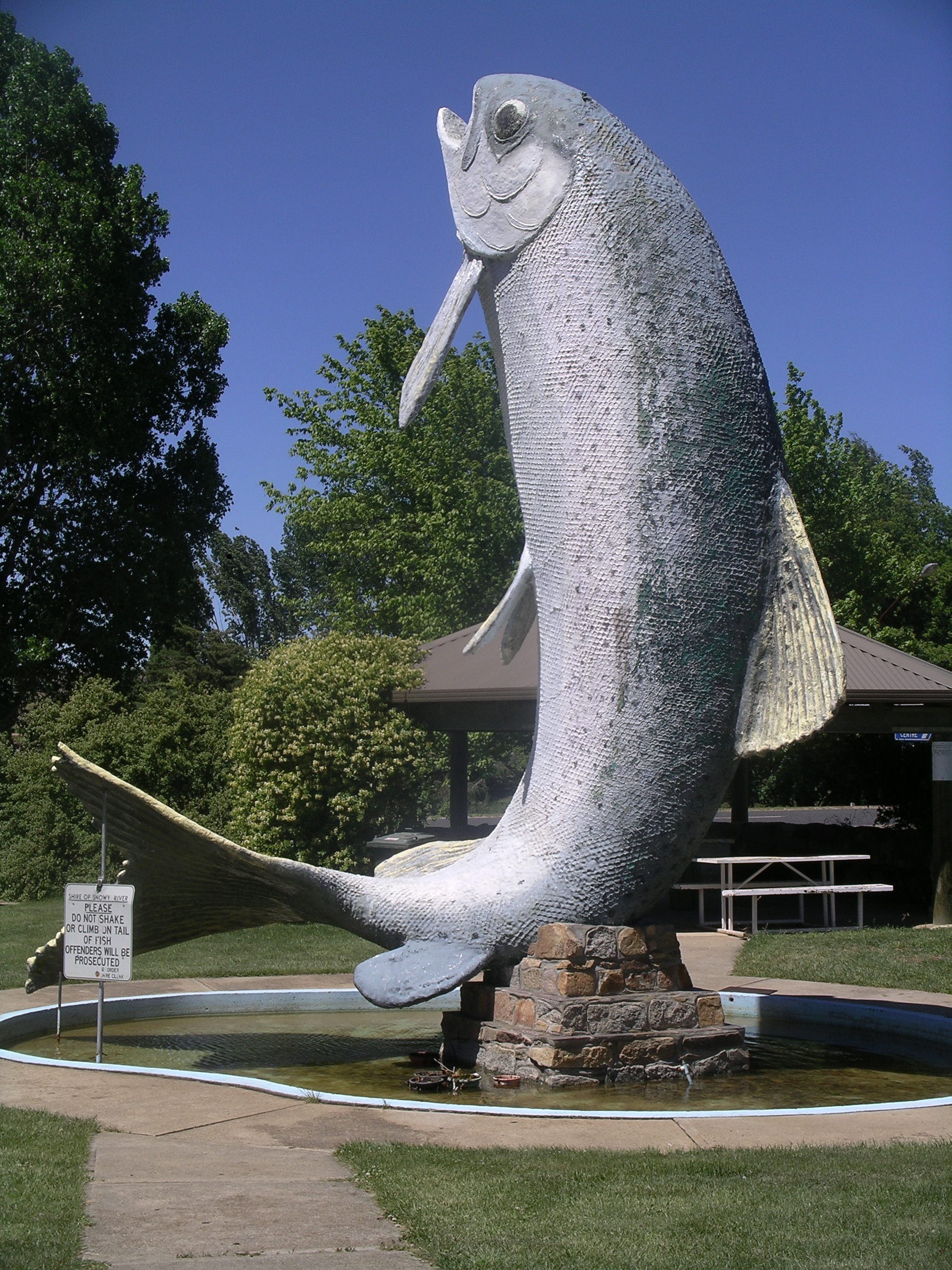
La Grosse Truite d'Adaminaby (en 2005).
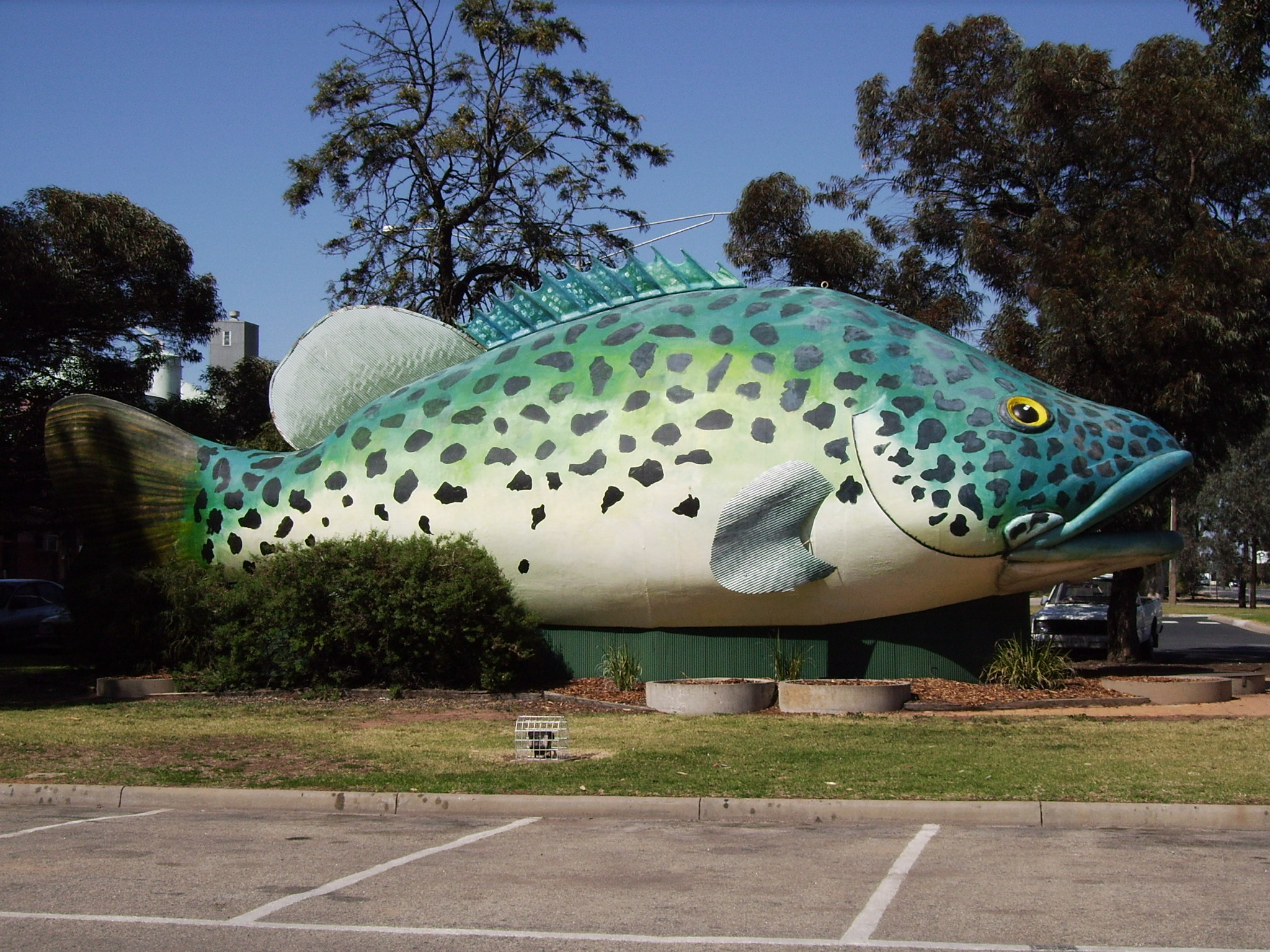
Le Giant morue de murray de Swan Hill.
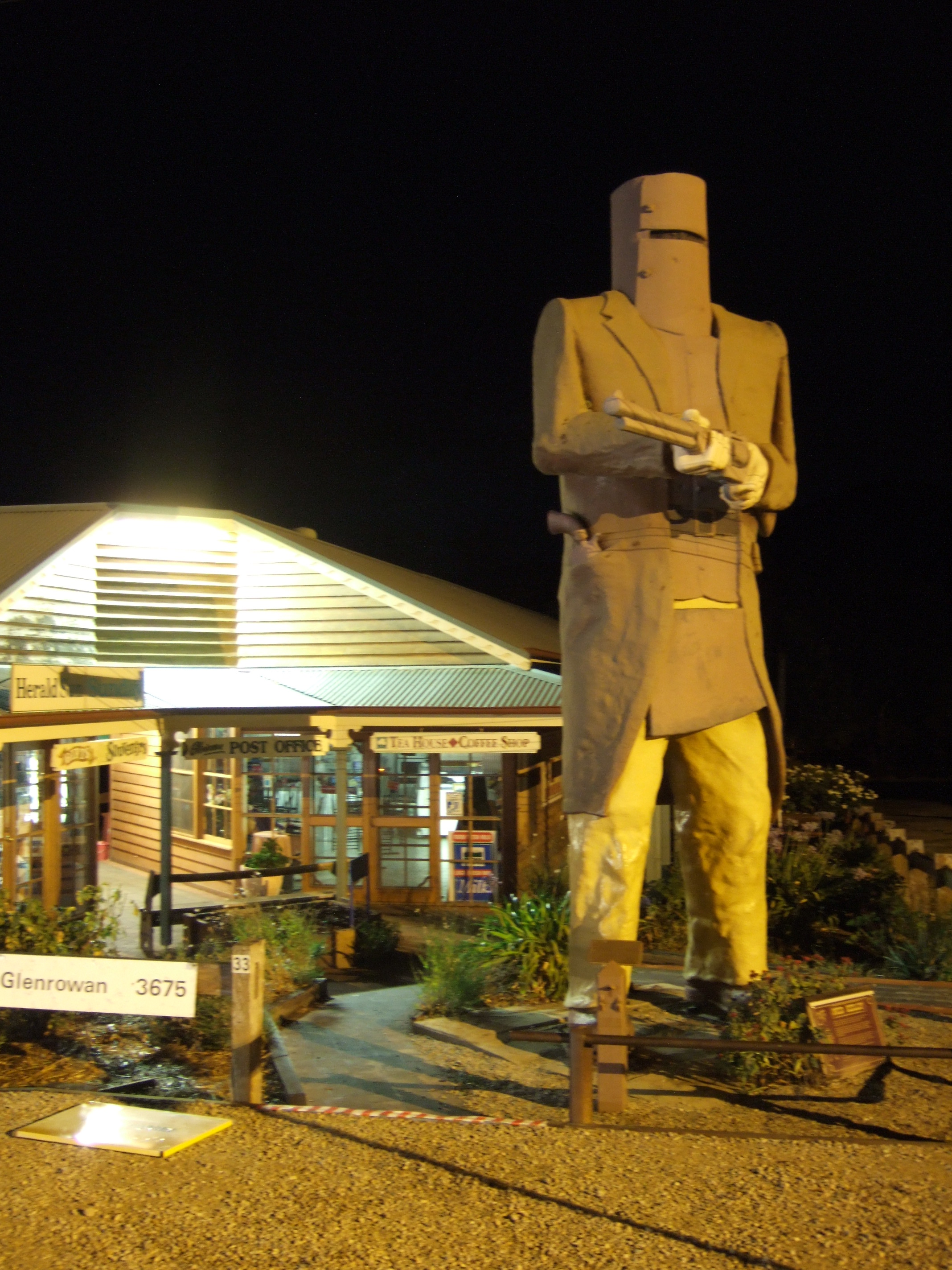
Le Big Ned Kelly de Glenrowan.
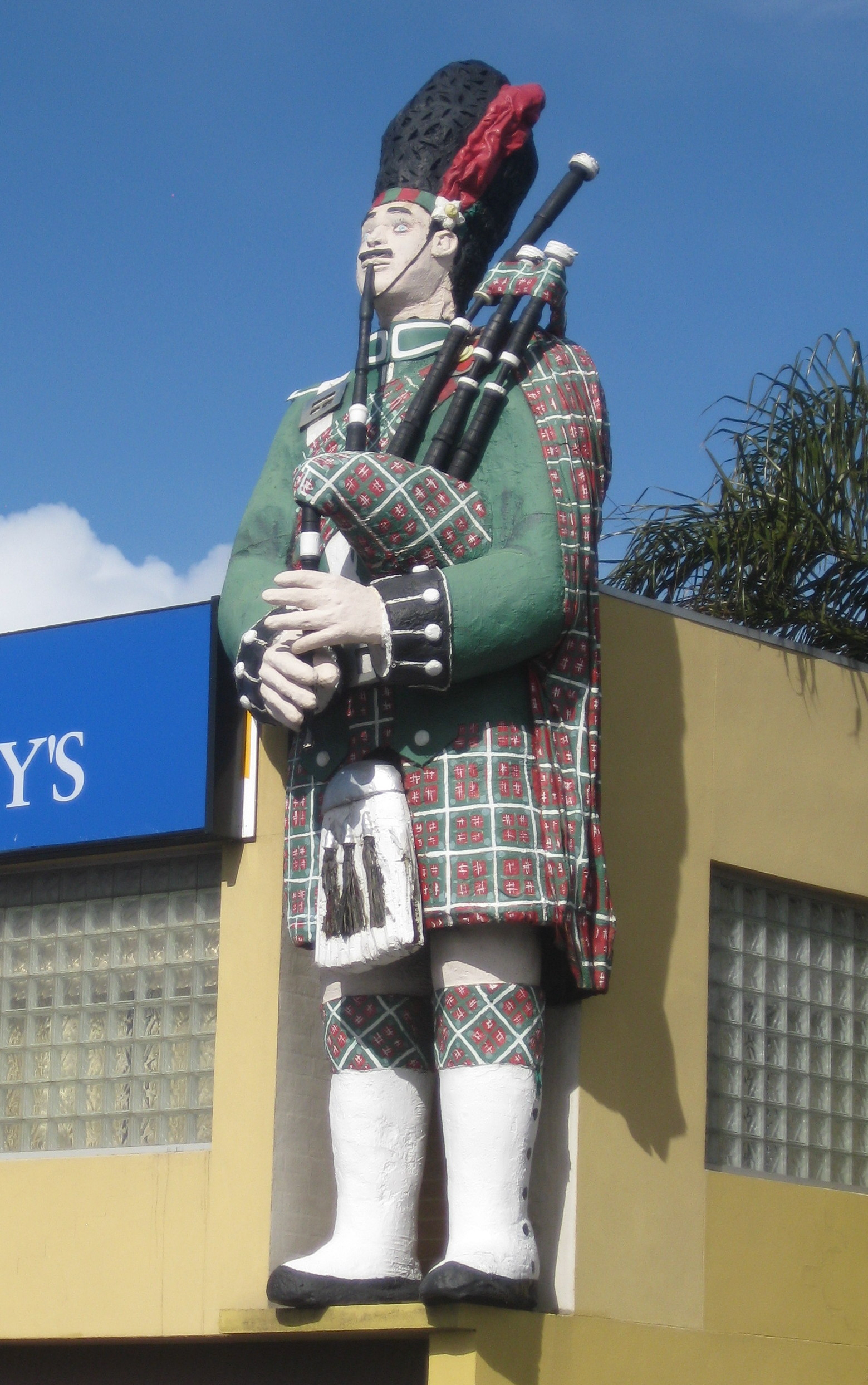
Le Big Scotsman de Medindie (Adelaide).

## Architectes australiens

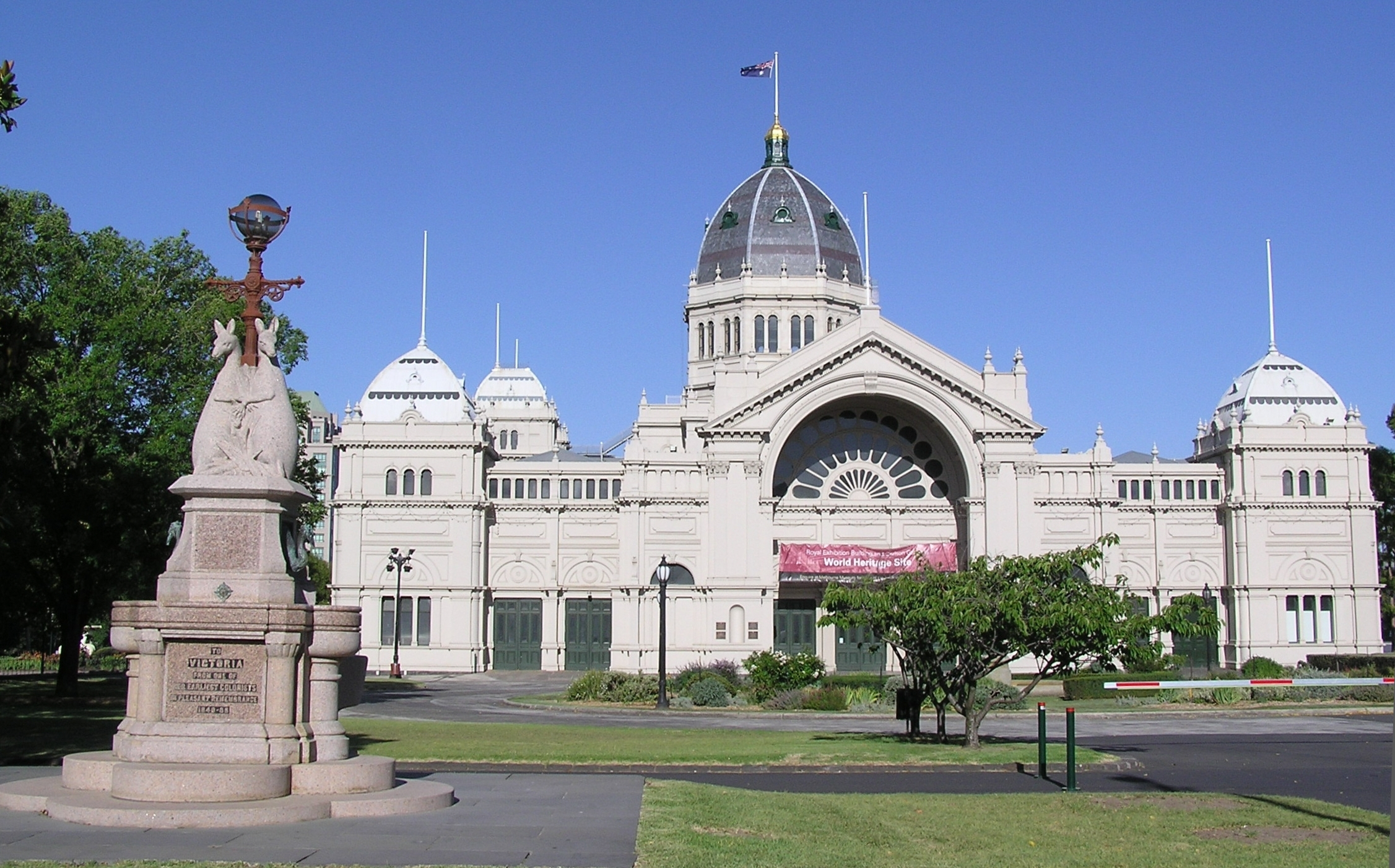
Le Palais royal des expositions

On compte parmi les architectes les plus importants:
- Harry Seidler
- Robin Boyd
- Roy Grounds
- Francis Greenway
- Glenn Murcutt
- Joseph Reed
- John James Clark
- Nonda Katsalidis

Parmi les entreprises d'architecture les plus renommés on compte:
- Bates Smart
- Denton Corker Marshall

## Constructions célèbres
Il y a plusieurs structures célèbres en Australie, tel que:
- l'Opéra de Sydney (dessiné par Jorn Utzon)
- L'Harbour Bridge de Sydney.
- Le Palais royal des expositions à Melbourne
- Federation Square, Melbourne
- Parliament House (Canberra).

## Source
- (en) Cet article est partiellement ou en totalité issu de l’article de Wikipédia en anglais intitulé « Architecture of Australia » (voir la liste des auteurs).

## Compléments